# 蒼穹のファフナーシリーズの登場人物
本項では、TVアニメ『蒼穹のファフナー』（以下、1期と略す）、『蒼穹のファフナー RIGHT OF LEFT』、『蒼穹のファフナー EXODUS』、劇場アニメ『蒼穹のファフナー HEAVEN AND EARTH』（以下、劇場版と略す）、OVA『蒼穹のファフナー THE BEYOND』に登場する人物の解説をまとめる。

## アルヴィスのファフナー搭乗者
主要人物を含むアルヴィスの子供たちには、人間以上の脳の処理速度を持たせ、フェストゥムの読心能力に対抗させ、ファフナー・ノートゥングモデルへの搭乗を可能とするため、フェストゥムの因子が組み込まれており、その影響として、それぞれ天才症候群（サヴァン・シンプトム）の兆候を有する。兆候には個人差や得意分野の差があり、劇中表立って語られないが、話の端々でその兆候を見つけることが出来る。たとえば、1期冒頭で子供たちがいじっている通信機は、構造理解力に優れた衛が修理したものである。またアルヴィス中枢の計器やシステムなども、どの子供達も基本的にごく短時間で使いこなせるようになっている。
また、大人世代の日本人のほとんどが受胎能力を失っているのとフェストゥム因子との融合のため、アルヴィスで生まれた子供たちのほとんどは人工子宮で受精卵を育てて、遺伝操作により生み出された者たちである。さらに中には、アルベリヒド機関によって保管されていた遺伝子を用いて生み出された両親が存在しない子供もおり、そういった子供たちは機関によって適性を見出された、血縁関係がない両親の元に“里子”として出される。

### 一騎と同級生達
主人公真壁一騎とその同期生。全員が学校で同じクラスで、総士と果林以外は島の実態を知ることなく過ごしていた。人類軍としてフェストゥムと戦っていたカノンも含め、本格的なファフナーパイロットとしてフェストゥムとの戦闘を始めた世代。
全員がノートゥング・モデルの搭乗者であり、北極ミールとの決戦から5年後に当たる『EXODUS』では真矢以外が引退していたが、全員復帰した。10年後に当たる『THE BEYOND』の時点ではフェストゥムに近い存在となった一騎と甲洋以外は死亡あるいは引退しており、実質的な現役パイロットは真矢だけである。
真壁 一騎（まかべ かずき）
声 - 石井真、豊口めぐみ（幼少時代）
- 誕生日：2131年9月21日 / 星座：乙女座 / 血液型：O型 / 身長・体重：169cm・56kg → 175cm (THE BEYOND) / 好きな物：静かな場所、美味い食事 / 家族構成：父・真壁史彦

【1期】
本作の主人公。陶芸家の父と2人暮らし。男所帯ゆえに家事が得意。
人工子宮で誕生したアルヴィスのファフナー搭乗者の中でも最高ランクの適性を持つが、認識制限コードレベルの解除がその段階にまで成されていないことと皆城総士との関係を考慮され、あえてファフナーの搭乗を当初は避けられていた。天才症候群の影響としては、驚異的な運動能力、反射神経、肉体の耐久力を持つ。
小説版では、総士に「競い合うライバルさえ居れば何所までも成長し、オリンピックの全種目で金メダルを取れる」とまで言われたこともある。咲良が唯一柔道で勝てなかった人物でもあり、対戦した際には彼女を失神寸前にまで追い込み、「いつか殺す」とまで言い残された。その後、一騎は咲良目当ての学校中の男子から挑戦状を受け続ける羽目になる。
幼い頃に親友・総士の左目を傷つけて失明させた事件をきっかけに、無気力で自己否定が強い性格となる。それゆえにファフナーに搭乗していても性格の変化がほとんど見受けられない。しかし実際は、敵を倒すたびに密かに暗い悦びを覚えており、降りた後で自己嫌悪を繰り返している。そんな醜い心もジークフリードシステムを介して総士に筒抜けになっているが、周囲には秘密にしていることも負い目となっている。
フェストゥム襲撃に際して搭乗前の事故で死亡した果林に代わり、急遽マークエルフに搭乗して実戦に臨み迎撃に成功。その後は総士の下す命令に否応なく従いフェストゥムと戦うが、翔子の死と甲洋の離脱により総士へのわだかまりは日増しに強くなっていく。それが総士だけが知る真実に起因することだと気付き、総士の本当の考えを自分も知りたいという思いから、由紀恵に唆され竜宮島を離れる。
島の外の世界を目にし、一時は新国連軍の捕虜となるが、モルドバで再会した日野洋治からファフナー・マークザインを託され、初搭乗時の戦闘でフェストゥムの群れ、ザインが発した高熱でマグマ化した大地、大気を取り込み溶岩に覆われた巨大な赤子のような姿になり、のちに「ザルヴァートル化」と呼ばれる特異現象を引き起こす。その後一騎を迎えに来た真矢と溝口の輸送機に救助され、マークザインと共に竜宮島へ帰還する。帰還後はあらためて総士と向き合い始め、総士もまた不器用ながらわだかまりを解消するため努力したことで、歪だった2人の関係は健全化していく。
物語後半では同化現象の進行により視力が衰え、移動の際に杖が必要な状況になる。ミョルニア（真壁紅音）によってもたらされた最初のデータによって症状は一時的に改善したが、蒼穹作戦時に総士の搭乗していたジークフリードシステムの拘束を解き、同化現象を肩代わりした際に症状が再発。ほぼ完全に失明しながらも総士とのクロッシングが復旧し、総士の指揮でザインの同化による強化と増幅したエネルギーをマークジーベンのドラゴントゥースへ送り、真矢の狙撃で北極ミール・ポラリスの破壊に成功。蒼穹作戦成功後に回収ポイントから溝口の輸送機にて帰途に就いたと思った矢先、マークザインは暴走状態に陥ったイドゥンのマークニヒトに捕らえられ、輸送機ごと消されないために総士の指示でザインの手にあったジークフリードシステムと共に輸送機から落下。フェストゥムの世界の入り口、存在と無の地平線の間際へ落とされるが、フェストゥムの側に居た甲洋が現れ、存在の側へと引き戻され生還。マークザインの中にマークニヒトを封印することに成功する。
北極に単独でとり残されてしまったマークザインに、総士の指示により損傷のなかった長距離輸送機の主翼とエンジンを同化し離陸する事に成功。竜宮島への帰還の途に就くが、総士はフェストゥムに捕縛されていた時の同化により肉体がほぼ失われており、このまま存在と無の地平線を越えフェストゥムの世界へ行くこと、そして必ず再び自分の存在を作り出し帰ることを誓ったのち、ザインの手の中でジークフリードシステムもろとも砕け散り、一騎は慟哭する。ただ一人で島への帰還を果たし、総士との別れ際に交わした再会の約束を胸に出迎えてくれた仲間たちに微笑み、物語は幕を閉じる。
【RIGHT OF LEFT】
総士の幼馴染で僚の後輩。副司令の息子ながら、島の秘密は一切知らされておらず、自分の父親のもう一つの姿も当然知らない。総士とはかつて大変仲が良かったが、ある時期を境に不自然なほど疎遠になり、周囲からも孤立してしまっている。近藤剣司からの決闘を日課のように受けて立つことだけがかろうじて残った繋がり、といううらぶれた日々を過ごしている。
【劇場版】
溝口恭介と共に、甲洋の自宅兼店舗で遭った喫茶店「楽園」の経営を手伝いバイトコックをしている。看板メニューには「一騎カレー」「一騎ケーキ」などがある。
同化現象の進行に伴い両目を失明していたが、北極で回収されたフェストゥムに関するデータによって同化症状を回復させる薬が開発され、明るい場所では多少視える程度に回復している。しかし、一期終盤でマークザインが同化したと思われていたマークニヒトがザインの中で蠢いており、北極で来主操によってその命を繋ぎ留められていた総士とのクロッシングを通じてニヒトを封印し続けていた。その負荷のせいで治療の経過が芳しくなかった事が、エウロス型フェストゥム襲来時に再びマークザインに搭乗した際のデータにより判明する。
来主操のミール・ボレアリオスによって封印から解き放たれたマークニヒトを止めるため、マークザインに搭乗し激突する。カノンの同化を肩代わりする事と、来主のミールが無理矢理従わせていた他のフェストゥムの群れをその束縛から解き放つ事に注力したため、今度は逆にザインが一騎ごとマークニヒトに封印されてしまうが、再度来主がニヒトで群れを率いて竜宮島へ来襲した際、第二次蒼穹作戦により島から発進したRボートのファフナー部隊がボレアリオス内部に攻撃を仕掛けた事でザインの封印が緩み、さらに甲洋のマークフィアーの同化による干渉と、真矢が突き立てたマインブレードにより封印が解け、ザインと共に復活。ボレアリオスによる島への同化攻撃をマークフュンフと共に阻止し、再びニヒトと対峙する。
「島との対決の道を選ばされてしまった自分はもう何も変えられない」と絶望する操に「選ぶんだ、何度でも　悲しいからって諦めないで、そこにいる事を、選び続けろ」と語り、ザインの同化能力によりボレアリオス・ミールによる操への支配に干渉しマークニヒトへの呪縛から解き放ちその代償に一騎自身が結晶化寸前にまで同化されてしまうが、自分のミールに意志を伝える事を選んだ操の呼びかけにより救われ、戦いを止める。その後現れた人類軍の攻撃機から発射された核ミサイルをマークニヒトと共に体当たりで止めようとするが、操がスフィンクス型の姿でマークニヒトから飛び出して単独でミサイルを受け止め、ザインはニヒトによって守られる。爆発によって操の肉体が消滅する寸前、その心と対話し「ああ、俺も(空が)綺麗だと思う」と語り掛けた。ザインを降りた一騎に、操が再生を終えた総士を通して「自分が生まれ直した場所にいつか一騎が来るかもしれない。その時一騎が空を見えないのは悲しい」と語り掛け、一騎の視力を完全に回復させた。それを最後に操の意識は途絶え、入れ替わりに存在と無の地平線から帰還した総士との再会を果たす。
【EXODUS】
喫茶「楽園」の調理人として、島の人々に憩いを提供する。料理の味は絶品らしく、カノンや剣司だけでなく保たちもそれを目当てに来店している。表向きは特に不自由はないように見えるが、これまでマークザインで戦い抜いてきた代償として自分の寿命があと3年程度しかない事が告知されており、総士からは元エースパイロットの経験を活かしファフナーパイロットの教官になる道を打診されるが、「何かを学んでやり始めて、それが『やり残したこと』になるのが嫌なんだ」と答えている。また「3年あれば覚悟も出来る」と嘯くが、裏を返せばまだ迷いが残っている事を本人も気付かず口にしてしまっていた。
最前線で激闘に身を投じ続け、心身に様々な犠牲を強いてきたことや、年齢的にファフナーパイロットであり続けるのが難しくなってきたこともあり、アルヴィス上層部からファフナーへの搭乗を禁じられていた。普段は周囲の配慮を汲んで穏やかに暮らしているが、ウォーカー襲来後は乗れないと知りつつも封印状態のマークザインの元を訪れたり、父である史彦に「自分はまだ完全に（ファフナーに）乗れなくなった訳じゃない」、「いざとなったら自分を（捨て駒でもいいから）使って欲しい」と心情を吐露している。
人類軍兵士の間では、北極ミールを破壊した伝説のパイロット「D・アイランドのカズキ・マカベ」として英雄視され、自分たちにMAKABE因子を与えファフナーに乗れるようにしてくれたと感謝されている。しかし、因子による寿命の短縮という大きなリスクにさらされている彼らから逆に感謝されている事実は、一騎に戸惑いを与える。
派遣部隊の出発から間もなく目覚めた織姫から、真矢たちの危機を知らされ、再びマークザインに乗る事を命じられる。それを己の命の使い方と決意を固め同じくニヒトへの搭乗を決めた総士と共に島から旅立ち、アザゼル型・ロードランナーに襲撃を受けていたシュリーナガルの街に救援として参戦、機体の解体プランのためリミッターを全て外していたマークザインの力で他者を救うという「万能感」「救済意識」の2つが変性意識として発現した。ロードランナー率いる群れを相手に圧倒的な力を見せつけ撃破した後、美羽の願いによりナレイン将軍率いる人類軍とシュリーナガル市民すべてを守るため、脱出行に同行する。
脱出行の中で総士にフェストゥムの世界について尋ね「彼らの世界に触れるには、彼ら自身に触れるしかない」という答えに「それが俺の命の使い道なら、そうする」と返すが、真矢には「2人には帰る場所があって、それはとても幸せなことであるのを忘れないでほしい」と告げられ、全員で生きて島に帰るという決意を新たにする。
アザゼル型・アビエイターとの交戦時の様子から宇宙に他の敵がいること、それが人類軍とフェストゥムの両方に自分たちの居場所を教えている可能性に気付く。また、第二次脱出行で争いを望まないミールの欠片が集まったフェストゥムの森でその命を分けてもらった際は、自分の命の終わりの時が来たら返せるものは返したいと述べるが、同時にナレインから一騎ならミールの祝福を受け「命の果てを超えて戦い続ける永遠の戦士」になれるとも示唆された。竜宮島への合流を図る脱出行の果て、島との合流ポイントが示されたユーラシア大陸東端でのアビエイターとの交戦中についに同化現象が末期まで進行、右腕が結晶化・崩壊してしまう。その後アビエイターを無理やりに同化し撃破には成功したものの、マークザインは高熱により溶解した岩塊に覆われた状態となり、一騎は昏睡状態に陥る。
眠りの中で、カノンと翔子の姿を借りた竜宮島ミールと対話し、その中で「島のミールは一騎を通して世界を祝福する」こと、「一騎は世界の傷を癒し、存在と痛みを調和させる存在」となる啓示を受ける。ミールの祝福を受け入れる事を自らの意志で選び、「生と死の循環を超えた存在」として覚醒（マスター型フェストゥムになったかは不明）。生命限界はなくなり再びマークザインに搭乗、ディアブロ型の同化攻撃により半壊状態だった竜宮島ファフナー部隊を救い、海神島に根付いたアショーカ・ミールを同化しようしていたベイグラント・ミールの侵攻を暉のゼロファフナーと共に阻止した。続く第四次蒼穹作戦ではジョナサンの駆るマークレゾンとの激闘の果てに相討ち寸前まで持ち込むが、マークザインによる同化を介した説得を選び、ジョナサンに元の記憶を取り戻させ正気に帰し、戦いを止めた。その後ベイグラントのコアによってマークレゾン諸共に虚無の空間へ落とされるが、そこで総士と末期の言葉を交わした後、甲洋と操によって救い出され帰還する。アショーカの世界樹の袂で沈黙したマークニヒトのコックピットから転生した総士を保護し、その2年後に総士とともに海神島で過ごしている姿が描かれ、EXODUSの物語は幕を閉じる。
劇場版で操を解き放った時と同様に、アザゼル型など特に強力な個体を同化する際には「お前は、俺だ　俺は、お前だ」と言葉に出し、一騎が機体の同化能力を引き出す際のキーワードとなっている。
【THE BEYOND】
転生した総士を育てながら海神島で平和な時を過ごしていたが、マレスペロの手引きを受けたマリス・エクセルシアにより総士と2人のエスペラントの少年少女が略取され、その奪還の為にマレスペロの支配下にあるハワイ圏にキャリースラスターで突入する場面から物語が幕を開ける。
アルタイル・ミールとの対話の切り札として成長を遂げた美羽の安全を確保するためマークザインを彼女に譲渡、第五次蒼穹作戦ではエインヘリアル・モデルとして再建造されたマークツヴァイ改・グリムリーパーのパイロットとして参戦。マークザインと同じく強大なエネルギー増幅現象・同化能力を行使し、アバドンの甲洋、クロノスの操と共にミールの影響を強く受けた存在として「3人のエレメント」としてベノン軍から脅威度の高さを警戒されている。
ファフナー搭乗時はSDPとして「無限のクロッシング」が常時発動し続けており、味方のみならず戦いで消えていった敵の痛みも全て引き受け、その代償として力の行使と引き受けた痛みが一定量に達する度に、ボレアリオスへ転送され、強制的な休眠状態に陥ってしまい、その度に徐々に人としての感情が失なわれていく。第五次蒼穹作戦では大量の敵を無に還しその痛みを引き受けたため、その後のフロロとの交戦中に眠りに落ちてしまい、無人となったグリムリーパーをベノン陣営に奪われてしまう。
グリムリーパーを失った後は西尾暉の乗機をエインヘリアル・モデルへコンバージョンしたマークツェーン改・アキレスに乗り換え（SDPはグリムリーパー時と同様）、アルヴィスの切り札としてパイロットを務めるほか、眠りに落ちていない間は第二種任務として「楽園・海神島店」の調理師を務め続けている。しかしSDPの代償による心の喪失だけでなく、肉体についてもフェストゥムの側に大きく傾いており、食事や料理は必要ではなく「自分を忘れないため」に行っている、と総士に告げている。また、マレスペロの絶対停止領域の影響で海神島の気温が低下し、真矢や竜宮島・海神島陣営の人々の会話時の呼気が白くなっている中、一騎の呼気は白くならず、体温も失っていることがうかがえる。
偽の竜宮島から総士を救出するが、その際に島の住民たちに擬態していたフェストゥムと総士の“妹・乙姫”であるフロロを彼の目の前で無に還したことで総士の激しい怒りと殺意にまで達する憎悪を向けられる事となってしまう。総士はついぞ一騎と海神島で暮らしていた時の記憶を取り戻す事はなかったが、一騎は変わらず総士への慈しみを持って接し続け、総士の成長と、彼が導く未来を見守り続けた。マークニヒトのパイロットとなった総士に対する「壁」として再びザルヴァートル・モデルを駆る必要性に同意、竜宮島の技術によって改修されたアキレスをかつてのマークザインの時と同じく大量の海水、大気、そしてべノン軍のフェストゥムおよびファフナー、艦隊群を吸収・同化することでザルヴァートル化に成功、“存在（ザイン）”と“無（ニヒト）”（そしてマークレゾン）に続く“全能”たる第4のザルヴァートル・モデル、マークアレスへと再構成した。
自我を持たないフェストゥムの個体を無に還すことに躊躇は持たないが、総士の奪還の際にやむなく無に還したフロロや、それに対して怒りを顕わにして咎めだてたレガートに対しては「消したくはない」という想いを持っている事を吐露する。その言葉通り、第六次蒼穹作戦で竜宮島に向かう一騎をリミッターをすべて外したスペクターで限界以上のSDPを発動しマークアレスの力を写し取ったレガートとの戦いでその攻撃を敢えて躱さずに受け止め「お前は、俺だ　俺は、お前だ」と呼びかけ、強力な同化によってスペクターの強化状態のみを解除し、無への還元は行わなかった。
EXODUSの時から変わらず「自分の命の使い道」を探し続けており、その事について言及する度に真矢からは悲しげな目で見つめられている。エレメントとしてミールの強い影響を受けた結果、その行動原理もフェストゥムに近いものとなっており、甲洋と共に「美羽の身の安全と意思を最優先にすること」を第一義として行動する。そのため、美羽が操の求めに応じて片腕を同化することに同意し真矢が操を止めるように一騎と甲洋に訴えた際も「美羽ちゃんが望むなら止められない」と答え、総士と美羽が竜宮島へ到達し、美羽とアルタイルが「対話」した結果どうなるかを知って美羽を止めようとした総士の前に立ちはだかることとなり、激昂した総士と最後の激闘を繰り広げる。その中で、存在と無の地平線を越え転生する前に総士が言い遺した「未来へ導け」という言葉を再び耳にし、これが総士が自分に託した未来である事を理解する。戦いの後、自らの役目が終わったとして総士に自分とマークアレスを同化するよう伝えその命と力を捧げようとするが、総士からは「自分や他人を犠牲にする事しか知らないんだな」と突き放される。総士と美羽を見送った後は戦いを止めて竜宮島に留まり、総士と美羽が導く未来を見守った。美羽とアルタイルの祝福を受け、マレスペロが消え本来の色を取り戻した空を浮上した竜宮島から見上げ「きれいだ…」と呟く。竜宮島への帰還を果たし、我が家へ戻った文彦に対し、長く続いた戦いの中でも怒りや憎しみに囚われず平和を守り抜いた父への心からの感謝と称賛を贈った。
平和を取り戻した人類が再生と復興への道を歩み始める中、再び自分の命の使い道を見つけるために島から出て世界を見て回ることを決意。甲洋のアバドンと共にマークアレスで島の仲間たちに見送られながら青空へと飛び立ち、物語は幕を閉じた。
【評価】
『アニメージュ』の企画「第28回アニメグランプリ」では「男性キャラクター部門」で第31位にランクインした。
皆城 総士（みなしろ そうし）
声 - 喜安浩平
- 誕生日：2131年12月27日 / 星座：山羊座 / 血液型：A型 / 身長・体重：173cm・61kg/ 好きな物：コーヒー、チェス、クラシック音楽 / 家族構成：父・皆城公蔵、妹・皆城乙姫

【1期】
指揮管制システムであるジークフリードの搭乗者。一騎の幼馴染で乙姫の兄。責任感が強く寡黙な少年。成績優秀だが、愛想がないことと大人びた性格もあって、同世代の仲間に対しても上から目線の趣があり、周囲からは孤立しがち。言葉足らずで不器用な性格が災いして誤解を受けることが多いものの、実は仲間想いでナイーブ。幼少期に一騎から受けた傷で左目を失明している。
島の子供たちの中で唯一、島の外の世界の現実と惨状を知る。竜宮島のコアである乙姫の兄であることもあり、島を守ることに大きな責任を感じ、冷徹で頑なな態度を見せる。
自然受胎も可能だったが、瀬戸内ミールの因子そのものを移植させるため、人工子宮に移され誕生した。天才症候群の兆候により、複数の人間の思考や感情を並列に処理できる頭脳を持つ。他の子供と異なり、既に遺伝子の段階から免疫系レベルまで融合しているので、高いコード形成率と同時に強い同化耐性も持ち合わせており、分離統括型である現在のジークフリード・システムへの親和性・耐性も高い。
幼少時代にフェストゥムの因子による同化衝動に襲われ、一緒にいた一騎を同化しようとするが、一騎の咄嗟の反撃で左目を負傷・失明するが、この出来事によって人としての自我を取り戻す。この経験が、「人間・皆城総士」という根源的なアイデンティティの獲得の絶対条件となっており、そのためファフナーへの搭乗時に、機体との一体化によって左目が見えてしまうことに耐えられず、ジークフリード・システムでの指揮担当者としての訓練を受けることとなる。
パイロットたちの心の動きを見透かし、またファフナー搭乗による同化現象の進行＝死への恐怖にさらされているパイロットたちに対して人知れず負い目を感じており、時としてパイロットに冷徹で過酷な命令を安全圏から下す自分自身にも歯痒さを感じている。
終盤で島の中枢部に侵攻したフェストゥムによって、搭乗したジークフリード・システムごと北極に連れ去られる。同化によって心に侵食されつつも抗い、人類軍による北極ミール攻略戦、および竜宮島による蒼穹作戦の中でイドゥンから戦術の情報を与えるよう命じられた際にフェストゥム側へも多大な犠牲を強いる「消耗戦」の情報を与える事でフェストゥムに痛みを教えることを「祝福」として与え、人類軍、竜宮島陣営の勝利に寄与する。
マークザインにより拘束が解かれたことによりクロッシングが復旧。群れが崩壊したことにより、北極ミール・ポラリスが宇宙へ逃げ、地球に向かっている新たなミールと合流しようとしている事を一騎たちに伝え、一騎のマークザインの同化でマークジーベンのドラゴントゥースを強化し、増幅したザインのエネルギーを送って発射して攻撃するよう指示、真矢の照準・狙撃によりポラリスの破壊に成功する。蒼穹作戦完了後輸送機により回収され島への帰途へ就くが、狂乱状態に陥ったイドゥンが駆るマークニヒトにマークザインが捕えられてしまい、一騎と共に輸送機を降りて戦う事を指示。一騎と二人でフェストゥムの世界、存在と無の地平線の間際に落とされるが、フェストゥムの側に居た甲洋の助けで存在の側へ引き上げられ、マークニヒトの封印に成功する。マークザイン単機で北極に取り残された一騎に島へ帰還するための指示を出し軌道に乗せるが、フェストゥムに受けた同化により肉体のほとんどが失われていること、このままフェストゥムの世界へ旅立つことを一騎に告げ、必ず再び自らの存在を作り出して帰還する事を誓った後、マークザインの手の中でジークフリードシステムもろとも結晶化し、砕け散る。
【RIGHT OF LEFT】
僚の後輩で生徒会書記。ノートゥングモデルの起動実験を行うが、機体との一体化によって見えないはずの左目が見えることが「フェストゥムとしての自分」への変化の想起につながり、それによる恐怖と拒絶反応から生じる心理的ガーベッジによって対数スパイラル形成に支障が生じ、起動に失敗する。このためジークフリード・システムへの搭乗を公蔵に命じられ、前線で戦えないことに歯がゆさを感じている。
【劇場版】
肉体を失い、残った精神だけが甲洋とミョルニアに保護されフェストゥムの世界を揺蕩いながらも一騎とのクロッシングを保ち続けており、それによりマークザインの中に同化されたマークニヒトの封印を保っていた(それにより一騎の肉体に負荷が掛かり続けており、治療の効果が思わしくない原因となっていた)。「空がきれいだ」という思考により自我に目覚め対話をしてきたスフィンクス型フェストゥムに『来主操』という名を与え、砕かれた北極ミールから分化した操のミールからは隠され彼の庇護の元で肉体を修復されながら目覚めを待っていた。だがその群れが人類軍の核攻撃で壊滅し、傷ついた操のミールが生み出した新たな群れのフェストゥムの一体が竜宮島を攻撃した後、群れの特使として人間の姿で島へ訪れた操を通して一騎と史彦に、痛みと憎しみに染まった操のミールにマークニヒトが奪われる事、日野美羽こそが対話の切り札である事を伝え、第二次蒼穹作戦への足掛かりを作った。
戦いが終わり、自らのミールと共鳴し竜宮島と一騎を守った操の意識が途絶えるのと入れ替わりに帰還。一騎との再会を果たし、自分の帰る場所を守り抜いてくれた感謝を伝えた。
【EXODUS】
来主操によって再生された肉体は人間のものとして機能しており、かつて失明していた左目も見えるようになり、それによる心理的な負荷も克服している（ファフナー搭乗への障害がなくなった）。
アルヴィスのアルベリヒド機関に配属され、遠見千鶴と共に研究業に従事しており、平時は眼鏡をかけるようになった。戦闘の際には、新設されたジークフリード・システムでの指揮を引き続き行っていたが、マークニヒトの戦線投入以降は指揮を剣司に委ね、マークニヒトのパイロットとして戦闘を行う。また、物語の語り部としてモノローグが流されるが、これはマークニヒト次期パイロットに向けて記録した遺言であった。
一期から劇場版の間に北極で操によって再生された身体は普通のヒトから変容し「フェストゥムの地平線に触れ、その調和によって存在を得た」人間とフェストゥムの融合体に近しいものになっている。その影響で失明していた左目の視力は回復し、自らの在り方を受け容れたが故にファフナーへの搭乗も可能となっており、マークニヒトに唯一搭乗・操縦が可能なパイロットとして解体プランの実行を引き受けている。同世代の仲間たちも大人びてきたことから対等な目線になっており、一騎だけでなく剣司たちとの関係も改善されているが、不器用さは相変わらずである。料理や散髪といった家事にも意欲を見せるが、器具を持ち出して細かな数字にこだわるといった極端な行動に走るため、一騎にはその不器用さに半ば呆れられている。1期では真矢に対して「気になる」という相関図の説明があったが、『EXODUS』では「恋愛感情？」になっており、今もなお思慕の念があるのかは不明。ただし、真矢に自分の前では泣かれ、一騎には感謝されるのは不公平だと言っており、また暉からは一騎に譲って身を引いたと思われている。
織姫から派遣部隊の危機を知らされ、マークニヒトを操り一騎と共に島の外へ出る。エリア・シュリーナガルでの戦闘がファフナーに搭乗しての初陣であるにもかかわらず、天才症候群に由来する並列処理能力や空間把握能力、そしてマークニヒトの性能もあって敵集団を自在に蹂躙する圧倒的な戦闘能力を見せつける。変性意識としては「獰猛かつ飽くなき支配欲」が発現、言動は苛烈かつ傲岸なものとなり、優れた頭脳と分析能力から戦況をゲームのように支配したいという欲求を覚えるものの、理性でそれを抑制し、速やかな敵の殲滅を優先している。
脱出行の中で、エメリーから「あなたはフェストゥムにとっての『抜けないとげ』であり、彼らに痛みを与えるため、この世に居続ける」とアショーカ・ミールに未来を予見されている事を告げられ、後に竜宮島のコアである織姫にも「もう一つの島に新しいミールが根付く時、総士とその器（ニヒト）が生まれ変わる」と告げられる。
竜宮島との合流直前に、マークニヒトへの連続搭乗が身体の変質による耐性すら超えた同化現象を及ぼし、ついに結晶化症状を発症するに至ってしまうが、甲洋のマークフィアーの援護により帰還に成功する。その後、拉致された真矢と広登を救うべく新国連事務総長ヘスターとの交渉に臨む溝口に同行したため、第三アルヴィス上陸作戦には不参加。救出した真矢のもたらした情報から敵の正体を悟る。
竜宮島へ帰還後、己の生存限界を悟りマークニヒトに前述の遺言を残した後、ファフナーパイロット同期メンバーとの成人式を経て第四次蒼穹作戦に参戦。ジークフリード・システム担当の剣司の指揮の下、甲洋のマークフィアー、操のマークドライツェンとのトリプルドッグによりアザゼル型・クローラーを撃破。ベイグラントのコアの干渉から脱した一騎のマークザインとのツインドッグでジョナサンのマークレゾンとの戦闘に臨み、ニヒトでザインを同化し強化する事でレゾンのウォールを突破するが、レゾンのワームウェッジによる反撃を受け地上まで墜落。剣司により機体の修復とポイント更新指示を受けベイグラントをローンドッグで撃破し、ベイグラントのコアの力を奪った。竜宮島にアルタイルが落着し眠りに就き、織姫が島のミールに命を還したのを見届けた後、自らも生存限界を迎え結晶化し砕け散った。存在と無の地平線を越える直前、フェストゥムの世界への入り口で一騎に「未来へ導け　互いの祝福の彼方で会おう」と言い遺し再び地平線を越えるが、その存在は2つのミールの予言した通り消滅には至らずマークニヒトのコクピット内で赤子の姿として転生し、一騎らによって保護される。2年後には成長し、一騎と共に海神島で時を過ごしており、その姿を背景にEXODUSの物語は幕を閉じる。
『THE BEYOND』以降の総士については#海神島パイロットとその候補（THE BEYOND以降）を参照。
【評価】
『アニメージュ』の企画「第28回アニメグランプリ」では「男性キャラクター部門」で第41位にランクインした。
遠見 真矢（とおみ まや）
声 - 松本まりか
- 誕生日：2131年11月11日 / 星座：蠍座 / 血液型：AB型 / 身長・体重：163cm・48kg → 164cm (THE BEYOND) / スリーサイズ：B79・W57・H81 / 好きな物：フリークライミング、風の匂い / 家族構成：母・遠見千鶴、姉・日野（遠見）弓子

【1期】
本作のヒロイン。一騎とは対照的に女ばかりの3人家族で暮らす。
活発で優しい性格だが天然ボケな面もある。天才症候群の兆候により、異常ともいえる観察能力や洞察力を有する。周囲の人間が何を考えているのか、顔を見ただけで何となく分かってしまうため、多くの言葉を交わさずとも相手の心情を理解出来る。反面、その能力に加えて自己主張を要事以外はしないこともあり、周囲や特に同世代の者からうんざりされることもある。この力は趣味のロッククライミングの際にも発揮され、ろくな装備も無しに岩壁を難なく登っていく。父のカメラで写真を撮ることも趣味としている。医者の家庭で育つが、包帯もろくに巻けないほど医療関係の能力は低く、料理も苦手。
翔子とは特に仲が良く、身体の弱さであまり学校に通えない翔子の許をたびたび訪れては励ましていた。翔子同様に一騎に恋心を抱いていたものの、翔子への遠慮から自分の気持ちを押し殺していた。翔子の死後はその遺志を受け止め、一騎への好意を表に出すようになる。
最初のフェストゥム襲撃時、下校途中で屋外にいた。翔子と避難する途中で空が変わる様子（偽装境界が解除された）や、フェストゥムの攻撃でワームスフィアーに飲み込まれて周囲の建造物の一部もろとも切り取られるように人間が消滅するのを目撃してしまう。
適性検査の際、「身体的なハンデ」が発見されたためにCDCでオペレータを担当する。翔子の戦死、甲洋の廃人化と、自分の前から一人また一人と消えていくのを歯がゆい思いで見つめながら、少しでも皆の役に立ちたいと考え、溝口と共に危険な任務にも従事する。一騎のことを常に気にかけており、総士との関係の変化も、身体的な変化が起きていることにも真っ先に気づいている。
実は妹を思う姉の弓子により情報を改竄されており、一騎と同レベルの高いパイロット適性を持つ。その事実が発覚してからは、自らの意志でファフナー搭乗者となることを選び、マークジーベンに搭乗する。ファフナー搭乗時は変性意識によって、「機械的な冷静沈着さ」が発現、恐怖も焦燥も感じなくなり高い集中力・決断力を発揮するが、降りた後で泥酔状態になる。命中率90%オーバーという驚異的な狙撃能力を発揮し、初陣では他のパイロットたちの動揺と混乱をよそに遠距離射撃でフェストゥムに拘束されたマークドライを救援し、直後に自身めがけて飛来するもう一体のフェストゥムを一発で仕留める戦果を挙げる。蒼穹作戦ではマークザインによって同化・増幅したエネルギーを送り込まれたドラゴントゥースにて宇宙へ脱出しようとしていた北極ミール・ポラリスを撃ち抜く。総士との別離を経て、島への帰還を果たした一騎を出迎える。
次回予告での締めの言葉は「あなたはそこにいますか?」。
【劇場版】
喫茶「楽園」でアルバイトをしている。1期同様に一騎を気にかけており、一騎がマークザインに搭乗した時には動揺している。
第二次蒼穹作戦では防衛部隊として参加。操のマークニヒトに肉薄し機体のコア付近にマインブレードを突き刺し、ニヒトの中に封印されたザインと一騎の復活のきっかけを作るが、ニヒトのルガーランスの斬撃によって機体が切り裂かれ墜落・大破するが生き延びる。
【EXODUS】
かつての戦いで意気投合した溝口に師事するような形で、戦闘技術を伝授してもらっている。派遣部隊への参加までは、主に戦闘機に搭乗していた。一騎たちの世代ではパイロットになるのが遅かったことや同化耐性の高さもあり、同世代で最後の現役ファフナー・パイロットとなっている。第2種任務として平時は喫茶「楽園」の手伝いという役割が与えられているが、戦闘訓練のほうが忙しいらしく、あまり店には顔を出さない。また総士や剣司の前で半裸同然でいても気にしないなど、男ばかりの戦闘部隊の雰囲気に染まりつつある。溝口とは訓練中に冗談交じりで「お父さん」と呼んで「その呼び方は勘弁」と返されるなど、擬似親子のような信頼関係がある。
新国連のエスペラントとして島にやってきたジョナサンが異母弟と知ってからは、その存在に戸惑いながらもカノンの助言を受け、母や姉に代わり受け入れようとする。
派遣部隊では美羽を守るために同行を決め、総士からも撤退の判断を委ねられる。この派遣部隊への参加を最後にレギュラーパイロットを引退することが決まっている。高機動戦闘時でも正確極まる狙撃で敵を撃破するなど、その技量は健在である。また、耐久力の高さは特筆もので同化現象の兆候はほとんどみられないため、合流した一騎や総士たちを温存するため偵察任務など出撃を多くこなす。交戦規定アルファのもと追ってきたアルゴス小隊との交戦を経て、爆撃機を撃墜＝人殺しをしたことを思い悩むも、仲間たちや一騎を守るため追っ手として現れる「人」の殺害に手を染める覚悟を決めていく。
20歳の誕生日と同日、竜宮島への合流を目前にアルゴス小隊の手で拘束され、新国連ダーウィン基地にてヘスターから免罪と引き替えに新たなザルヴァートル・モデル、マークレゾンの起動を行うことを要求され、機体の同化による命の危険を冒しながらもレゾンの起動を成功させる。溝口の手で救出された後は独断でアルゴス小隊との交戦に突入、基本兵装のみながら凄まじい技量でアルゴス小隊を圧倒し、自らの命をかけた説得でヘスターに交戦規定アルファを撤回させる。再び殺人に手を染めたことと広登の死に傷心しながらも竜宮島へ遅れた帰還を果たし、一騎たちともに成人式を迎える。
第四次蒼穹作戦ではエインヘリヤル・モデルに改修されたマークジーベンに搭乗、一度に多数の標的を視認する「多次元視界」のSDPを発現し、マークレゾンを除いた人類軍ファフナー隊を、ただ一人でパイロットを殺さないまま撃墜・無力化する成果を挙げる。作戦遂行後は精神が破綻寸前のビリーに銃を向けられ、それを受け入れるが、溝口の狙撃により救われる。その後、美羽との会話から弓子の死を悟ると共に、皆を守った感謝の言葉を受け、落涙する。
【THE BEYOND】
第五次蒼穹作戦に参加するが、自身のSDPに目をつけたセレノアのドミナント・クロッシングによって、右目の視力とSDPを奪われてしまう（SDPについては喪失まではしておらず、ファフナー搭乗時には左目の多次元視界により戦闘を行っている）。
3年後も拮抗薬の少量投与でパイロットを継続しており、パイロット・リーダーに就任したほか、第二種任務として図書館司書を勤めている。脱出行をきっかけにファフナー搭乗時の冷徹さを平時でも発揮する強靭な精神を獲得しており、総士の帰還後には過激な実力行使も問わない厳しい態度で彼を諌め(反発する総士への他の島民からの過剰な反感を抑えるためのガス抜きの側面もあった)、遠見家に身を寄せる総士の保護者を務める。一方で一騎の来訪時には穏やかな顔を見せており、互いを思いやる関係が続いている。
戦いの中で千鶴が落命し、美羽共々深い悲しみを背負うものの、総士の純真さに触れることによりそれまでギクシャクしていた関係は大きく改善される。その後第六次蒼穹作戦まで前線で戦い続け、アルタイルの祝福を受けたことによりようやく視力を回復する。
竜宮島に帰還後も、これまで通り美羽と総士との3人暮らしを続けている。一方で旅立とうとする一騎から「一緒に来ないか？」と誘われるものの、「一騎君のいる場所には行けない」と断り、一騎を見送り待つことを選ぶ。
カノン・メンフィス → 羽佐間 カノン（はざま カノン）
声 - 小林沙苗
- 誕生日：2132年5月27日 / 星座：双子座 / 血液型：AB型 / 165cm・49kg / スリーサイズ：B83・W60・H82 / 好きな物：あめ / 家族構成：養母・羽佐間容子

【1期】
新国連のファフナー搭乗者。アイルランド出身の少女。幼少時、フェストゥムによって家族や友達を奪われたところを道生に救われる。以降、自分を完全否定する性格になり、人類軍に参加後は「死に場所」を求めて転戦する。
人類軍による竜宮島占拠の際、日野道生とともに作戦に参加する。人類軍が撤退する際、バーンズの命令でフェンリルによる自爆を試みようとするも一騎の説得を受け、アルヴィスに投降する。以降は身柄を羽佐間容子に預けられ、一騎らと同じ学校にも通うこととなる。年齢的には一騎たちよりも1歳年下だが、乙姫の計らいで同じクラスに編入されている。それまで戦場に身を置いていたこともあって始めはぎこちない態度が目立ち、命令されることに慣れすぎたため物事を自分で決めることにしばしば戸惑う。しかし、子供たちとの友情や容子の暖かい愛情を受け、自分の存在と本当の居場所を島に見出す。
咲良が同化現象で倒れて間もなく、皆と同じでありたいという思いで半ば強引にフェストゥムの因子を自らに移植する。その後、蒼穹作戦直前に因子が定着したことでノートゥングモデルへの搭乗が叶い、咲良のマークドライで蒼穹作戦に参加し、作戦中にはフェストゥムに「自分はここにいる」と叫ぶ。
当初は道生に憧れのような感情を抱いていた。後に一騎に好意を寄せるようになるものの、真矢の存在もあり一歩退く形になっている。蒼穹作戦前には容子に対して戦いが終わったら「母」と呼ぶことを誓い、見事その誓いを果たす。
【劇場版】
正式に羽佐間家の養女となり、高校では生徒会副会長を務め、咲良や保の世話で実務を行えない生徒会長の剣司の代わりをこなしている。序盤はマークドライに搭乗しているが、中盤から咲良がドライのパイロットへ復帰したため、カノン専用機となるマークドライツェンへと搭乗する。変性意識としては、獲得した居場所が脅かされる危機感から「熾烈な怒り」が発現する。島の生活に馴染んで物腰が柔らかくなり、容子を「母さん」と呼んでは「クルー兼教官」と窘められるなど良好な親子関係になっている。
ボレアリオス・ミールの群れの襲来時にフェストゥムの同化を受け機体のフェンリルのカウントがスタートするがそれをキャンセルし結晶化する寸前にまで陥るが一騎のマークザインが同化を肩代わりをしたことで消滅を免れる。第二次蒼穹作戦では島の防衛部隊として守備に就くが、操のマークニヒトに対してルガーランスを突き立てるが発射前に刀身をへし折られ不発に終わり、ニヒトの徒手での殴打により反撃され、行動不能に陥る。突き刺したルガーランスはニヒトの機体に吸収され、ニヒトの武器として逆に利用されることになってしまった。
【EXODUS】
パイロットを引退し、容子や保から指導を受けメカニックの道に進んだ。第二種任務は不明であるが、新人パイロット達からは「先生」と呼ばれている。身に染み込んだ軍人気質は変わらないが、島の平和の感化により年相応に表情も柔らかくなり、里奈たちにも慕われている。
一騎への好意は変わらず、一騎のさりげない優しさに動揺を隠せず、それを容子にからかわれることもある。真矢と同様にマークザインの強大な戦力よりも一騎の身を案じ、マークニヒトと共にマークザインの解体プランも進めている。しかし、美羽と島外派遣部隊の危機を知らされた一騎がマークザインの搭乗するのを涙ながらに制止するが、決意が変わらない事を知るとシュリーナガルまでの輸送手段として選択された巡行運搬推進装置(大陸間弾道弾)「キャリースラスター」の準備と機体の搬入・軌道計算など発射までの準備を自ら率先して行い、檄と共に気丈に見送った。
SDP発現後の新同化現象の発症に動揺する後輩パイロットたちを守るために、咲良と共にレギュラーパイロットへ復帰する。復帰に伴いSDP「予知」が発現。ファフナー搭乗による内蔵システムとの一体化により、起こり得るであろう複数の可能性を表示・観測、その中から選出した未来を擬似体験することで未来の選択肢が更新され、より多岐にわたる未来を観測するとともに、現在に何らかの影響を与えることが可能となる。
SDP発現に伴う新同化現象は質量（体重）の減少。未来において擬似戦闘を重ね、観測できなかった2151年12月18日以降のデータ取得に成功するも、その場にマークザインで現れた一騎から竜宮島にはもう自分と一騎以外には生存者がいないと告げられ、これが自らが無意識に前提としていた「自分と一騎が共に生きる未来」であることを悟る。その後、自分を育んでくれた容子や仲間達、島の全てに感謝と永訣を捧げながら新同化現象の末期である「人の姿としての限界」まで「最も希望のある未来」を手繰り寄せ続け、ファフナー・エインヘリアル・モデルの設計データを完成させたのち、灯篭流しの夜に自宅と喫茶「楽園」のテーブルに一騎から貰ったキャンディの包み紙で容子と仲間達へのメッセージを残し、一騎への想いを告げつつ消滅する。彼女の消滅はパイロット達の心にも深い傷を残し、特に剣司と咲良にとっては衛以来の仲間の死であり、その悲嘆を見かねた里奈が不可能であることを知りつつ彗にSDPでカノンを引き戻すよう請うほどであった。カノンが消えた夜に、一騎もクロッシングで彼女が消滅する夢を見ていたが、島に戻るまで確信は持っていなかった。
彼女の意志と記憶は竜宮島のミールである大気やゴルディアス結晶に強く残り続け、第三次蒼穹作戦ではミールが彼女の姿を借り、クロッシングで剣司と彗に新たな力を育てるよう呼びかけた。その後も翔子と共に一騎にミールの祝福を与えエレメントとし、第四次蒼穹作戦ではベイグラントのコアに取り込まれかけた一騎を守った。
彼女が「楽園」に残した帽子と最後のメッセージは、零央の進言で甲洋の帰還まで客席のテーブルに置かれたままになっていた。
羽佐間 翔子（はざま しょうこ）
声 - 松来未祐
【1期】
真矢の親友で病弱な少女。アルベリヒド機関の保管遺伝子より誕生し、容子の養子となる。肝臓に持病を持っており、長時間の運動が出来ないせいで臥せりがちの不自由な生活を強いられていた。思うように学校に通えない彼女のために、真矢をはじめとする友人たちが訪ねて来てくれることが唯一の楽しみであった。しかし肉体的ハンデとは裏腹に、実は一騎に次ぐ高いパイロット適性を持つ。おとなしい性格だが、芯は強い。一騎に恋心を抱いており、自身は甲洋から想いを寄せられている。
身体上のハンデから、ファフナーの正規搭乗者ではなくオペレーターを務めるが、一騎との約束を果たすため、整備が不完全な上にまともな武装もないままのマークゼクスで出撃し、フェストゥムに追い詰められる。苦闘の末、レイジングカッターをフェストゥムに巻き付け島から引き離そうとするが、同化されかけて脱出不能となり、フェンリルの使用を決意。総士の同意を得て、養母である容子への謝罪、一騎への想いを口にした後、フェストゥムを道連れにして自爆する。ファフナー搭乗時は一騎への思慕がさらに強くなり、同時に攻撃的な性格へと変貌している。
翔子の犠牲は「無断出撃して貴重な機体を破壊した愚か者」という悪評となり、墓碑に嫌がらせをされるなどの仕打ちを受けてしまう。翔子の死は甲洋と真矢にも大きな影響を与え、甲洋は翔子同様に自己犠牲に走り、真矢は翔子の死を受け止めて一騎の力になる決意をする。また、竜宮島に暮らすことになったカノンは容子の計らいで翔子の部屋や衣服を与えられており、当人同士に面識はないものの、カノンの心に深く意識される存在になる。
【RIGHT OF LEFT】
一騎同様、島の事情は知らない。僚と同じく肝臓病を煩い、遠見医院に通院しているため、彼とは顔なじみになっている。僚の持病が親ゆずりであるという会話から、薄々自分が母親と血のつながりがないことに感づいている。
【EXODUS】
真矢とカノンは彼女の墓参りを続け、帰還した甲洋もショコラと共に訪れている。海神島への上陸作戦中、ミールに残った彼女の記憶がカノンと共に眠り続ける一騎の前に現れる。その際に祝福を受ける決意をした一騎に真矢が海に浮かべた花を手渡しており、一騎の記憶を通してミールが祝福の証の一つとして花を理解したことを暗示している。第四次蒼穹作戦でも、ミールに記憶された彼女の意志がカノンと共に一騎を守る。
春日井 甲洋（かすがい こうよう）
声 - 入野自由、市川まゆ美（幼少時代）
- 誕生日：2131年5月7日 / 星座：牡牛座 / 血液型：A型 / 身長・体重：172cm・64kg → 180cm (THE BEYOND) / 好きな物：犬・釣り・友だち / 家族構成：父・春日井正浩、母・春日井諒子

【1期】
穏やかで心優しい少年。両親が経営している喫茶「楽園」が自宅で、非常に利己的な両親との折り合いは良くない。翔子のことを想っており、一騎との橋渡しになったこともあった。実は彼も翔子と同じで、アルベリヒド機関の保管遺伝子から生み出された子供であり、両親との血縁関係はない。また翔子と違って、両親からはあくまで自分たちの立場を高めるための道具としてしか見られておらず、全く愛情を受けずに育った。
当初は戦うことに否定的だったが、翔子の死後は自ら戦う決意をし、マークフィアーの搭乗者となる。一方、翔子の件で一騎と総士に憎しみを抱くようにもなる。真矢と溝口の救出に向かい、2人の救出に成功するが、その代償としてフェストゥムに中枢神経を同化されてしまい、昏睡状態に陥る。この事件によりパイロットの間に自己犠牲を厭わない意識が蔓延することを危惧した総士は、仲間に対する抑止を狙った煽りとして「自業自得」と言い放つが、仲間の命を軽んじているとの誤解を招くことになり、真矢の怒りを買い、一騎が島を出て行く原因の一つとなる。
昏睡状態になってからはアルヴィス内の一室に設置されたカプセルの中で眠り続けるが、千鶴が凍結・封印を決めると実行される前に乙姫により解放される。当初は心神喪失状態で、既にいない翔子を求めて彷徨い、大人たちの手で討たれそうになるが、一騎たちに守られ、感情を甦らせてスレイブ型のフェストゥムに変化し、再び眠りにつく。その後、一騎たちを送り出すためにフェストゥムの姿となり、ミョルニアと共に島を護り、蒼穹作戦においてマークニヒトとイドゥンによってフェストゥムの世界へ落とされ、存在が消えそうになっていた一騎と総士を存在の側へと引き上げ、助けた。
小説版では、周りの者を安心させる性格だが、ファフナー搭乗時は同化された味方を冷静に処理することから「味方殺しの甲洋」と呼ばれている。また、天才症候群のために驚異的な記憶力を持ち、他人の言動や仕草を思い出しては疑心暗鬼に囚われる様子も描かれている。
【劇場版】
島の危機に際し、自らを機体のコアにしてマークフィアーを動かし、暉や咲良を救う。パイロットIDが甲洋のままであった事から島民にも彼の帰還を迎えられ、春日井甲洋として島の防衛部隊に配備される。マークザインを内に封印したマークニヒトとの戦闘で同化による干渉を仕掛け、一騎とザインの復活のきっかけを作る。その後ニヒトに振り払われ機体をワームでバラバラに破壊されるが、コア＝甲洋自身は辛くも難を逃れる。その後の行方は不明となった。
【EXODUS】
長らく消息不明であったが、第三次蒼穹作戦にて彗の搭乗するアマテラスがウォーカーに同化されかけた際、島のミールの力でウルドの泉より復活する。失われたマークフィアーおよびヒトとしての姿をも単独再構成し、アマテラスを救う。剣司によって機体とパイロットがジークフリード・システムへ再登録され、発動しているだけで低位のフェストゥムは『死』んでゆき（通常の撃破時のようにワームスフィアも発生せず、同化結晶化もせずただ炭化して活動を停止させる）、そうでないフェストゥムも、メデューサから黒い光芒として発射したり、ガンドレイクに纏わせ剣として斬りつける事で同様に『死』を与える「毒」のSDPを発現し、ウォーカーの撃破(実際には撃退であったが、この後ナレイン将軍達との合流地点の戦闘まで姿を現さなかった)に大きく貢献する。
ヒトからフェストゥムへと変じても「みんなを守る」という固い決意は変わらず、そのまま竜宮島ファフナー部隊へ復帰。同期の仲間達とともに成人式を迎える。フェストゥムになったために島のミールとも強くつながっており、たびたび記憶として島に残ったカノンと翔子に出会っている。さらに後から合流した操とは、起源は違いながらも同じヒトの心を持ったフェストゥムとして凸凹コンビぶりを見せ、第四次蒼穹作戦後にはベイグラントのコアに囚われた一騎を共に救い出す。
【THE BEYOND】
第五次蒼穹作戦で一騎や美羽と共に参加し敵対する群れの多くをその「毒」で制圧するが、ロケット発射基地に向かう途中でレガートに能力をコピーされて足止めを食らい、マリスの宇宙空間への逃亡を許してしまう。
海神島では第二種任務としてかつて両親が営んでいた「楽園」のマスターに就任し、一騎や操との3人組で店を切り盛りしている。戦闘時には変わらず操と共に敵の群れを止める壁として立ち、島を守り抜く。
第六次蒼穹作戦では、操とクロノスをマークレゾンに撃墜され、同機の防御を崩せず足止めを食らい彗と真矢のフォローが出来ず劣勢に陥るが、竜宮島から芹のマークツヴォルフが参戦しベノンのミサイル艦群を一掃しレゾンとの戦闘に加わったたため、美羽を守るために一騎を竜宮島へと向かわせ、レゾンをその場に足止めする事に専念する。その際一騎に「死ぬな、甲洋」と声をかけられるが、「何度も失った身だ、怖くはないさ」と返した。
マークツヴォルフとのツインドッグでレゾンに食らいつくが、攻撃を防がれたところを捕らえられ同化によって消滅寸前に陥る。しかしアルタイルとの対話を終えた美羽のマークザインと共に浮上したマークニヒトの突撃によりレゾンが手を離したためギリギリで生還する。
アルタイルを人間とフェストゥム、すべての生命に分け与えるという美羽の祝福を目にし「そんな事ができるのか」と驚嘆する。戦いを終え竜宮島へ帰還した際は容子と共に羽佐間家の墓を訪れる。その後ショコラと共に墓前に残り島の景色を眺めていたが、墓の横に立つ翔子とカノンの姿を目にし、その間に立つショコラの姿を見た事で愛犬の死を悟り、ずっと傍にいてくれた事へ感謝を伝えながら亡骸を抱き涙した。
一騎の竜宮島の外の世界を見に行く旅へ同行し、島の仲間たちに見送られながらアバドンで一騎のマークアレスと共に青空へと飛翔し、物語は幕を閉じる。
要 咲良（かなめ さくら） → 近藤 咲良（こんどう さくら）
声 - 新井里美
- 誕生日：2132年3月22日 / 星座：牡羊座 / 血液型：AB型 / 164cm・52kg / スリーサイズ：B81・W60・H84 / 好きな物：絵本 / 家族構成：父・要誠一郎、母・要澄美

【1期】
ボーイッシュな少女。翔子の死後、マークドライの搭乗者となる。スポーツ万能、勝気で男勝りな性格だが面倒見が良く、剣司と衛からは「姉御」と慕われている。一方でファザコン気質なところがあり、父のような男性が理想のタイプである模様。父を殺したフェストゥムに対し強い敵意を持っており、一体でも多くのフェストゥムを倒そうと奮戦する。一騎の活躍に対して強い対抗意識を抱いたり、剣司に撃墜スコアで追い抜かれたことを嘆くなど、負けず嫌いな性格。
剣司の想いに答える形で次第に心を通わせ合うが、その矢先に同化症状が発症、一時は昏睡状態に陥るが、真壁紅音（ミョルニア）がもたらした治療法により回復の兆しを見せる。
ファフナー搭乗時はフェストゥムへの憎悪が強く表れているが、その内面にはフェストゥムに対する恐怖の感情も押し隠されている。
天才症候群の兆候として、物体のバランスや力の作用など、力学的効果の面で才能を持つ。プロの軍人で体格でも勝る人類軍兵士をも投げ倒すなど、格闘技で才能を見せるのはこのためである。
ドラマCDでは、本編では描かれなかった真矢との確執が明らかになる。
小説版では、名前こそ出てこないが「道場娘」として登場している。
【劇場版】
真壁紅音（ミョルニア）が教えた治療法により、後遺症はあるものの通常生活を送れるまでに回復している。普段は車椅子を用いているが、自力で歩くこともできる。未熟な後輩を支える重責を剣司と分かち合うため、再び「マークドライ」に搭乗する。身体的ハンデを経た経験からか、変性意識は自由に体を動かせる喜びを覚えるという、将陵僚のものに近い「享楽的な戦意」へと変化。戦闘時は亡き父同様に空戦を担当する。
【EXODUS】
四肢に軽い硬直が残るために歩行に杖を必要とするが、身体は回復しており、中学校の体育教師として島の子供たちを厳しくも暖かく指導するほか、後輩たちのパイロット教官もこなしている。また、「島の皆と同じ言葉を使いたい」というカノンに日本語の指導をしていたことが語られている。
後輩たちの指導を行いながらも、自らもまだ搭乗が可能と感じており、アザゼル型・ウォーカー群との戦闘で後輩達が劣勢に陥った時は無人機開発のためにシステムを書き換えており出撃不能な状態であるマークドライで出撃しようとファフナーブルクに乗り込んだ。
SDPに伴う未知の同化現象を引き起こしたパイロットたちを勇気づけ、臨床データを得るために、スレイプニールシステムの操作（無人機・トルーパーモデルの指揮）要員としてパイロットに復帰。それによりSDP「増殖」が発現、統括する無人機が撃破されるたび、その分身体が大量に発生するようになる。増殖した機体の感覚も知覚してしまうため自己とトルーパーの認識の境界が曖昧になり、精神的に大きな負担を受ける。新同化現象は体温の低下。16話時点で30℃を切るほどに低下している反面、体感は強い熱を感じ「熱いけど寒い」感覚に襲われる。
ウォーカー群の本格的な島侵食に伴い、澄美が後遺症を発症し生命の危機に陥ったことを期に、彼女を安心させたい、という剣司のプロポーズを受け澄美に報告し入籍、鈴村神社の神前にて島民達が参列する中で結婚式を挙げる。夫婦で生き残るという思いを新たにし、後輩達を鼓舞しながら戦いに臨む。第四次蒼穹作戦では竜宮島に残った澄美から今生の別れを告げられ、剣司たちと共に島の封印を見届ける。
【THE BEYOND】
パイロットを完全に引退しており、第五次蒼穹作戦では剣司との間に生まれた息子・衛一郎と共に海神島に残っている。貴志家とは両親の任務時にフェイを預かるなど家族ぐるみで良い関係を築いており、のち両親が戦死したフェイを引き取っている。フェイが「ファフナーに乗って両親の仇を取りたい」と言った際には、かつての自分のようだと苦々しく語っている。
竜宮島に帰還後、芹が建てた澄美の墓に赴き、5年ぶりに再会する。
近藤 剣司（こんどう けんじ）
声 - 白石稔
- 誕生日：2131年12月7日 / 星座：射手座 / 血液型：B型 / 168cm・60kg  / 好きな物：貝殻 / 家族構成：母・近藤彩乃

【1期】
一騎や甲洋たちとは異なり自然受胎により出生した、仲間思いでお調子者の少年。自称イケメンの目立ちたがり屋。軽率な言動と不甲斐ない態度から母・彩乃や周囲から呆れられている。まだシミュレーションで訓練中の頃から、ファフナーのパイロットだと吹聴してナンパのネタに使っている。他に立候補者がいなかったため、中学校の生徒会長を務めるが、ほとんど認知されておらず、真矢や咲良、彩乃らは総士が生徒会長だと思っていたほどである。校内に立てこもった広登を生徒会長として説得する際も「近藤先生の馬鹿息子」と嘲られている。
一騎が島を離れた後、マークアハトの搭乗者となる。変性意識としては「挫折への恐れ」が発現することで臆病な性格に変化する。反面、戦闘能力は高く、フェストゥム撃破のスコアは先に搭乗していた咲良を追い抜いている。
咲良に好意を寄せており、「弱い男に興味はない」と公言する彼女に振り向いてもらうため、身体能力の高い一騎にたびたび決闘を申し込んでいる。一騎個人に悪い感情を抱いているわけではなく、むしろ一騎を孤立から救っていると将陵僚からは評されていた。
咲良の同化・衛の死を受けて引き籠ってしまい、母・彩乃がフェストゥムに同化されたことでさらに追い詰められるが、カノンや澄美との対話を経て一騎に最後の決闘を申し込み、立ち直る。一騎、真矢、カノンと共に蒼穹作戦に参加し、彼らと心を一つにして戦う。最終局面では勇敢な面も見せ、一騎たちと分断されてしまうにもかかわらず、単独でイドゥンに同化されたマークニヒトに深手を負わせてフェストゥムに痛みを教えるきっかけを作り、竜宮島への帰還を果たす。
天才症候群の兆候として、直感的解答力に優れるが、そこまでの過程がうまく説明できない（数学の答えが直感で解るが、そこに至る数式を証明できないなど）ので、結果的に皆に真面目に取り合ってもらえない。とはいえ、戦闘時においてそれは大きな武器となり得るものであり、弱点の分からない敵に対して直感で突破口を開く役回りを担うこともしばしばあり、蒼穹作戦においても先述の通り最終的な一騎の勝利への道筋をつけた。
【劇場版】
高校でも生徒会長を務めるが、実務はカノンに任せて、咲良の介護や、先の戦いで妻子を失った保の面倒を見ている。
母や衛の死、咲良の一件から強い責任感を持つようになり、後輩パイロットの教官役を務めるなど、変性意識は克服しつつあり積極的なリーダーシップを取るようになっている。演習で自信を付けさせるために手加減していたことを理解できなかった里奈からは軽蔑され(剣司の気遣いに気づいていた暉から諫められる)、広登からは歯向かわれもするが、実戦では広登の独断専行を諫め、里奈の命を救うなど、後輩たちを守り抜き、第二次蒼穹作戦でも咲良、西尾姉弟と共に敵本陣であるボレアリオス艦への突貫の先陣を切るなど獅子奮迅の戦いを見せ、一人の戦死者も出さずに戦い抜いた。
【EXODUS】
中学校の保健医として、咲良と共に日々を送る。多くの戦いを経験して少年時代のお調子者の顔は影を潜め、責任感にあふれた立派な青年に成長している。大量の医学書を読み漁り、知識で直感による答えを補う事が出来るようになっている。戦闘後のパイロットたちや一騎の身体のケアも行っている。
同世代の中では真矢に次いで長期間パイロットを続けていたが、これはレギュラーパイロットの座を後輩たちに譲るのを少しでも先に延ばし、自分のように辛い想いをさせないという想いからである。広登や里奈も既に剣司の深い思いやりに気付いており、「互いに守りあって皆で生きて帰る」という彼の信念を強く受け継いでいる。
総士がマークニヒトに搭乗するようになってから、ジークフリード・システムによる戦闘指揮を引き継ぐ（システム適性があるという設定自体は小説版で示されていた）。戦略的観点から非情な決断をもやむを得ないとする総士や彗とは異なり、「全員で生き残る」ことを最優先として戦略を立てていく。システムの操作自体は総士も認めるほどにこなすが、パイロットたちの負担を過剰に引き受け、自身の痛みを顧みない傾向を総士や咲良に指摘されており、咲良からは背中にビンタなどキツいお仕置きを受けることも。その後も指揮官、医師として新同化現象の正体を探る中、新同化現象の正体がファフナーに最も近いパイロットの指と脳に関係することを突き止める。
ウォーカー群の本格的な島侵食により、澄美が後遺症を再発し生命の危機に陥ったことを期に、彼女を安心させたいという思いから澄美へ咲良との結婚の許しを請い入籍・結婚式を挙げる。夫婦で生き残るという思いを新たにし、カノンの消滅による穴を埋める為にパイロットへ復帰、ジークフリードシステム内蔵型のマークアハトによって戦闘と指揮を同時に行うという、最も重要かつ危険な役回りを引き受ける。また第三次蒼穹作戦以降、島のミールからのカノンの姿をとったクロッシングを受ける役割を担うとともに、他者との接触によって損傷箇所修復や同化の肩代わりを行うSDPを発現した。新同化現象は感覚の消失であり、痛覚や温度感覚などを失っていく。ナレインや総士の合流後も、総指揮を引き続き担当し戦いに臨む。第四次蒼穹作戦では、ゼロファフナーの護衛や撃墜された仲間の回復に力を尽くした後、竜宮島のアルタイル封印を見届け、仲間たちとともに故郷への帰還を誓った。1期、劇場版、本作で行われた4度の蒼穹作戦全てにパイロットとして参加し、かつ生還している唯一の人物である。
【THE BEYOND】
2年の間にパイロットを完全に引退し、咲良との間に息子・衛一郎が生まれている。第五次蒼穹作戦では再びジークフリード・システムの搭乗者として参加するも、セレノアのクロッシングを経由した同化で自身も同化の危機に瀕し、拮抗薬とクロッシングの強制解除で同化の危機を逃れるが、蒼穹作戦初の敗北を喫し、マークノイン改・イザナミを自爆により損失してしまう。
3年後にはジークフリード・システム搭乗者の任務を彗に引き継ぎ、総士救出作戦の際にはブリッジで史彦の補佐に就いているが、第二次L計画および第六次蒼穹作戦では海神島とLボートに部隊を分ける都合上彗がパイロットに回ったため再びLボートのジークフリード・システム担当に復帰する。
竜宮島に帰還後は死亡した千鶴に代わり、診療所を開業すると宣言している。
小楯 衛（こだて まもる）
声 - 斎賀みつき
- 家族構成：父・小楯保、母・小楯千沙都

【1期】
大人しく引っ込み思案な少年。剣司の親友であり、咲良を含め3人でいつもつるんでいる。剣司と同時にマークフュンフの搭乗者となる。大の漫画好きで、大粒あんこ作の『機動侍ゴウバイン』は特にお気に入りだが、後に「大粒あんこ」の正体が自身の父親だと知る。犬が苦手であり、甲洋からショコラを引き取ってくれるように頼まれた際は断っている。
恐怖心を抑えるため、ファフナー搭乗時は自作したゴウバインのヘルメットを被り、「俺がゴウバインだ」と自己暗示をかけている。お陰で普通は日常時とファフナー搭乗時に起こる性格の変化が、衛に限ってはヘルメットを被らない時と被った時に生じる。被った時は非常に強気であり、咲良と剣司を驚かせるほどだが、ヘルメットを外すと元の性格に戻る。また、ヘルメットを被っている時の記憶はない。『ゴウバイン』の作者が父だと知ってからはゴウバインのヘルメットをかぶることをやめ、強くなることを決意する。戦闘に関しての総士の評価は高く、ファフナー7機体制の際は一騎と衛の2人が中心になっていると衛に告げている（一騎とのツインドックを総士に提案されるが、衛は剣司・咲良とのトリプルドックを希望する）。
スカラベ型フェストゥムが襲来した際、後輩の広登にゴウバインのヘルメットを託して出撃、仲間を守るために自ら敵と共にルガーランスに突き刺さり、スカラベ型が断末魔に放出した黒い力場によって脱出したコクピットごと絞るように全身をねじ切られ死亡する。変形して落下したコクピットを眼前で目撃した剣司の心に大きな傷を残す。
天才症候群の兆候として、構造理解力に優れる。衛の修理した通信機とそれを通して子供時代の一騎らが応答したことが、後のフェストゥム来襲の遠因となっている。
【EXODUS】
故人だが、島を守った英雄として後輩たちから尊敬され、遺品となったゴウバインのヘルメットはファフナーパイロットたちに勇気の証として受け継がれる。衛が託した広登を経て、美三香が3代目の所有者。ただ、織姫にオモチャにされるなど不憫な扱いを受けることも。
第三次蒼穹作戦の最中には、ミールが剣司と彗にクロッシングを行った際にカノンたちと共に現れる。会話こそ無かったものの、彼との再会により剣司は「強くなる」ことを改めて決意することになる。
蔵前 果林（くらまえ かりん）
声 - 白石涼子（本編）→木村亜希子（RIGHT OF LEFT）
【1期】
フェストゥム襲来時の竜宮島で、ファフナーに唯一搭乗できたパイロット。しかしマークツヴァイに乗り込む直前、ヴァーンツベックでの移動中に攻撃を受け、戦うことなく日野恵とともにフェストゥムに同化される。5年前の事件以降、一騎と疎遠になっていた総士にとっては唯一秘密と本音を明かせていた人物で、数少ない理解者である。特に本編前半は一騎らパイロット間との現実認識の差も絶望的であり、予期せぬ彼女の早すぎる死亡は大きな痛手だった。
【RIGHT OF LEFT】
アルベリヒド機関により誕生した皆城家の養子で、総士の義姉。マークツヴァイの搭乗者。総士とは義姉弟の関係にあるため、彼女も初めから島の秘密を知っていた。犠牲を払ってまで存続しようとする島のやり方を認められないものの、それしか道がないことも理解している。眼鏡はファフナーの起動実験を幾度も行ったことに伴う同化現象によって眼が紅くなったことを友達に隠すためのものである。僚がL計画に参加している間、愛犬プクを預かることになる。
【EXODUS】
第三次蒼穹作戦の最中、ミールが剣司と彗にクロッシングを行った際にカノンや衛、翔子と共に現れる。

### 一騎達の後輩（劇場版以降）
一騎達の1学年後輩にあたる。また、年齢的にはカノンもこちらの年代に含まれる。1期時点ではパイロット候補生だったが、劇場版で正規のパイロットとなる。教官役の剣司が自信を持たせるためにわざと手を抜いていることを見抜けず剣司を侮る態度を取ったり、変性意識の影響もあり相互に助け合うことをしなかったりと、その未熟さは剣司らを悩ませるも、劇場版での過酷な実戦を経て、『EXODUS』の時点では引退した一騎や剣司らに代わる主力パイロットとなる。なお、1期で広登が衛からゴウバインのヘルメットを貰った際、その場には他に4人の候補生（里奈を除く）が待機していたが、芹と暉以外の2人については不明であり、その後は登場しない。
西尾 里奈（にしお りな）
声 - 白石涼子
- 誕生日：2132年4月20日 / 星座：牡牛座 / 血液型：B型  / 家族構成：祖母・西尾行美、弟・西尾暉

【1期】
暉の双子の姉。西尾行美の孫娘。翔子の後任としてCDCオペレータを担当し、同世代では最も早く戦いに接することになり、一騎の帰還後はパイロット候補生にも選ばれるなど本編への登場も最も早い。真矢のことを先輩として慕うだけでなく盆踊りで一緒に踊りたがったり、乙姫へ過剰なスキンシップに走ったりするため、芹に「女好き」と呼ばれたりもする。翔子の死に様を噂から知ったため、彼女を侮辱するとも取れる発言をし、一時真矢に怒りを向けられる。芹を通じて乙姫と友達になり、芹と共に彼女の最期を見届ける。
【劇場版】
蒼穹作戦後に建造されたファフナー「マークノイン」の搭乗員となる。その後、暉と共に「ゼロファフナー」に搭乗。第二次蒼穹作戦では剣司、咲良と共に敵本拠地への奇襲を担当する。変性意識としては「不安」「怯え」、そしてそれを誘発する敵の存在に対する攻撃性が発現する。
暉が戦うことには否定的で、本人に怒りをぶつけたりもするが、それは高齢の祖母に加えて弟までいなくなったら誰も帰らない家でひとりぼっちになってしまう、という弟への愛情と恐怖の裏返しでもある。
当初、訓練で剣司が自信を持たせるために手加減していたことに気付かず軽蔑するような態度を取るが、実戦において機体が破壊され射出されたコクピットをフェストゥムに捕まれ同化を受ける寸前に剣司に救出され九死に一生を得ている。
第二次蒼穹作戦においては、Rボートでの対フェストゥム攻撃部隊として暉と共に封印されていたゼロファフナーへ搭乗。ボレアリオス艦のシールドを破り群れのフェストゥムをレーザーで一掃しつつ、ボレアリオス艦が竜宮島に仕掛けた同化攻撃をフィールドを発生させているシャフト状の結晶を破壊することで阻止し、作戦成功の一翼を担った。
【EXODUS】
中学、高校を卒業し、普段は西尾商店で店番をしている。もっとも本人はアルヴィス勤務を希望しており、やる気はあまりない。自覚はないが島の少年たちの間でアイドル的存在となっており、後輩の彗からも好意を寄せられているが全く気づいておらず、行美に呆れられている。一方で自身は命を救われた剣司に想いを寄せており、後に剣司と咲良の結婚を知った際には少なからず動揺している。1期から劇場版までは長髪を三つ編みにしていたが、本作ではばっさりと切り、暉とよく似た髪型になっている。
パイロットであることへのモチベーションは低いが、続く後輩たちのために続けなければならないという責任感は自覚しており、自身の命を軽く扱う彗に剣司から受け継いだ「互いに守りあって皆で生きて帰る」という言葉で叱咤する。また、後輩パイロットの模擬戦の相手を務め、剣司と同じく後輩に自信をつけさせるためわざとやられる役を引き継いだ。
過去2度にわたる島の消滅や占領という危機に見舞われたことで人類軍に対して強い不信感を抱き、詳しい事情を知らないとはいえ外界との接触を絶つ島の姿勢への疑念を口にしたビリーに掴みかかる。そのために暉の派遣部隊への参加には反対で、ナレインらエスペラントのことも信用していない。
戦闘の中でSDP「増幅（アクセル）」を発揮、マークザインと同様に武器を同化することによる莫大なエネルギー増幅現象を起こす。新同化現象として嗜眠症が発生、ファフナー搭乗時以外に強烈な睡魔が発生するようになる。入浴中や階段の上り下り時など、嗜眠症によって生命の危機に瀕することもあるが、そのたび彗の引き寄せるSDPが勝手に発動し難を逃れている。また嗜眠症中は、一騎や剣司ほどはっきりではないものの、夢の中で島のミールとクロッシングしており、のちの広登や暉の死も誰に知らされるまでもなく感知している。
帰還した暉と脱出行の過酷な状況と広登の希望について語りあい、ウォルターとの出会いも知る。しかし、広登の死に関しては気付いていながらも、暉を気遣いそれを伝えることは出来なかった。暉の消滅後は暉にそれを渡して死んだ少女との二重の意味で形見となったお守りを持っている。
第三アルヴィス上陸作戦以降はゼロファフナーに再搭乗、ゼロの兵器出力や同乗者SDPを増幅させる役割を担う。第三アルヴィス上陸では暉とともに搭乗、アマテラスとのコンビネーションによってウォーカーを撃破、嗜眠により操縦不能に陥るも、暉が接続を解除し自ら同化の負担を引き受けたことで生還したが、それと引き換えに暉を喪うこととなる。眠りの中でミールを通して暉と広登と対面し、お守りと共にその中に込めるべき「未来への希望」を託される。第四次蒼穹作戦では彗と共にゼロへ搭乗、彗のSDP増幅や同化負担の肩代わりなど、作戦の要である彗のサポートに徹する。ベイグラントを地上に引き落とした後も眠りには落ちず、彗と二人でベイグラントの侵攻を食い止め戦い抜いた。
【THE BEYOND】
2年の間に彗との関係が進展し、彼を下の名前で呼んでいる。
暉が残したお守りを首から下げ、第五次蒼穹作戦に参加する。しかし、セレノアによるクロッシングを介した同化によって機体のコントロールを奪われスサノオとアマテラスを撃たされてしまい、完全に同化される前にフェンリルによる自爆を敢行する。暉に対し貰ったお守りに込める願いを見つけることができなかった事を謝罪し死を覚悟するが、彗のSDPでイザナミからアマテラスのコクピットへ引き寄せられて九死に一生を得るが、セレノアにより精神は肉体から引き離され、マリスの元に囚われ利用されることになる。
しかし、彼女が敵側に利用されていることに美羽と総士が気付き、第六次蒼穹作戦ではこれを逆手に取り突破口となる。その後、美羽とアルタイルの祝福によって里奈の精神が囚われていたベノン旗艦オリンポスの結晶の封印が緩み、時を同じくして彗がセレノアに対してアマテラスで襲い掛かり全力の「引き寄せ」を行い里奈の精神を奪還したことで長い眠りから覚醒、竜宮島への帰還と親友・芹との再会を果たす。
西尾 暉（にしお あきら）
声 - 梶裕貴
- 誕生日：2132年4月20日 / 星座：牡牛座 / 血液型：B型  / 家族構成：祖母・西尾行美、姉・西尾里奈

【1期】
里奈の双子の弟。ほとんど出番がなく、里奈やクラスメイトの近くに映っているだけである。設定では、両親がファフナーの起動実験で消滅して以来、失語症で口がきけず、里奈だけは話さずとも彼の思っていることが理解できたとのこと。また、真矢も話さずとも彼の思っていることが理解できたとのことで、真矢に恋心を抱くようになった。
【劇場版】
失語症であることが明確に描写されるが、里奈は理解者である一方で確執も見られる。長らく両親の死を受け入れられず、里奈の話では玄関の明かりをつけたままにしたり灯籠を流すのも拒んでいた。
芹や広登らと共に、ファフナーのパイロット候補に選出され、蒼穹作戦後に建造されたファフナー「マークツェン」の搭乗員となる。変性意識によって、ファフナー搭乗後に言葉を取り戻していく。冷静に任務をこなす一方でフェストゥムを撃破することに喜びを覚え、「もっと多く来襲したほうが良い」とまで口走り、真矢にたしなめられる。
フェストゥムによる同化を通して、会えると思った両親に会えなかったことから両親の死を受け入れ、里奈との関係も改善される。その後、里奈と共に「ゼロファフナー」に搭乗。第二次蒼穹作戦では敵本拠地への奇襲攻撃に参加する。
【EXODUS】
里奈と共に高校を卒業し、喫茶「楽園」で調理を行っている。仕事の動機は真矢目当てでもあったが、当の真矢が溝口との航空訓練で不在なことを残念がっている。また、真矢が好意を寄せている一騎の恋のライバルを自称している。総士と違って真矢を譲る気はない、ということを総士本人に対しても口にしており、その意志は強固である。
里奈とは対照的に人類軍との協力には好意的であり、（真矢について行きたいという気持ちもあるが）世界を見たいという意志の元で広登・真矢と共に派遣部隊に参加する。広報担当の広登に協力して取材活動のカメラマン役を引き受ける。しかし、大量のフェストゥムの襲来から、ナレインの側に裏切り者がいるかもしれないという疑念と共に戦いの中で死に対する恐怖を吐露し、里奈の反対を聞き入れなかったことを後悔する。
その後の脱出行でも自分の無力さを嘆き、希望を見出していく広登からの励ましを受けるが、その広登が人類軍に撃墜されてしまい、その死に気付いていながらも受け入れられず、第二次脱出行にも広登の捜索やアルゴス小隊への復讐のために同行。引き続き広登に替わる旅の記録を担うが、毎日のように出る死者、人間同士の凄まじい憎しみ、同化現象拮抗薬の枯渇、そして愛する真矢が人殺しに手を染めていく姿を目の当たりにし、広登とクロッシングで会話する錯覚に見舞われる。加えて真矢と同じでありたいと共に人を殺すことに安らぎを求めるようにまでなる。
精神的に疲弊する一方でウォルターと交流を持つようになり、彼が過去に島を爆撃した指揮官だった事実を知り激昂するも、彼の人柄を知って島への移住を提案するなど複雑な感情を抱く。ウォルターとの交流を通して広登の希望が正しかったと悟り、「広登と共に竜宮島の平和を世界に伝えたい」という願いを胸に抱くようになった。最終的に同化現象は末期寸前まで進行、竜宮島合流時には結晶化で動けなくなるに至るが、間一髪で島から救援に来た里奈と剣司に救助される。
竜宮島帰還後は、久しぶりの自宅で冷めた食事を手にしながらも命の暖かさを実感、旅の記録や里奈との会話で自分の願いを回顧し、同化現象でボロボロの体ながらも最後の「希望」に到達するまで戦い抜く決意を固める。のちに里奈と同じ『増幅』のSDPを発現し、第三アルヴィス上陸作戦では再び里奈と共にゼロファフナーに搭乗、新同化現象による嗜眠で戦闘不能となった里奈の接続を解除して単独でゼロを駆り、アショーカを同化しようとするベイグラントのフィールドを防ぐために単独で過剰な負荷を引き受けることで、同化現象により結晶化・消滅する。消滅の間際、ようやく広登の死を受け入れ、広登とウォルターのねぎらいを受けた最後の表情は安らかなものであった。
暉がシュリーナガルの少女から受け取ったお守りは、クロッシングでの別れの際に里奈へ託される（嗜眠中の里奈の夢として描写され、実物は目覚めた後に剣司から手渡されている）。
【THE BEYOND】
既に故人だが、彼の乗機になるはずだったエインヘリアルモデルのマークツェン改・アキレスを一騎が運用することになる。のちにマークアレスに転生する際、「暉、お前の器使うぞ」と一騎に言及されている。
立上 芹（たてかみ せり）
声 - 福圓美里
- 誕生日：2132年7月8日 / 星座：蟹座 / 血液型：A型

【1期】
地上に出た乙姫が最初に出会い、最初の友達になり、また彼女の人格を定義づけることになった少女。基本的に相手を呼び捨てする乙姫が「ちゃん」付けで呼ぶ数少ない人物である。
中学校の生物部員で、特に昆虫がお気に入り。他の部員とは違い罠を使わず、観察を終えた昆虫は帰すなど優しい性格である。一方で、敵（フェストゥム）に情報を流したとして乙姫が史彦に詰問された際は、真正面から彼に抗議して乙姫を庇うなど気丈な一面を見せる。
後にファフナーのパイロット候補生としてアルヴィスに入る。里奈と共に乙姫の最期を見届ける。
【劇場版】
蒼穹作戦後に建造されたファフナー・ノートゥングモデル・マークツヴォルフの搭乗員となる。変性意識としては命を奪うことに対する忌諱から、「罪悪感」およびそれを誘発する攻撃者への「激しい怒りの衝動」が交互に発現、ファフナーで武装を無視しての頭突き攻撃を繰り出して保を驚かせるが、専用装備が必要とされ背中から頭部の先にブレードを展開し、その周りにイージスと同質のエネルギーフィールドを発生させ巨大な衝角として機能する「ショットガンホーン」が開発・装備される。これで体ごとぶつかった相手を突き刺し真上にすくい上げるように放り投げる戦い方は、芹が好きなカブトムシの戦い方に似ている。
島の防衛中にフェストゥムが何かを訴えていることに気づき、後に「いたい。たすけて。」と泣いていることを悟り、変性意識もあり号泣した後、それまでに倒したフェストゥムの墓を山に作るようになる。彼女の嘆きは後に広登もそれを悟り、広登自身もフェストゥムとの相互理解を意識していくことに繋がる。
その後、乙姫の人格形成を含め彼女と最も多く接した理由から、史彦からの頼みでコアの負荷を軽減する代替者を引き受け、戦線を離れてワルキューレの岩戸に入る。意識体となったことで乙姫と再会し、新たに誕生したコアが成長期を乗り越えた際に乙姫との本当の別れを迎え、見送った。
【EXODUS】
同級生たちの中では成長が最も顕著で、里奈とは逆に髪を伸ばしている。進路は新たなコア（この時点では乙姫と呼んでいた）が再び岩戸を出た際に彼女の世話をするため、特殊医療とドクターコースを掛け持ちし、彼女の「伯父」である総士とも交流が深まっている。一方で同期との交流が減ったため、これを心配した広登に連れ出されてアルヴィス広報部の番組制作の手伝いもしているが、里奈があきれるほど番組の数は多く、酷い目にあうこともあって、時折苦言を呈している。また実家の鈴村神社で巫女を務めており、新任のファフナーパイロットにお守りを手渡す以外に剣司と咲良の結婚式では里奈、織姫と共に巫女として立ち会う。
一騎と総士の島外派遣の際に、新たなコアに生まれた日が七夕であることにちなみ"織姫"と名付ける。
戦闘の中でSDP「同化」「再生（リバース）」を発揮、周囲を同化することで、戦いで大破した機体と致命傷を負った自分を再生、ファフナー搭乗時には事実上不死身の存在となった。新同化現象はSDPと同じく、日常時においても体に触れる物全てが同化現象を引き起こす形で発現、戦闘時以外は隔離措置が取られるなど不遇な立場に置かれる。しかし、織姫が触れている間は同化が抑えられ、同化で済む食事も織姫に食べさせて貰うことでかなう。
第三次蒼穹作戦以降は、新同化現象によって普段まともに食事がかなわなくなった関係から変性意識に変質が見られ、フェストゥムの命を食べたい（同化したい）という強い欲求を発揮し、レヴィンソードで突き刺した相手を同化するほか、ショットガンホーンでワームスフィアを展開するなど敵を同化して食事をする感覚を得る。
第四次蒼穹作戦直前に広登の死を知るが、それを乗り越え総士と共に織姫に見送られて戦場へ立つ。プランデルタ実行に伴い、織姫を守るため剣司の制止を振り切り独断で竜宮島へと戻ったことで、アルタイルや澄美とともに竜宮島に封印され、海中で長い眠りにつくこととなる。
一騎が総士と深い縁があるように、芹も乙姫の最期を見届けるほか、コアの代替者など深い関わりを持ち、総士にもその点を指摘されている。転生した総士と何度も出会うことを一騎が誓ったように、彼女もまた転生を繰り返す乙姫の側にいる選択をする。
【THE BEYOND】
海神島との距離が近付いた事で竜宮島の新たなコアである輝夜・朔夜が目覚め、島のヴェルシールドを起動し準待機状態に移行させ空気を確保したと同時に眠りから呼び覚まされ、2人と共に総士と美羽の到来を待ち続けた。その間に島で最期を遂げた澄美の墓を作り、弔いを行っていた。海神島・Lボートと共に総士と美羽が到達した際に再びマークツヴォルフを駆りノルンを従え出撃。Lボートに食らいついていたリヴァイアサン型フェストゥムをほぼ一瞬で同化し、海神島を追撃する海上のべノンのミサイル艦隊群をノルンと共に壊滅させアズライールとアマテラスをフォローした後、ケイオスのマークレゾンを甲洋のアバドンとのツインドッグで迎撃し一騎を竜宮島に向かわせた。
竜宮島と共に眠っている間に元々長かった髪がさらに伸び、さらにアルタイル・ミールの影響を受け白髪になっている。戦いが終わった後も伸びた髪はそのままにしているが、恐らく切っても芹自身のSDPで「回復」してしまうためだと思われる。また接触による同化を抑えるためEXODUSで織姫としていたのと同じように島内では常に輝夜・朔夜と共に行動している。
堂馬 広登（どうま ひろと）
声 - 佐々木望
- 誕生日：2132年12月15日 / 星座：射手座 /  血液型：A型

【1期】
里奈や芹のクラスメイトの男子で、東京でスターになる夢を持っていた。進路相談のための三者面談に端を発した放送室占拠事件を経て、アルヴィス歌謡部門担当に抜擢される。乙姫とも仲が良く、里奈や芹と一緒にいることが多い。
父親は食堂を経営している。後にパイロット候補生となり、衛からゴウバインのヘルメットを貰う。それ以来メットを持ち続け、蒼穹作戦開始時にもメットを手に一騎たちの出発を見送る。
【劇場版】
衛の搭乗していたマークフュンフに、同じく衛から託されたゴウバインのヘルメットを着用して搭乗する。変性意識は衛と同様に、ヘルメットによるものが大きい。
ボレアリオス・ミールの群れとの戦闘で初陣を果たし、無事に敵を退けた事で勝鬨を上げるが、芹が自ら倒したフェストゥムが消える際に「いたい、たすけて」と呼ばわりながら消えていく事に気付き号泣する様を見て動揺する。
島を守るために壮絶な最期を遂げた衛への敬意からくるスタンドプレーを剣司やカノンに咎められることも多いが、二度目の戦闘で剣司が満身創痍となりながらも救出した里奈のコックピットを託しその後も島を守るため奮戦する姿を目の当たりにすると共に「仲間を守れ！！」という檄を受け、剣司の仲間への想いを心から理解し自らもその想いを強く受け継ぐようになる。第二次蒼穹作戦では操の操縦するマークニヒトからカノンを守り、島を取り込もうとしたミールのフィールドから身体を張って島を守りきる。
来主操と共鳴し人類軍の核攻撃から島を庇って墜落したエウロス型フェストゥムを抱き起こした際に、芹が見た個体と同様に人の顔を浮かべ「いたい、たすけて」と口を動かしながらも同化結晶もワームも発生させずただ炭化して「死んで」いくのを看取り、芹の心を理解しフェストゥムとも分かり合える可能性を信じ始めることになる。
【EXODUS】
高校を卒業し、第二種任務としてアルヴィス広報部に所属する。竜宮島のアイドルを自称し、特撮番組でゴウバインになったり、怪しい探検番組の隊長になったり、果ては歌謡スターや緊急速報時のVTRでニュースキャスターに扮するなど、竜宮島のテレビ放送においてあらゆる番組に登場する。研究に没頭するあまり周囲との交流が減った芹を心配するがゆえ、番組作りに無理やり巻き込んでいるが、あまりに多くの番組を作りすぎているために芹を含め友人からは呆れられている。竜宮島でインタビュー番組に応じたナレインからは、ジャーナリズムが生きていると感心されている。芹との関係については、姉だけでなくビリーやアイにも恋人と思われているようであるが、本人は照れながらも否定している。
有事の際は、ファフナーパイロットとしても戦う。第1話での出撃時、ゴウバインのヘルメットを後輩である美三香に譲った。目立ちたがりは変わらないものの、同時に「島のアイドル」としてどんな時も努めて明るく振舞い周囲を鼓舞するムードメーカーに成長しており、変性意識の影響もみられなくなっている。剣司のことも劇場版での戦いを通して衛と同様深く尊敬するようになり、パイロットを続けることへの責任感も自覚しているとともに、「フェストゥムとの相互理解」を望むようになっていく。
シュリーナガルとそこのミールの様子を記録するべく、取材特派員とパイロットを兼ねて、「みんなにとっての希望を持ち帰る」という約束を芹と交わした上で派遣部隊に参加する。ロードランナーとの戦闘後も惨状を記録し、暉と対照的に島の外を見たことを後悔せず「互いに憎み合っていては人間もフェストゥムもいなくなる」と暉を諭している。脱出行でも合流のために事態を割り切るビリーを見て、人類軍が戦ってきた厳しい状況を理解しながらも、同時に危機的状況下で支え合う人たちの強い姿の存在から精神的に成長を遂げていく。そして、「自分が知る平和を世界に伝える」使命感を持つと共にその過酷さとやりがいを実感する。
しかし、その志から交戦規定アルファのもと現れたアルゴス小隊を真っ先に出迎えたがゆえ、ダスティンにコクピットを狙撃され戦死する。焼け残った遺体の一部はマークフュンフとともにアルゴス小隊に回収されたが、溝口がヘスターとの交渉の末に奪還し、竜宮島へ無言の帰還を果たす。
カノンは広登の死をSDPで見ており、里奈は睡眠中に広登の命の分のゴルディアス結晶の成長を感じ取っている。暉も派遣部隊の中では真っ先に気付いていたが、両親の時と同様に受け入れることが出来ずにいた。
第二次脱出行でその死を受け入れたくないあまりに疲弊した暉が、クロッシングで会話をする錯覚をしていたが、その志は暉に強く刻まれ、暉を通じて里奈にも伝えられる。暉が消滅の間際に見た走馬燈でウォルターと共に暉をねぎらった後、クロッシングで里奈に別れを告げ、暉と共に旅立っていく。

### 一騎達の引退後（EXODUS以降）
年齢的には里奈たちの後輩であり、中学校では剣司や咲良の生徒にあたる。『EXODUS』開始時点ではパイロット候補生で実戦未経験であったが、エメリーの干渉によるコアの大量発生を期に正式なパイロットとなる。たび重なる遺伝子操作の成果か、全員が高い適性と能力を持つ。
『THE BEYOND』では、第五次蒼穹作戦時は3人ともパイロットであるが、3年後には剣司が史彦の補佐に就くことで、彗は当初の予定通りジークフリード・システムの搭乗者となる。
御門 零央（みかど れお）
声 - 島﨑信長
2136年8月10日 / 血液型：AB型 / 身長・体重：152cm・46kg → 178cm (THE BEYOND)
生真面目で男気に溢れる少年。実家の「御門や」を手伝う。「零央」の名は「強い子に育って欲しい」という母の思いから、ベルギーに留学した父によってベルギーの国章から付けられた。菓子作りを父親から習っており、作ったケーキを喫茶「楽園」に客用として届けるなどそれなりに腕前も良い様子。美三香に恋心を抱いており、鈴村神社のお守りに美三香の写真を入れている。
身体能力だけでいえば美三香には及ばないものの、格闘技能に特化した能力を持っており、格闘技術では一騎でさえ一本取れるか不明という実力を持つ。実戦でも、抜きん出た戦闘力を示した。剣の技量でフェストゥムにライバル視的な感情を抱くなど、負けず嫌いな面も見せる。変性意識としては真矢のものと似た「機械的な冷酷性」が発現、躊躇や恐怖心がなくなることから得意の格闘戦において無駄のない動きを発揮できるほか、出撃時について細かく記憶することにもつながっている。
戦闘の中でSDP「消失（ロスト）」を発現、フェストゥム同様自分の周囲にワームを発生させ、自身および範囲内の対象をゼロ次元移動による空間跳躍させる。なお、日常生活においては美三香が新同化現象から心を乱した際、自分の意思と関係なく美三香のもとに強制転送されるという現象が発生している。新同化現象は体の一部が消失し大穴が空くこと。最初は胸部が消失し穴が広がり続け、やがて腹部にも穴が空いてしまう。なお、当然その部分の臓器（心臓、消化器など）も消滅しているが、血液循環や消化といったその分の生命活動に影響は全くない。
第四次蒼穹作戦時には膝だけでなく肺に当たる部分も消失してしまうが、それでも美三香と仲間を守るために自分の身体を全て明け渡す決意の元で戦い続ける。
【THE BEYOND】
同期の3人の中では最も成長が顕著で、小柄だった身長も伸びワイルドな青年となった。第二種任務としては正式に「御門や」パティシエを務め、オリジナルスイーツが島の女子の間で人気を博している。
美三香との中も進展しており、総士の帰還時点では婚約中。べノンとの3年に渡る激戦で美三香とともに同化現象が進行しており、「死ぬときは一緒」との誓いを立てている。
マリスや総士といった後輩に対する面倒見が良く、剣術指南を通じて戦いを指導している。第二次L計画では宿敵となったマリスにSDPを封じられながらも、べノンのフェストゥム群をSDP抜きの剣技で殲滅する獅子奮迅の働きを見せるも、同化現象の末期に陥ってしまう。合流してきた美三香と共に囮になる最期を選ぼうとするも、総士により2人のフェンリルを止められ、スサノオとツクヨミごと自分たちをマークニヒトに同化させるよう告げるが、それを拒んだ総士が2機のコックピットをニヒトの手元に転送させる事で救出され、回復の可能性があるギリギリの状態で収容された。
水鏡 美三香（みかがみ みみか）
声 - 石川由依
誕生日：2137年3月3日 / 血液型：O型 / 身長・体重：160cm・45kg → 164cm (THE BEYOND)
元気一杯で天真爛漫な少女。自分のことは「美三香」と呼ぶ。同期の2人を「ちゃん」付けで呼んでおり、仲が良い。また、広登に憧れを抱いており、彼が演じるゴウバインも（漫画版を含めて）大好きである。一方で恋愛ごとに疎いのか、零央から告白に等しい激励を受けても関係に変化はない。
広登からゴウバインヘルメットを受け継ぎ、「3代目」と呼ばれる。ヘルメットの中に鈴村神社のお守りを仕込んでいる。
身体能力・同化耐性の双方において、一騎に匹敵する群を抜いた素質を秘めている。応用力にも富んでおり、イージス装備を効果的に応用しての格闘戦を展開する。変性意識としては本能が表層化する「熱狂感」が発現、酒酔いに伴う興奮状態のごとく、大好きなゴウバインの世界に浸ったかのような享楽的な戦闘を行い、作中の技の名やフレーズを口走るなどといった言動から、総士や剣司を呆れさせている。なお、戦闘中の記憶は零央とは逆に断片的にしか残らず、ファフナーを降りてから恐怖感や後ろめたさを覚える。
戦闘の中でSDP「壁（ウォール）」を発現、イージス装備とは別に、フェストゥム同様の超高度を誇る壁状の力場を展開することが可能となった。新同化現象は体の一部にワームスフィアに似た球状の黒い結晶体が発生すること。結晶体は進行のたび数が増えていき、ついに左目に発生し大きなショックを受けるものの、零央の励ましによって乗り越え、眼帯を着用する。第三次蒼穹作戦では激戦の末、肉体が単なる黒い球体と化すに至ってしまったが、それでも意思は残っておりファフナー操縦やクロッシングをやり抜き侵入してくるウォーカー群から島を守り抜いた。
派遣部隊との合流時にもメディカルルームからコクピットに転移、出撃してボレアリオスを援護する。第三アルヴィスでの戦闘にも同様に参加、そこでディアブロ型に同化されてしまうが、復活した一騎によって同化から解放されると同時に、球体も発生していない元の肉体を取り戻す。
第四次蒼穹作戦では、ヘルメットをかぶらずに出撃しながらも変性意識は変わっていない。
【THE BEYOND】
第二種任務としてスポーツ用品店店主を務める。零央とは婚約関係になり、家族ぐるみで食卓を囲むことも。成長した総士の振る舞いを違う方向で解釈するなど天然ボケは変わらず、たびたび零央に突っ込みを入れられている。
べノンとの3年に渡る激戦で零央とともに同化現象が進行しており、彼とは「死ぬときは一緒」との誓いを立てている。第二次L計画では同化現象末期に陥り動けなくなったスサノオを守るなか自らも末期症状に陥り、共に囮になる最期を選ぼうとするも、総士により2人のフェンリルを止められ、総士が2機のコックピットをニヒトの手元に転送させる事で救出され、回復の可能性があるギリギリの状態で収容された。
鏑木 彗（かぶらぎ すい）
声 - 小野賢章
- 誕生日：2137年2月15日 / 血液型：A型 / 身長・体重：165cm・52kg →182cm (THE BEYOND)

『RIGHT OF LEFT』に登場する鏑木早苗の弟。中学校では生徒会長も務める。
両親は早苗の死を現在も引きずっており、それぞれ死に急ぐように仕事に没頭しているせいで、家庭内ではネグレクト気味の扱いを受ける。西尾里奈に好意を抱いており、彼女が店番をする西尾商店に足繁く通ってはアプローチをかけるが、里奈には気付いてもらえていない。里奈に姉の面影を重ねている様子もある。鈴村神社のお守りには、姉の遺髪を仕込んでいる。
身体能力では他2人に及ばないが、複数の戦闘AIとのチェスや将棋といった多面打ちを一度に行い勝利するなど、明晰な頭脳を誇る。思考力・集中力・メンタルポテンシャルといった状況判断能力においても歴代パイロット中最高数値を叩き出しており、パイロットだけでなくジークフリード・システムの継承者としても登録されている。実戦でも初戦から総士を上回る状況判断を示し、驚愕した総士が引退を口にするほどである。変性意識としては総士のものと似た「飽くなき支配欲」が発現するも、総士より経験や冷静さが不足しているため、敵の策略にはまってしまうハザードを抱えている。
戦闘の中でSDP「引き寄せ（アポート）」を発揮、遠くの物体を瞬時に自分のもとへ引き寄せることが可能となる。戦闘においては格納庫から武器を転送したり、他者をコクピットに引き寄せ救助させたりといった用途で使用されるほか、カノン式アクセラレータや里奈のSDPによる増幅を受けることで、ウォーカーやベイグラントといった捕捉が不可能なミールを引きずり出すことも可能となる。死亡した人間を引き寄せることは当然不可能だが、死亡時に身につけていたものなどの遺品であれば引き寄せることが可能。なお、日常生活においては里奈が新同化現象によって生命の危機に瀕した（入浴中や階段の上り下り中などに睡魔に襲われる）際、自分の意思と関係なく里奈が強制転送されるという現象が発生している。新同化現象はカノンとは逆に質量・体重の増加として発生しており、体重は突如100kgを超え、その後も増加の一途をたどっており、日常生活・戦闘時問わず動くことが困難になるなど大きな弊害を抱えることとなる。
当初は卓越した戦略的観点から、自分や仲間の死の可能性を冷静に分析するような素振りを見せるが、戦闘の激化に加え、ウォーカーに襲われたオルガをコクピットからSDPで救助した際、血まみれになった彼女の死を目の当たりにするなどの出来事もあり、「血の匂い」や「死」への強い恐怖を感じるようになる。また、前に引き寄せていた姉のお守りをきっかけに母との関係も修復され、海神島への上陸では夕食の約束をして送り出される。
第三次蒼穹作戦以降は前述の通り、敵アザゼル型のミール摘出を担当、第三次蒼穹作戦から第三アルヴィス上陸作戦を経て、里奈とのコンビネーションを経てウォーカーの撃破に成功する。第四次蒼穹作戦では戦死した暉に代わって里奈とともにゼロファフナーに搭乗、能力による負荷で文字通り満身創痍となりながらも、敵の根源たるベイグラントを地上に墜とすことに成功する。
【THE BEYOND】
第五次蒼穹作戦では再びアマテラスで参加、セレノアに機体を同化されコントロールを奪われフェンリルによる自爆を選択した里奈をアマテラスのコックピット内に引き寄せ救出に成功するが、セレノアによって里奈の精神が肉体から引き離されている事には気付けず、回復ポッド内で昏睡状態の里奈の元に通い語り掛けを続けていた。
3年後には当初予定されていた通りジークフリード・システムでの指揮を担当するほか、第二種任務として「鏑木美容室」美容師を務める。真矢ほどではないが、総士を甘やかすような史彦の対応には難色を示している。
第2次L計画では指揮を再び剣司に委ね、アマテラスで出撃。計画中止後に総士と美羽が突き止めた情報漏洩のカラクリを知り、自らが里奈に作戦内容を語り掛けていた事で図らずもマリスに情報を渡してしまっていたことを悔やみながらも、同時に里奈の回復の可能性を示唆され、ベノン陣営に情報漏洩の看破をまだ悟られていない状況を利用した逆転の一手に出る覚悟を決める。
最終決戦時には海上の空でファフナー部隊とフェストゥムの群れの対処を真矢とのツインドッグで引き受けるが、同化現象の末期症状に襲われ海中に墜落。ブランクモードでかろうじて命を取り留めていたが、最終盤に美羽の祝福を得て復活。セレノアに素手のアマテラスで襲い掛かり、奪われていたままだった里奈の精神を全力のSDPで引き寄せ、奪還に成功する。

### 海神島パイロットとその候補（THE BEYOND以降）
『EXODUS』にてシュリーナガルからの大行路を生き延びたエスペラント達のうち、高い才能を見出されファフナーパイロット候補に選出された子供達。しかし『THE BEYOND』にてうち1人であったマリスの裏切りで3名が誘拐され、3年の月日を経て総士のみが帰還しパイロットとして登録される。
皆城 総士（みなしろ そうし）
声 - 喜安浩平
- 誕生日：2151年11月23日 / 身長：166cm

第四次蒼穹作戦で転生した総士本人。2年後にマリスによって連れ出され、以後3年間、偽の竜宮島で外の世界に興味を持ちながら、世界を守るべくエスペラント軍と戦うベノンに憧れる普通の少年として過ごす。総士を連れ戻しにやってきた一騎に、“妹”であった乙姫＝フロロを消され、一騎と海神島民達に激しい敵意と殺意を向ける。
偽の竜宮島から救出された帰路の中で、フェストゥムの存在や島の外の世界の実情を知らされながらも現実を受け入れられないまま、海神島に連れてこられる。そのままルヴィの導きによりマークニヒトに搭乗、変性意識として現れた「激情」によって一騎への憎悪を爆発させ海神島ごと彼を滅ぼそうとするも、歴戦を潜り抜けたアルヴィスのチームワークの前になすすべなく敗退、美羽をはじめとする島民達の対話を受け島に残り、自分と味方を生かす術としての戦いの心構えをパイロット達から学ぶ。
当初は最初に収容されていたアルヴィス内の個室で生活していたが、美羽の誘いを受け美羽と真矢、千鶴が住む遠見家に居候する事になる。他人に肌を見せる事に頓着しない真矢の朝風呂上がりのあられもない姿に鉢合わせした時は年相応の反応を見せた。
転生前と同じくマークニヒトを駆るが、当初は転生前ほどにはニヒトの絶大なパワーは引き出しきれておらず、実戦出撃時には玲央の撃墜スコアの8分の1の戦果しか挙げられなかったとぼやいている。また、転生前の総士がニヒトの手から現出させていたルガーランスはニヒトの機体カラーと同じ紫色だったが、転生後の総士が出すルガーランスはグレーである。
一騎のアキレスのザルヴァートル化を目の当たりにし、自分にも同じことが出来るかと彗に問い、「無理だ。既にザルヴァートル化している」と可能性を否定されるが、第二次L計画で零央と美三香がマリスによってSDPを無効化され、同化現象の末期症状に陥りフェンリルによる自爆にまで追い込まれた事に対する激しい怒りをトリガーに、マークニヒトにツクヨミとスサノオ、そして一騎と同じく大量の海水を同化させ、「ゴウバインプログラム、起動！！」の掛け声と共に二度目のザルヴァートル化を敢行。マークアレスと同等の凄まじい力を手に入れる。
マリスによって略取され、偽の竜宮島で成長した時のメンタリティのまま海神島へ「やってきた」ため、島の平和と価値観を改めて学ぶことになり、物心つく前の自分を知る島民から海神島にいた記録（写真など）を見せられたがついぞ一騎と共に過ごしていた頃の記憶を思い出すことはなかった。世界の真実を知る中で自らがマリスに利用されるために誘拐されていた事実を認識し激しい怒りを向けるが、一騎へのそれとは違い「自分を裏切り傷付けた友人への義憤」に近いもので、最後まで彼に対しての友情は持ち続けていた。島の暮らしに馴染みつつも「島の外から来た人間」としてのメンタリティも持ち続け、その為竜宮島・海神島陣営の方針や美羽や一騎の価値観に異を唱える事も多々あった。
美羽に対しては「対話の切り札」という島内での立場は頓着せずあくまで同年代の少年として対等に接した。島に留まるよう自分を説得し、他の島民と総士が幾度となく衝突を繰り返す間に入って親身になって取り持ってくれた美羽に対しては全幅の信頼を置いていた。第六次蒼穹作戦前の壮行会の際には美羽への信頼と、平和な暮らしと学びによる成長を与えてくれた感謝の気持ちを素直に伝え、美羽と共に戦い、竜宮島まで送り届ける決意を表明した。総士が美羽に対して度々与えた批判は、美羽への責務として与えられていた対話の役目に対する達観と固定観念を動かした。
マレスペロによる「滅びの祝福」、マリスによる「『ある未来』を見たことによる絶望に起因するアルヴィス陣営への敵対行動」、そしてアルタイルと対話するためのアルヴィス陣営と一騎の「島や世界のために自分や他の者が行う自己犠牲を是とする考え方」とそれにより美羽が「『やるべき』と思わされていた対話」のすべてを正面から“否定”し、マリスのグリムリーパーを美羽と共に撃破、そしてマリスが見た『ある未来』を知りそれを阻止しようとした際に「壁」として立ちはだかった一騎とマークアレスを、自らが一騎を含めたファフナーパイロット達から受けた訓練や薫陶に従った戦い方で真っ向勝負の末に制した。その後、美羽のマークザインと共にアルタイルとの対話に同行、自らの考えを伝え「美羽が本当にしたかったこと」に気付かせ、美羽とアルタイルによる世界への祝福を助け、「最も希望ある未来」へと導いた。美羽がマレスペロを消さず、再び生まれる道を選ばせた事について将来の不安材料になりかねない事を咎めたが、「美羽がおはなしするもん」と返され「いいさ、それが君の祝福だ」と微笑んで肯定した。
平和が訪れた竜宮島に島民たちと共に帰還し、犠牲となった島民の弔いと、生き残った人々の再出発を祝う灯篭流しのお祭りの計画に携わる。竜宮島ではアルヴィスに住むつもりだったが、美羽に日野家で暮らさないのかと水を向けられたときは「家事の分担が不公平だから」と断るが、真矢から自分も一緒に住むから分担は減ると聞いて「なら住んでもいいか」と掌を返す。それを見た美羽はむくれてしまい、咲良と剣司になだめられる。総士が作った灯篭は『皆城総士』と書かれたもので、それを一騎に渡し「これをお前が流せ。僕が皆城総士だ。お前が知ってる誰かはもうどこにもいない」と告げる。その場に緊張が走るが、一騎はそれを受け取り「お前の言うとおりにするよ」と微笑んだ。
一騎と甲洋が世界を見るために旅立つときは島の岬から他の仲間たちと共に見送り、一騎に対してなにがしかの言葉を贈る。二人が飛び去った後の青空を見上げ続け、物語は幕を閉じる。
メイ・アーナンド、ノエル・グランデ
総士と共にマリスによって連れ去られたと思われていた子供達。マレスペロの同化結晶の中で眠りに就き、里奈の肉体から分断された彼女の精神と同調し捕らえマリスが海神島の情報を盗む中継役として利用されている。総士・美羽との竜宮島での決戦後に総士が垣間見たマリスの記憶のビジョンから、マリスの真意に同調しての行動であった事がうかがえる。最終決戦後は同化結晶から解放され、命に別状はない事がマリス達によって確認される。

### L計画（RIGHT OF LEFT）
『RIGHT OF LEFT』にのみ登場。僚と祐未は一騎たちより1年先輩であり、全員が戦死している。
将陵 僚（まさおか りょう）
声 - 宮野真守
- 誕生日：2130年6月15日 / 星座：ふたご座 / 血液型：A型 / 身長：174cm / 好きな物：無関心

『RIGHT OF LEFT』の主人公。L計画に参加した一人で、両親は共に既に亡くなっている。両親の死後は、木造家屋に愛犬のプクと共に暮らしているが、僚自身も母親と同じ肝臓の病気に罹っており、治療のため遠見医院に通っている。非の打ちどころの無い性格だが、体調の悪さもあって見た目は昼行灯のようであった。死ぬことに対する恐怖と悲しみを幼い頃から抱えているが、「何があっても希望を抱き続ける」意思の強さを持っている。竜宮島中学校では生徒会会長を務め、生駒祐未とは幼馴染。自分に生きる場所を与えてくれた竜宮島に恩返しをするためファフナー・ティターンモデルのパイロットとなり、L計画に臨むこととなる。
L計画が最終段階に入った際に襲来してきたフェストゥムを祐未と共に迎撃するが、脱出用の潜水艇が消滅したことを知って生還が不可能だと悟り、島へ帰りたがる祐未を必死に制止して共に海底へ降り、気持ちを告白する。その直後、祐未が同化現象で死亡し自らも死の間際に立たされる。最後に戦いの記録を録音し終えてからフェンリルを起動し、海底にフェストゥムがいるというメッセージをアルヴィスに伝える。録音はブラックボックスに保存されて竜宮島に漂着し、聴いたアルヴィスの大人たちは皆が涙を流す。その後、回収された機体のコクピットでプクは息を引き取る。
生駒 祐未（いこま ゆみ）
声 - 甲斐田裕子
- 誕生日：2130年4月4日 / 星座：おひつじ座 / 血液型：B型 / 身長：165cm / 好きな物：押し花 / 家族構成：父・生駒正幸

『RIGHT OF LEFT』のヒロイン。僚の幼馴染で同じくL計画の参加者。母親はすでに亡くなっているため、父親と2人で生活している。病気で動くことのできない父親のため、祐未は幼い頃から家事全般や父親の世話に自分の時間を費やしていた。竜宮島中学校では生徒会副会長を務め、些細なことで幸せを見つけることができる少女。ティターンモデルパイロットとしてL計画に志願、仲間たちとともに生還確率の低い絶望的な戦いへと赴く。
最終段階で遼と共に迎撃に出る。島へ帰る望みがあることを知るも、直後に潜水艇が消滅する。それでもなお島へ帰ることを望むが、遼に制止され共に海底へ降りる。遼の告白に応えながら、同化現象によって消滅、死亡する。
立木 惇（たちぎ じゅん）
声 - 奈良徹
僚や祐未の同級生で、L計画に参加したパイロットの一人。冒頭で僚に「卒業するまでに、心残りが無いようにしておけ」と忠告し、一足先に「2回目の卒業」で、在校生たちに見送られて出立していく。L計画の最後まで生き残るが、脱出に乗船した潜水艦がフェストゥムに襲われ、早乙女ら大人たちと共に海の藻屑と消える。
村上 剛史（むらかみ たけし）
声 - 梯篤司
同じくL計画のパイロットの一人。同化現象で次々と消えていく仲間たちの姿を見て、絶望の余り自暴自棄に「どうせみんないなくなる」と壁に殴り書いてしまい、僚を激昂させる。その後、フェストゥムとの戦闘でファフナーを大破させて戦死する。仲間の中で弱音を最もストレートに出した人間的なキャラクターとして、本編の剣司とは対照的な運命を辿る。
船橋 幸弘（ふなばし ゆきひろ）
声 - 不明
同じくL計画のパイロットの一人。ファフナーの操縦中に意識を失い、救出されたものの、最初に同化現象の末期的症状を起こし、僚の目の前で砕け散る。
柴田 小百合（しばた さゆり）
声 - 西野陽子
同じく、L計画に参加したパイロットの一人。ロングヘアの小柄な少女。最初に同化現象の症状が現われて倒れる。
鏑木 早苗（かぶらき さなえ）
声 - 大村香奈子
同じくL計画のパイロットの一人。ショートカットの長身の少女。2番目に倒れる。元来はおさげ髪のセミロングで、形見として髪を切って生家に置いていったことが『EXODUS』で明らかとなっている。
『EXODUS』において弟の彗がファフナー・アマテラスの搭乗員となるが、両親、特に母・香奈恵は第2次L計画を繰り返し上申するなど、6年後も早苗の死を引きずっている。
後に彗のSDPによって、彼女の遺品であるお守りが引き寄せられ、家族の下に帰り着く。
柳瀬 徹（やなせ とおる）
声 - 笹田貴之
同じくL計画のパイロットの一人。小太り気味の少年。物語中盤で甲板にいた僚たちをロビーへ呼びに来る。3番目に倒れる。

## 人間とフェストゥムの融合個体
皆城 乙姫（みなしろ つばき）
声 - 仲西環
- 誕生日：2133年3月5日 / 星座：魚座 / 血液型：O型 / 身長・体重：143cm・39kg / 好きな物：プリン、三色カレー / 家族構成：兄・皆城総士

【1期】
総士の妹。竜宮島の守り神という過酷な運命を背負わされた少女。自分の置かれた立場を知り抜いているがゆえに、老成して達観したところはあるが、好奇心旺盛で明るく元気な性格も持ちあわせている。他人には冷徹な態度で接することが多いが、兄の総士をからかったり甘えたり、遠見千鶴を母のように慕うなど、歳相応の子供らしい面も持ち合わせている。芹たち中学校での同級生に対しても、普通に女の子らしく振る舞う。
胎児期に瀬戸内海ミールの暴走を受け、半同化状態となった母・皆城鞘の胎内から、人工子宮に移され出生した。人類に数人しかいない人間とフェストゥムの融合独立個体。もともと人工子宮の中で過ごすことが前提の身体の造りとなっているので、長期間の外での活動には耐えられない。乙姫の場合は、3か月が人間として生きられる期間であり、その少ない時間を精一杯生き抜くことを選択する。
竜宮島のコアとして12年間、人工子宮ワルキューレの岩戸の中で島の機能を管理していた。序盤で一騎の前に幻影のように姿だけを見せ、まだ事態を受け止めきれず、気持ちが揺らいでいる一騎に、総士と一緒に戦って、支えてやって欲しいと地下の岩戸へと導く。
物語中盤で、人類軍による竜宮島の占領の先手を打つかのように覚醒し、ワルキューレの岩戸を出て島内を自由に移動、人間としての生活を始める。人類軍の撤退後、一人の生徒として中学校の2年生のクラスに編入される。その際、生徒たちに彼女の素性がどのように説明されたかは不明であるが、甲洋がさまよい出た騒動（実は乙姫が甲洋を解放した）の際、乙姫も同様にフェストゥムと融合していることを、自身から芹や里奈、広登に初めて明かしている。しかしそれ以前も以後も、彼らは平時には普通のクラスメイトとして乙姫に接し、戦闘時に乙姫が外で見届けようとする際には芹から普通の人間と同様に身の危険を心配されている。
人間でもフェストゥムでもあるため、どちらの存在にもこれからの行く末を自分たちで選択させようとする。そのために自身の目と足で情報を集め、戦闘時もそれを見届ける。また、独立していてもコアとして竜宮島の様々な管理機能や戦力は使用可能で、同時に島の全てを知る「生き神様」のような存在であり、島民から崇敬される。総士を救出する際には、何も使わずに一騎とたやすくクロッシングを行っている。
「人として生きたい、一人ぼっちになりたくない」という思いは強く、島との最後の同化により親しい人たちとの別れを迎えたとき、思わず足が竦んで泣き崩れてしまう。ひたすら抱きとめてくれた千鶴の温かさに、亡き母を感じ取った乙姫は「私もこんな風に皆のお母さんになればいいんだ」と、自分の運命を心の底から受容。岩戸に入り肉体を消失させる。瀬戸内ミールが生命の循環を完全に理解したため、ミールの分身として無限に輪廻転生を繰り返し、学習しながら岩戸を出入りする存在、真なる「島の女神」となる。
【劇場版】
意識体として残ったまま史彦に語りかけ、美羽とミールの対話を促す。その後、芹が代替者となった際に再会し、コアが成長期を乗り越えたことで完全に消滅し、コアを芹に託していく。
【EXODUS】
灯籠流しの夜に翔子や衛、オルガを初めとした派遣部隊の帰還者の分と共に、芹と織姫によって彼女の灯籠が流される。織姫が目覚めてからはたびたび名前が出ており、特に芹や史彦が引き合いに出す。
【評価】
『アニメージュ』の企画「第28回アニメグランプリ」では「女性キャラクター部門」で第27位にランクインした。
皆城 織姫（みなしろ おりひめ）
声 - 仲西環
【劇場版】
乙姫のいわば娘にあたる島のコア。この頃はまだ命名されていない。胎児状態から成長期に入り、島を支えるコアとして不安定状態となり、島民、特に真壁史彦らかつての戦争で放射線障害を持っている者たちの健康状態が悪化する。
【EXODUS】
引き続き竜宮島最深部で眠り、島を守っていた。以前の胎児状態から幼児状態まで成長をしている。島に飛来してきた人類軍ナレインと少女エメリーに呼応するかのような反応を見せ、さらにエメリーが接触する際には1期の乙姫と同世代程度にまで肉体を成長させる。
派遣部隊の出発から間もなく目覚め、一騎たちに派遣部隊の危機を伝える。乙姫の記憶は有しているが、同じ名前で呼ばれることを嫌い、芹に自分の名前を決めるよう命令し、七夕に生まれたことに由来して「織姫」と名付けられる。
他人には高飛車な物言い、かつ冷徹な態度で接し、乙姫に比べて口数も多い。その一方、総士や千鶴には甘えた態度を見せる。また、芹の家に同居して寝食を共にし、態度は高飛車ながらも甘えており、芹が同化現象で隔離されてからは頻繁に訪れており、特に心を開いている。口調とは裏腹に日常での行動は無邪気そのもので、行美は「人懐っこいコア」と評している。芹の影響で昆虫採集が趣味であり、昌幸の影響でさきいかが好物である。
乙姫がフェストゥムに呼びかける能力を有していたのに対し、織姫は島の未来を見通す能力を持つ。そのためにSDPの出現も全てが未来に必要なものと称し、特に発現時のカノンのSDPは待ち望んでいたものであった。後に剣司と甲洋もSDPを発揮したことで未来に必要な力が全て揃った模様。また、いずれ芹が島を去る可能性や、総士とマークニヒトが第三アルヴィスで生まれ変わる未来も暗示している。
最終的に第四次蒼穹作戦にて、美羽を介してアルタイルと交信することで、アルタイルを竜宮島へと封印することに成功。島民との別れと、自分をただ一人助けに来た芹を前にして、最終的に抑えていた涙を流した末、乙姫同様島へと還っていく。
真壁 紅音（まかべ あかね）→ミョルニア
声 - 豊口めぐみ
【1期】
史彦の妻で一騎の母。一騎の幼少時にフェストゥムに同化しており、人間としてはすでに存在しない。かつては日本自衛軍第2混成団特科大隊のエースパイロットであり、史彦の上司でもあった。陶芸を通じて土、すなわちシリコン（フェストゥムと同じ物質）に触れ、フェストゥムのことを知ろうとするなど、独特の考え方を有していた。皆城公蔵がミールを分析中だったにもかかわらず、ミールを本質的に理解した最初の人物である。
史彦を助けようと、フェストゥムに自ら進んで同化し、フェストゥムに時間と存在を与え、ミールの共鳴核となる。
ミョルニアとなってからは日野洋治にかくまわれて部下として振舞っており、モルドヴァ基地壊滅の際にマークザインを操って一騎のピンチに駆けつける。
自分のコアを助ければ、フェストゥムと共存するためのデータとまだ生存している皆城総士の両方が手に入ることを伝えるため、ミョルニアとして竜宮島に現れ、この時には紅音の記憶に導かれて山に現れており、記憶という概念についても理解している。データという概念を持たないながらも乙姫を通して洋治の設計思想に基づく機体の改良方法および同化現象の緩和薬のデータを送り、絶望の淵に立たされたアルヴィスに希望をもたらす。
【劇場版】
戦う術、生まれるということを知ろうとする操のミールに捕らえられていた。艦内にいるフェストゥムたちの痛みに苦しむ操に存在する理由を問いかける。第二次蒼穹作戦の中、ファフナーの攻撃で自身を捕らえていたフィールドが消えたことによって解放され、コア（のちの織姫）の生命を維持するために島に戻り、コアと島を守りきり完全に消滅する。また、コアの生命を維持する際に竜宮島が自身の帰る場所と悟っていた。
史彦の回想に結婚前の紅音が登場しており、フェストゥムがケイ素で構成された生命体であることからフェストゥムも土、すなわち帰る場所を探しているという可能性も考えていることを史彦に語っている。
【EXODUS】
第四次蒼穹作戦の中、意識体として皆城鞘とともにワルキューレの岩戸に還ろうとした織姫を迎える。その後3人でアルタイル・ミールと相対し、島に封印する。
ルヴィ・カーマ
声 - 佐々木りお
- 誕生日：2151年11月23日

エメリーが転生した海神島のコア。第四次蒼穹作戦の2年後の時点で既にディランと共に活動し、総士たちがマリスに連れ去られる未来を予見する。
さらに3年後には未来への試練を見据え、マークニヒトに乗るように告げる。
皆城 輝夜（みなしろ かぐや）
声 - 松田颯水
【THE BEYOND】
竜宮島のコアたる黒髪の少女。朔夜や芹と共に封印された竜宮島内で活動を開始しており、総士とクロッシングを行いつつ海神島との合流を図っている。
皆城 朔夜（みなしろ さくや）
声 - 松田利冴
【THE BEYOND】
竜宮島のコアたる白髪の少年。竜宮島に封印されたアルタイルの力の余波の影響で、「輝夜を守る」役割のもと双子として誕生した。

## フェストゥムの個体
イドゥン
声 - 真殿光昭
1期で竜宮島が発見した島に存在したコア（声 - 白鳥由里）が同化された存在。竜宮島が接触した際に目覚め、以後はマスター型として活動する。人型ではあるがあくまで北極ミールに属するフェストゥムの一個体であり、人間に対し自らの存在を説明する際は「我々」と一人称複数を用いる。
ミョルニア同様に北極ミールの分岐の可能性としてモルドヴァに潜入していた。紅音の意志を継いだミョルニアよりも優先された分岐として、人類と敵対を継続する。部分的ではあるが人間の感情と共に情報という概念を理解して、モルドヴァ基地のシステムを無効化してフェストゥムの襲来を手引きすると共に、衛星回線でモルドヴァがフェストゥムに襲われる映像を世界に公開するなど、フェストゥムなりの情報戦を仕掛けるようになる。
その後、竜宮島を通じてジークフリード・システムの存在を知ると共に、ミールの意志でミツヒロがファフナーの開発を行った基地に潜入、基地の構造を理解し終えると、最終テストに入っていたマークニヒトを由紀恵を同化して操る事でニヒトのコントロールを奪取。ミツヒロを彼女の目の前で葬り、彼を愛していた由紀恵から「憎しみ」の感情を学ぶ。その後マークニヒトで竜宮島を襲撃し、島に大損害を与え、日野道生を葬った後に総士を彼が搭乗していたジークフリード・システムごと同化し、連れ去る。
北極で同化による強制的なクロッシングを行い総士から人間と戦うための戦術を引き出すが、総士がフェストゥムに与えたのは敵味方双方に多大な犠牲を強いる「消耗戦」の概念であり、フェストゥムに「痛み」を与え理解させるのが総士の狙いであった。
蒼穹作戦が発令され、総士を取り戻すべく北極に進軍する一騎たちをマークニヒトで迎え撃つが、孤立した剣司に襲い掛かったところ思わぬ反撃に遭いに痛打を受け、剣司の元へ駆け付けたカノンとの連携、真矢の狙撃でさらなるダメージを負い、それまでいた「無」ではなく「存在」する故に感じる痛みや苦しみ、死＝消える事への恐怖と死から逃れた際に感じた安堵＝存在することの喜び等、未知の感覚に苛まれ「我々を無に戻せ！」と恐慌状態に陥る。その後一騎と真矢によってミールを砕かれ狂乱状態となり、マークニヒトで一騎たちとファフナーを搭載し帰投する輸送機のハッチを突き破って現れ、竜宮島部隊を同化し自身も消えようとするが、総士の判断で直接捕まった一騎のマークザインと総士が輸送機から離れたため、二人だけを道連れに機体ごとフェストゥムの世界へ落ちる。しかし既にフェストゥムの世界に居た甲洋が一騎と総士をイドゥン諸共存在の側へと引き上げたため北極の地上で再実体化し、マークニヒトはマークザインに機体の内部から同化され、イドゥンは「“私”はここにいる――！」と己の存在を叫びながら無に還ることとなる。
しかし、北極ミールが自らの消滅と引き換えにその時存在していた全てのフェストゥムに個体としての「存在」を与えると共に、彼が学んだ憎しみは他のフェストゥムにも影響を与え、戦いをさらに長引かせることとなる。
来主 操（くるす みさお）
声 - 木村良平
- 身長：173cm (THE BEYOND)

【劇場版】
劇場版に登場するキーパーソンの一人。外見は10代の少年の姿をしている。
第一次蒼穹作戦の後、砕かれたポラリス・ミールから分化し北極で群れを形成していたミール（のちのボレアリオス群ミール）の元で自然発生によって初めて「個体」としての自我を持ち自ら存在することを望んだスフィンクス型フェストゥム。その後フェストゥムの側に居た皆城総士と対話を行い、ミールに従いながらも自らの意志で総士の存在をミールから隠匿し、彼の肉体の再生を行っていた。その後群れに対する人類軍による核攻撃で多大な損害と痛みを負い、再び生まれる事を拒んだミールからその意志の代行者としてスフィンクス型でありながらヒトを模した姿を与えられた（それまでヒトとの同化・融合によって生まれたコア型・スレイブ型・マスター型とは異なり体の構造はヒトと同一だが、染色体は存在せず、竜宮島のソロモンによる判定もスフィンクス型）。「来主操」の個体名は、彼と共鳴・対話した総士が見出したフェストゥムとしての可能性を言語化し日本語で名付けたもの。
一人称は「俺」。フェストゥムとして生まれたがゆえの、ボレアリオス群ミールから引き継いだヒトと異なる認識・行動原理と、個として生まれたがゆえのヒトの子供のような純粋さを併せ持っている。マスター型のように自らが属するミールや群のフェストゥムを「我々」といった一人称複数形ではなく、「俺達」「俺達のミール」「仲間」といった第三人称で形容する。ボレアリオス群ミールの使者としての役割を拒絶はできないが、個として最初に感じた「空が綺麗」という感情を他者と共有できるかどうか積極的に尋ね、同意した相手と出会った際は「分かり合える」と喜び、屈託なく接する。対して会話が出来ずに思考も読めない動物が苦手で、作中では自分を警戒し吠えかかってきたショコラには怯えて近づくこともできなかった。
先述の人類軍による北極への核攻撃の折りに再生半ばだった総士を守り、その後総士と半同化状態で肉体を形成するため眠った状態で人類軍艦艇に乗せられ竜宮島へとやってくる。その後眠りから目覚め、ボレアリオス・ミールの「特使」として真壁史彦と会談。竜宮島のコアを操に同化させる事、そしてボレアリオス・ミールの群れと竜宮島との共同戦線による人類軍や他のミールの群れの殲滅と平和維持を語った。これまでのフェストゥムとは異なる、人類に近しい思考へと至った変化がアルヴィスの面々を驚嘆させる。目覚めてからは総士のアルヴィス制服を与えられ着用しているが、総士よりやや小柄なため袖と裾が少し余っている。また、日野美羽と引き合わされた際はフェストゥムと同じ情報伝達手段で「会話」出来る存在である事に驚嘆を示した。
自身とミールの関係を「人間(の脳)と手」あるいは「神」と例え、ミールには決して逆らえない事と、一騎たちに消えてほしくないという個としての想いの二律背反に苦しみながら、ボレアリオス・ミールの攻撃によって封印から解かれたマークニヒトのパイロットとして搭乗させられ、竜宮島の新たなコアを同化しようとする。操を止めるため再びマークザインへ搭乗した一騎と戦闘になるが、一騎はニヒトを島から引き離すこととボレアリオス・ミールの力で従属させられている他の群れのフェストゥムの解放を優先したためマークニヒトは一騎ごとマークザインを同化し、ニヒトの中に封印する。
ボレアリオス艦へ帰還した後は、ミールが受けた痛みによって再び生まれる事を拒否したため正常な姿で生まれる事が出来なかったフェストゥムの個体と彼らの背負った痛みだけが増えていく事に自らの存在が耐えられないと悲嘆し、島と人間達を滅ぼして痛みを消したら自分の存在も消す事を心に決める。
第二次蒼穹作戦時はマークニヒトに再度縛り付けられ、多数のエウロス型と共に竜宮島を攻撃。防衛部隊であるカノンのマークドライツェン、真矢のマークジーベンを圧倒するが、甲洋のマークフィアーによる同化攻撃と、時を同じくして竜宮島Rボート部隊によるボレアリオス艦への攻撃によって生じたさらなる痛みをきっかけにニヒトに封印されていたマークザインと一騎が解放され、再び上空で相対する。一騎との激突と対話の末、彼がザインを介してボレアリオス・ミールによる操のニヒトへの束縛を解き、その反動で結晶化寸前にまで陥った際、一騎に消えてほしくないと願った操はザインとニヒトを中心に未知のフィールドを発生させその中からミールへ「俺はもう戦いたくない！」と叫び、初めて自らの意思をミールに伝えた事で一騎の同化は止まり、発生したフィールドは拡散し竜宮島上空を覆っていたミールのフィールドを解除させ、発した光はエウロス型や従属させられていた他の群れのフェストゥムにも共鳴を起こし、戦いを止めた。同時にRボートの日野美羽とボレアリオス・ミールの対話も成った。
その直後、現れた人類軍の攻撃機により竜宮島へ向けて発射された核ミサイルをマークザインと共に止めに向かうが、攻撃を感知したボレアリオス・ミールが痛みへの恐怖から対話していた美羽を反射的に同化しようとした際に「彼女を消すな、ミール！！」と再び呼びかけ、美羽を消滅の危機から救った。
核ミサイルを体当たりで止めようとしていたザインとニヒトだったが、操は衝突の寸前に半同化状態だった総士から分離し、ニヒト内部からスフィンクス型の姿で飛び出してミサイルを受け止め、残った総士を乗せたニヒトはザインと一騎を守った。ボレアリオス群や解放された他のフェストゥムも島を爆発の影響から守り、ワームスフィアも同化結晶も生じさせず、ただ炭化し「死んで」いった。操も爆炎によって肉体が消滅するが、その寸前に自らのミールを存在する事への喜びで祝福し「生まれよう、一緒に」と呼びかける。竜宮島へ戻りザインからコックピットを降ろした一騎に総士を介して「いつか自分がいるところに一騎がくるかもしれない。その時一騎が空を見えないのは悲しい」と伝え一騎の視力を回復させ、その意識は途絶えた。そして操の命はボレアリオス・ミールの元へ還り、艦の中枢部でコア型フェストゥムとして胎児の姿へと転生を遂げ、艦は偽装鏡面を展開し去っていった。
【EXODUS】
物語開始時には操の属しているボレアリオス・ミールは余計な戦闘を避けるためアザゼル型・フローターとして擬態しており、大気中を浮遊しながら群れの増殖とコアである操の成長を進めていた。
アルゴス小隊の攻撃により孤立無援での脱出行を続けていた竜宮島島外派遣部隊とペルセウス中隊への援軍として、美羽とエメリーによって交信、援護要請を受ける。やがて竜宮島との合流地点を目前にしてアザゼル型・アビエイター群とクローラー群の襲撃を受けていたペルセウス中隊とシュリーナガル市民の元へ到着。アザゼル型・フローターとしての擬態を解いたボレアリオス艦の甲板に転生前と変わらぬ少年期の姿で現れ、エウロス型を操り美羽達を守って人類軍及びウォーカーと交戦。追撃を退けた後、竜宮島と合流する。
先代を「前にいた存在」と区別はしているが、竜宮島のコアとは違い人格は先代のものをそのまま受け継いでおり、フェストゥム寄りの価値観を残しつつも相互理解を望む人懐っこく明るい性格や、犬が苦手といった嗜好、「空が綺麗」といった原初の感情を持つことは変わらない。ゆえに本作では、エスペラントやヒト型フェストゥムといった自分と近い存在と接する機会も多いが、フェストゥムのような交信ではなく、人間と同じように言語による対話を用いた相互理解を望んでいる。記憶という概念も理解しており、島民の強い記憶を残した喫茶「楽園」やマークドライツェンを気に入っている。
「美羽を同化する」という交換条件を受けて救援に応じるが、「世界に平和が到来し、誰も痛くなくなるまで」はそれを待つことを了承、以降は竜宮島に滞在する。その後、喫茶「楽園」にて織姫、甲洋、総士といったフェストゥムに近いメンバーと会話を楽しみ（先代と直接交戦した甲洋のことは好きになれないが、ショコラを恐れるがゆえに何もできない）、コアでありながら自らも竜宮島を守るべく戦線に立つ事を表明する。これによりマークドライツェンを与えられ、第三アルヴィス上陸作戦以降はエウロス型を率いて出撃する。タキサイキア現象のように周囲をスローモーションで認識するSDPを発現、「今をたくさん見せてくれる」と喜び意気揚々と戦闘に臨む。
第四次蒼穹作戦では、総士のマークニヒト、甲洋のマークフィアーとのトリプルドッグでアザゼル型・クローラーを撃破。第三アルヴィスのコアに取り込まれかけた一騎を竜宮島のミールと共に救い、マークレゾンとの最後の戦いの後に第三アルヴィスのコアによってフェストゥムの世界に落とされた一騎とマークザインを甲洋と共に存在の側へと引き上げ救い出す。その後、3人でアショーカの根元で沈黙したマークニヒトのコックピットから赤子の姿に転生した総士を保護する。
【THE BEYOND】
正式にマークドライツェン・クロノスに搭乗しつつ、ボレアリオス・ミールのコアとしてエウロス型の群れを率い第五次蒼穹作戦や総士奪還作戦に参加する。操とその群れは敵であるマレスペロの群れやベノンとの戦力差を埋めるのに欠かせない存在となっており、一騎・甲洋とともに『3人のエレメント』の一人としてベノンからも警戒されている。
なかなか平和にたどり着けず、ベノンの赤い月によって綺麗な空を見る事が出来ない事を悲しみ、それを変えられない自分の力の至らなさを痛感している。美羽を同化できないことをぼやきながらも一騎たちとの友好関係自体は気に入っており、海神島ではカノンを失った容子の養子となり、海神島を訪れた際は第二種任務として「楽園」海神島店でアルバイトに入るなど、正式に島民として扱われている。羽佐間家で暮らしたことでクーを通じて猫が好きになり、島の野良猫たちとも遊ぶようになっている。
言葉での相互理解を重視しているが、人間の感情への理解についてはまだ浅く、偽の竜宮島を沈めた際に総士にとってはその島が「本物」であったという感情については理解が及ばず、甲洋に窘められている。自らのミールからの啓示で自らの死のビジョン(大破したクロノスの姿)を幻視した際は、「子供が死ぬ事に慣れている容子を養母に選んでよかった。自分も前の2人(翔子、カノン)のように飾ってほしい」と語る。しかしその言葉に堪らず激昂した容子に叱責された事で深く落ち込み、本当は自分が消えたくないと思っている事を自覚し衝動的に美羽に同化を要求した。その後のベノンによる海神島攻略作戦の戦いでも容子を案じながら自らの群れを率いアバドンと共に島を守るため戦う。一騎のマークアレスの覚醒により死を免れ帰還した際は、操の言葉の真意(子供という大事な存在を喪っても、彼女たち、そして操が存在していた事を忘れずずっと覚えていてくれるという信頼を「子供が死ぬことに慣れている」という言葉で伝えてしまった)を真矢に説かれ操の思慕の念を理解した容子に抱擁とともに温かく迎えられ、今ある命の価値と愛情を理解した。
第六次蒼穹作戦で出撃したマークレゾンの大気圏外からの自由落下の位置エネルギーを直接ぶつけられボレアリオス艦とそのミールが文字通り粉砕された際は激しく動揺し、容子を守るためにがむしゃらにマークレゾンに立ち向かうが、レゾンの尾の自動迎撃は知覚出来なかったためSDPでの回避が出来ず、空間捻転でクロノスの右腕を失いさらに尾に捕らえられて強力な同化を受けクロノスはフェンリルが起動し自爆、操も肉体を失いコアの状態にまで還元され海中に落下した。海中でベノンのフェストゥムに同化されそうになったところを美羽に守られ、海神島の接近を感知して浮上してきた竜宮島へ落着。竜宮島のコア・輝夜に受け止められた。決戦後はアルタイルの祝福を受け竜宮島に根付き、新たなコアとミールとして再び生まれる準備を始めていた。
第三アルヴィス・海神島のコア（ワダツミノミコト）→ベイグラントのコア（プロメテウス）
声 - 石川静
かつて第三アルヴィス・海神島のコアだった存在。第三アルヴィスの住人達とミールを人類軍によって全滅させられ、ワダツミノミコトと呼ばれていたコアとミールの欠片だけが略取され、竜宮島から人類軍に渡ったミツヒロ・バートランドの研究材料となりパペット等の技術を生み出す礎とされた。その後、新国連・人類軍が推進するトリプル・プランの一つ「ヘブンズドア作戦」を遂行するためにアザゼル型・ベイグラントのコアとして同化させられ、プロメテウスの岩戸と呼ばれる区画で運用されていた。衛星軌道上に在るベイグラントを制御下に置いたことにより、人工衛星の復活というヘブンズドア作戦の目的は達成されたが、その運用を新国連が独占するため成功は隠匿され、脱出行を続けていたナレイン将軍とシュリーナガル市民たちを空から監視し続けていた。守るべき島民、ミール、そしてパペットの運用により形成されては破棄された人格たち等、自らの大事な存在を喪い続けた事により悲しみで心が消えそうになる事に耐えられず、心を閉ざして憎しみで染め、密かにへスターら新国連、ひいては人類全てへの復讐を目論むようになる。絶望と憎しみに心を染めたと嘯く裏で、失われた海神島の島民やパペット達の存在と記憶はベイグラントのさらに上空にゴルディアス結晶として蓄積、力として成長させていた。
同化された人間の残留思念が形を持ったもので無害だと思われていた『グレゴリ型』と呼ばれる自らを模した端末をアショーカ・ミールに寄生させ、シュリーナガルやその後の脱出行の最中でもその名の通り監視と諜報を行い情報を集めていた。またパペットであったジョナサンの肉体にも寄生させており、彼の体を自らの意志通り動かすためのトリガーとしても利用していた。
パペットとしての役目を終え人格を消去されたジョナサンを憎しみの器として得た事でついに決起し、パペットと化し潜ませていた人類軍兵士たちを蜂起させる(へスター国連事務総長は側近と共に潜水艦にて脱出)。プロメテウスの岩戸のミールの欠片を奪還、そしてへスターにより拘束されていたバーンズ将軍を解放、自らの傀儡とし、ジョナサンをマークレゾンへ搭乗させてクローラーを撃破する様を兵士たちに見せる事で南太平洋生存圏の人類軍を新国連から離叛させ自らの戦力とする。
バーンズとジョナサンを頭目として南太平洋圏の人類軍を新国連から独立させ束ねた一方で、アルタイルに自らの憎しみを同化させその力で人類を滅ぼすという目標の最大の障害となる竜宮島と世界樹・アショーカを擁する海神島を、眷属化したアザゼル型・ウォーカー群とベイグラントからの直接同化攻撃で葬り去ろうとするが、竜宮島ファフナー部隊とナレイン将軍の奮戦によりウォーカーは撃破、ベイグラントの侵攻は復活した真壁一騎のマークザインと西尾暉のゼロファフナーによって阻止され、アショーカの命はかろうじて保たれることとなった。
第四次蒼穹作戦においては、独立人類軍とアザゼル型クロウラーとフェストゥム群を使って竜宮島を滅ぼすべく進軍するが、マークザインとマークニヒトによって過去に島を攻撃するのに使用した戦法は即座に破られ（島を飲み込む60km級のリヴァイアサン型はマークニヒト、上空に24体のアルヘノテレス型を展開し極小のグレンデル型を散布し島を同化する攻撃はマークザインがそれぞれ撃破した）、アザゼル型クロウラーもマークニヒト・マークフィアー・マークドライツェンのトリプルドッグによって撃破される。攻撃が途切れた間に真壁史彦から人類軍への対話とそれを裏付けるデータの公開により独立人類軍麾下にいた多数の国家軍が離反、目標を竜宮島への核攻撃から通常弾によるフェストゥムへの攻撃に切り替えたことに加え、それに対し交戦規定アルファを発動しようとしたバーンズが乗艦していた人類軍旗艦も偽装鏡面で密かに接近していた操のボレアリオス艦の体当たりによる接触同化により無力化され指揮系統を失い機能不全に陥ってしまう。衛星軌道上のベイグラントも鏑木彗と西尾里奈が登場するゼロファフナーのSDPによって地上に引きずり落とされる。切り札として投入したザルヴァートルモデル・マークレゾンも一騎による同化を通じた対話によりジョナサンが記憶を取り戻すことで鎮静化し、自らがコアを務めていたベイグラントでアショーカを同化しようとするも総士によって阻まれ、マークニヒトにベイグラントのコア結晶を砕かれた事によって激しい「痛み」を感じ、全ての力を失い敗走する。
THE BEYOND以降の詳細は#ベノンを参照。

## エスペラント
日野 美羽（ひの みわ）
声 - 諸星すみれ
- 誕生日：2147年4月1日 / 身長：162cm (THE BEYOND)

【劇場版】
日野弓子の娘。日野道生の忘れ形見。竜宮島で初めて自然受胎により産まれる。
島の環境となっているミールと日常的にクロッシング状態にあり、2歳弱でありながらしっかりとした言語能力を持つ。意識体となっている乙姫の存在も認識し、操の来島も「おおきなおふねがくる」と予言する。また、ミールとクロッシング状態となっている影響のためか、人間とは異質なフェストゥムの言語と感情を理解することができ、ソロモンが情報交換やエウロス型による命令の書き換えと認識している行為を「おはなし」と表現し、文字通りフェストゥムやミールと会話を行っており、乙姫をも大きく上回っている影響力が「第二次蒼穹作戦」立案の鍵となる。ただし、この能力はアルヴィスの内部からでは不可能であり、戦闘中に屋外に出なければならないという危険性もある。
第二次蒼穹作戦時には弓子と共にRボートに乗船。ファフナー部隊が戦闘を仕掛けている間に敵の少ない海域に浮上したRボートの船上からボレアリオス・ミールとの対話に成功し「存在する喜び」を伝えた。その直後、人類軍の核攻撃を察知して恐慌状態に陥ったミールに同化されかけるが、操が「彼女を消すな、ミール！！」と呼びかけたことで同化は中断され、一命をとりとめる。
【EXODUS】
ミールとの対話能力を持つキーパーソンであり、フェストゥムの意思を読み取ることが出来る幼き予言者でもある。劇場版の頃からの年月に伴い成長を遂げ、弓子と日野家で2人暮らしをしているが、同世代の友達がおらず、空想の友達と会話をしているような様子を弓子に心配されていた。しかし実際はアショーカ・ミールを介してエスペラントの少女・エメリーと交信をしていたことが、竜宮島の防衛圏内に彼女を乗せた人類軍輸送機が飛来した事から判明する。生まれ持った高度な情報交流能力による強い感受性やフェストゥムやミールの意思を感じ取る能力も肉体と共に成長しており、ナレインから「世界最高のエスペラント」と称され、その能力は先代のコアであった皆城乙姫やエメリーをも凌いでいる。また、その能力故にフェストゥムを正しく理解し怖れない一方で、強い憎しみや悪意には免疫がなく、アザゼル型やその影響下にあるフェストゥムの憎しみに中てられ体調を崩し、ひどく怯える。エメリーに「心に壁を作る」ことを対処法として教えられる。
実際に対面した後のエメリーとは口語と共にクロッシングも用いておびただしい量の情報を交信しているが、それを共有することができない弓子は不安を抱く。ナレイン率いるペルセウス中隊の要請に応えて竜宮島島外派遣部隊と共にシュリーナガルを来訪。世界樹・アショーカ・ミールを通してアルタイルとの接触に成功するが、幼い故の能力不足により純粋ミール（竜宮島のミールやボレアリオス・ミール、アショーカ・ミールのように分割されていない完全な状態のミール）との対話は不可能であった。「大きくなればできる」と身体の成長を望んだ美羽の願いを受けたアショーカ・ミールの力により、その日の夜に身体が織姫やエメリーと同世代程度までに急速に成長させられ、それに伴って新たな能力を身につける。地球に接近する新たなミール・アルタイルの到来を「おおきなおほしさまがくる」と拙い表現で真矢たちに伝える。
元々好奇心が強い部分があると共に、クロッシングによる感受性からミールとの対話には積極的であり、それが命の危険につながると弓子の危惧の種にもなっている。
脱出行が始まって以来、フェストゥムだけでなく人類軍の悪意やその人類軍への避難民の憎しみも感じ取り、精神的に疲弊していく中、弓子とエメリーの助けによって平静を保ち、シュリーナガルからの長大な脱出行を生き延び、エメリーとの呼びかけに応じて駆け付けたボレアリオス・ミールとそのコアとして新生した来主操の救援で島に帰還する。また、5歳弱ながらも多くの犠牲を見てきた影響で、自身が犠牲になる考えすら持つようになり、操への援軍を求めた際には弓子とエメリーにも知らせずに自身の同化を交換条件として提示し、操が同化を求めた時も臆せず同意している。やがて第四次蒼穹作戦では弓子、エメリーとの別離という経験を経るが、海神島へのアショーカの定着を見届け、皆城織姫のアルタイルとの交信を手助けする役割を果たす。蒼穹作戦終了後、弓子とエメリーの形見を手に、戦いを終えビリーの最期を看取った真矢を出迎え、皆を守ってくれたことへの感謝を伝える。
【THE BEYOND】
EXODUSの物語が終わってから4年後、身体が成長したことでファフナーへの搭乗が可能になり、対話の切り札である彼女を守るための最も安全な場所として、一騎からマークザインを引き継ぐ。戦闘経験が浅く、本人も極力フェストゥムを消すことを望まないためトルーパーモデルが護衛に随行すると共に、マークザインによって増幅した「おはなし」の力でフェストゥムの群れを一時的に沈静化させ退ける事で作戦に貢献している。第五次蒼穹作戦で一騎たちと共にキャリースラスターでの弾道飛行でハワイ圏での人類軍とフェストゥムの戦闘に参戦。総士たちの救出へ向かうが、フロロとレガートによって一騎たちが足止めを食らい、美羽のザイン単機でマリスと総士たちの乗ったロケットの打ち上げ基地エリアへ到達するが、発射されたロケットを撃つことは出来ず、彼らの北極への脱出を許してしまう。
さらに3年後の総士奪還作戦の後に総士と再会するが、竜宮島にいた頃の共にいた記憶を失い自分たちを「エスペラント軍」とし敵意を向ける総士の心を開くため、積極的に働きかける。
5年前の過酷な経験から、一人称が自分の名前であるなど実年齢相応に振る舞いながらも大人びた雰囲気を持ち、エメリーがアショーカ・ミールのコアとして転生したルヴィ・カーマとの信頼関係も強い。
EXODUSで弓子とエメリーがアショーカにその命を還すのを目の当たりにした経験から自分もアルタイルとの対話の際には島と世界のために自らをアルタイルに同化し消滅せねばならない事を半ば宿命として受け入れており、島民も暗黙の中でそれを「仕方のないこと」として受け入れていたが、それがマリスの絶望とアルヴィス陣営からの離反を招いてしまう。
上記の理由から自分の未来の可能性について達観していたが、自分の境遇を理解したうえで頓着せずに接してくる総士と共に暮らす中で年相応の感受性が表に現れはじめ、総士をからかったり、自分より真矢の方を優先する総士に憤慨したり、美羽の態度を馬鹿だと断じられて口喧嘩をしたり、総士から信頼と感謝を表明された時は大きく心を動かされたりした。第六次蒼穹作戦の前に総士が零央と美々香のツインドッグが抜けた穴を埋めるため、総士と美羽とのツインドッグで自分の「おはなし」する能力を「敵を止めて一網打尽にするための手段」として利用しようとする総士に反発しつつも従い、力は自分の意思とは別である事に気付く。
第六次蒼穹作戦で総士と共に竜宮島に到達した際は、全てのリミッターを外したマリスのグリムリーパーにザインを機能停止に追い込まれマリスのエスペラントの力で眠らされるが、総士の呼びかけで目覚め、ニヒトと共にグリムリーパーを大破させる。その後アルタイルとの対話に向かおうとするが、マリスから「対話」の真実を知らされ止めに来た総士がそれに割って入った一騎のマークアレスに戦いを挑み、美羽を消させないために必死に食らいつく総士のニヒトを複雑な表情を浮かべながら見守った。
マークアレスを一騎討ちで下した総士の説得を受け2人でアルタイルとの対話へ向かい、総士から「自分を捧げず、未来を勝ち取れ」と道を示され、自らを同化させるのではなく「おはなし」によって自分の存在を消さずにアルタイル・ミールに「ここにいる自分」を伝え、共に世界を祝福することを選択。アルタイルの祝福を受け再ザルヴァートル化したマークザインを駆り、その絶大な対話の力を以てマレスペロ、ケイオスと対話を行い、世界中の人間とフェストゥムにアルタイルの祝福を分け与え、憎しみと痛みを消し去った。
同じエスペラントのマリスのことは、敵対しながらも互いに気にかけており、マリスに対しては冷徹になりきれずマリスも機を見て自分の側に総士と共に美羽を引き込もうと考えている。
エメリー・アーモンド
声 - 佐々木りお
【EXODUS】
民間人の少女でもう一人のキーパーソン。交戦規定アルファが発令されて壊滅したハワイでナレインに保護され、1年後にナレインたちに連れられて竜宮島を目指す。到着後、ミールを通して交信していた竜宮島にいる美羽と出会う。その後、竜宮島のコアに触れ対話を行い、「戦う力を求めた」結果、アルヴィスのキールブロックに新たなフェストゥムのコアを大量に誕生させる。これによりコアの不足に世て欠番となっていたファフナーの再建と、無人機（トルーパー・モデル）の実戦配備の目途が立った。
時期は不明であるが、北極ミールの欠片を入手した弟からミールやフェストゥムと対話する方法を教わった。弟を含む家族は、故郷がフェストゥムに襲われた際に弟がミールの欠片を通してフェストゥムに殺戮をやめるように訴え、成功の代償としてミールに同化された。以降は弟のスニーカーの片方を故郷に埋め、もう片方を持ち歩く。
美羽には及ばないが、エスペラントとしての能力は非常に高く、フェストゥムに匹敵する読心能力を有している。また、高い能力故にエスペラントたちのリーダー的存在となっている。
脱出行でも美羽たちと共に内通者を探す傍ら、ミールに最も触れ続けているために同化抑制剤の投与を受けている。人類軍による攻撃を受けた後、総士に自分たちの援軍の存在を伝える。
完全長尺版ではナレインに保護される経緯が描写され、輸送機の発着場がスフィンクス型に襲われた時にミールの欠片を持って破壊をやめるように訴える。直後に人類軍の核攻撃で発着場が崩壊するが、交信相手のスフィンクス型に守られたために生き延び、生存者の救助に出たナレインが彼女を守ったスフィンクス型が朽ちた場面に遭遇したところを保護される。
ペルセウス中隊とエスペラントの中心人物である事を深く自覚しており、織姫同様に常に毅然としている。しかし、元々普通の子供であるため、広登と芹のTV取材で家族がミールに同化された過去を明かした時には涙を堪えており、平和の為とはいえ戦う力を求めるしかなかった自らの無力さや、弓子がミールの力で生き長らえたものの、いずれ彼女が消えてしまい美羽を悲しませることに言及した際は泣き出してしまう。脱出行の中で精神的に疲弊していくとともに、吐血症状が現れるなど肉体的にも異変が現れている。
実は弓子と同様に、一度死亡した際に弟の願いを受けたアショーカ・ミールによって生きながらえた存在であり、アショーカがベイグラントの同化によって消滅寸前まで弱体化してしまったため、他のエスペラントたちやナレイン、弓子と共にその命をアショーカに同化させることでアショーカの再生を促し、美羽に別れと再会を告げて弟のスニーカーを残して消滅する。直後、彼女の命が転生したコア（後のルヴィ・カーマ）が誕生する。

## アルヴィス

### 一騎達の親族
真壁 史彦（まかべ ふみひこ）
声 - 田中正彦
- 誕生日：2106年6月2日 / 星座：双子座 / 血液型：A型  / 家族構成：第一子・真壁一騎

【1期】
一騎の父にしてアルヴィス司令。旧姓は麻木。当初は先代の指令である皆城公蔵の補佐を務めていたが、公蔵の死後に代理を経て司令に昇格する。平時の職業は陶芸家。厳格な軍人ながらも温厚で理性的な人格者だが、一騎以上に性格的に不器用。妻・紅音の影響から、土いじりに勤しんでいるものの、陶芸の腕はあまり良くないようであり、行美や保にもそれをネタにからかわれている。家事全般を一騎に頼りっぱなしなため、米を研がずに炊いてしまうなど生活力はほとんどない。一騎不在の際には、溝口宅で夕飯をご馳走になっている。
フェストゥムとの「共存」寄りの思想を持ち、公蔵の「決戦」を望む姿勢には苦慮していた。軍務に忠実であるが、島を守るために子供たちを戦いの矢面に立たせることを快く思っていない。一騎を戦わせることを紅音に詫びるなど、父親としての顔を持ち、本当の親でなくとも愛する子供を失う辛い気持ちにも配慮を見せる。それだけに、甲洋をその手にかけようとまでした春日井夫妻の態度には怒りを露わにしている。
現在こそフェストゥムとの「共存」を主張するが、日本軍時代は「フェストゥム殺しで右に出る者はいない」とバーンズが評価するほどの卓越した技量を誇るパイロットであった。また、人類軍との戦闘経験があるために、島民が人間と戦うことを禁じている。戦争や核による放射能汚染の後遺症が残っており、瀬戸内海ミールの干渉下でなければ生命に危険が及ぶ。
【劇場版】
変わらず司令官を務めている。コアが成長期に入ったこととフェストゥムの襲来が重なったことで核の放射能汚染、人類軍との戦闘による後遺症が発症し、同化促進剤の投与でそれを凌ぐ。第二次蒼穹作戦では竜宮島の防衛を溝口に委任し、自らは攻撃隊の司令官となる。後遺症に苦しみながらも対話のために美羽と弓子に付き添い、ミールとの対話を見届ける。
「信頼こそが戦力」という考えを持ち、徹底した情報公開を行う。溝口からは「バカ正直だが結構効果がある」と評価されており、島民たちから絶大な信頼を得ている。
千鶴との仲は一騎に感付かれており、後遺症が発症した際には千鶴と住むことを勧められる。
【EXODUS】
変わらず司令官を務めている。また、竜宮島学園（かつての竜宮島中学校が高等部を新設したもの）の校長も兼務している模様。陶芸の腕は前より上がったようで、少なくとも最近始めた一騎よりは上手く作れる。
真矢の発言からカノンに千鶴が史彦の子を妊娠したと勘違いされたり（ジョナサンのことを弟が出来たと話したため）、一騎不在時は千鶴の家で食事をとるなど、千鶴との仲は子供たちの間で公認となっている模様。
海神島への上陸作戦で、紅音と同じマスター型として覚醒した一騎をそれまでと変わらぬ出迎え方をした後、第四次蒼穹作戦で竜宮島指揮官として活動、子供たちに人を撃つことを命じまいとする作戦と信念の元、一騎と敬礼を交わし送り出す。最終的に織姫の決定に従いプランデルタを発令、竜宮島封印を必ず帰るという思いのもと見届け、島民脱出を指揮する。
【THE BEYOND】
変わらず司令官を務めているが、5年の間に身体に不調を来しており、杖を用いて歩行する。
3年間を偽の島で過ごした総士が「エスペラント軍」として自分たちへ向ける怒りを、マリスの裏切りを阻止できなかった自分たちの代償として受け止め、総士を丁重に扱いながら真実を告げる方針をとる。しかし、自分が丁重に扱われていることを総士が分からずに逃げようとしている様子から真矢や彗たちには難色を示され、奇しくも10年前に島の真実を知った一騎たちと総士の認識差の再現にもなっている。
皆城 公蔵（みなしろ こうぞう）
声 - 中田譲治
【1期】
皆城兄妹の父にして、アルヴィスの総責任者で司令官。平時の職業は中学校の校長。
丸腰のファフナーで戦う一騎を救うため、手動操作でレールガンを送り出すも、自身はその直後にフェストゥムの攻撃を受けて戦死する。司令官職は史彦に引き継がれるが、校長職は空席になっていた様子。
【RIGHT OF LEFT】
アルヴィス司令官と中学校校長を務める。フェストゥムに対しては、「共存」ではなく「決戦」を望んでいる、アルヴィスきっての好戦派。とはいえ、その根底にあるのはあくまでも島を守るという強い想いであり、「決戦」を望んでいるのもそれが島を守るのに一番現実的な手段だからである。
また子供たちのこともパイロットの前に一人の人間としてちゃんと見ており、あくまで司令官として私情を捨てているだけで、島の子供たちや実子を犠牲にすることにも内心では葛藤や苦悩を抱えており、決してミツヒロのようにフェストゥムへの憎悪に囚われているわけでも人間性を失っているわけでもない。
また、史彦たちのフェストゥムとの共生という思想も、積極的に賛同はしていないものの頭ごなしに否定もせずに、自身の計画を主導しながらも、並行して史彦たちが共存を模索することを許容しており、こういった姿勢から考え方が違いながらも互いに対立することもなく、互いに相手の思想を尊重して信頼しあっていた。
フェストゥムによる島発見の危機を回避するため、生駒が発案したL計画の実行を承認する。さらに万が一、竜宮島のコア（皆城乙姫）が敵のフェストゥムに同化され乗っ取られてしまった場合に備えて、レールガンをはじめとする島の大半の武器を敢えて封印することを決定した。しかしこれが後に、1期の序盤で自らの死の遠因になる。
【EXODUS】
鈴村神社の戦死者たちの写真の中に飾られている写真と回想シーンのみで登場。回想シーンでは皆城鞘が瀬戸内海ミールの暴走を受け、同化状態となった事件では現場に居合わせていた描写となっている。
遠見 千鶴（とおみ ちづる）
声 - 篠原恵美
- 誕生日：2104年1月6日 / 星座：山羊座 / 血液型：B型  / 家族構成：第1子・日野（遠見）弓子、第2子・遠見真矢

【1期】
遠見姉妹の母でアルヴィスの研究者。アルベリヒド機関研究主任でもあり、フェストゥムおよびファフナー搭乗者の肉体変化（染色体や同化現象）などの研究を担当。平時の職業は、島で唯一の診療所である遠見医院の院長。極めて穏やかな物腰の女性。
遺伝子研究者という立場上、パイロットの親たちに子供の身体の変化などを告げなければならないなど、辛い役回りであるが、彼女自身はそれが自分の義務であると考えている。
史彦に密かに想いを寄せており、奇しくも親娘がそれぞれ真壁親子に恋慕するという状況で、長女の弓子には呆れられる。
【RIGHT OF LEFT】
肝臓に持病を持つ僚の主治医をしている。
【劇場版】
コアの成長期、およびフェストゥムの襲来によって、史彦を初めとする戦争経験者の症状が悪化したことを知る。同化促進剤の投与以外に史彦の症状を止める術がないことに苦悩し、島よりも史彦の生命を思うあまりに操の提案を受け入れたい心情を明かした。その後も芹の同化が始まった際に、誰も救えない無力さに打ちひしがれている。
【EXODUS】
弓子と共に、孫である美羽を育てる日々を送る。美羽には「ちづるママ」と呼ばれている。ジョナサンに対しては「真剣で、使命に燃えて怖いくらいに若い頃のミツヒロに似ている」と印象を語っている。
弓子、真矢、美羽がシュリーナガルに赴いた関係で、一人竜宮島に残される。一騎も総士と共に追加派遣されたため、同じく一人にされた史彦を自宅に食事に招くなど、多少は関係に進展が見られ、互いに慣れてしまった行為への自覚を告げるなど信頼関係は強い。
ウォーカーとの戦いでも過去の後遺症に苦しむ島民たちの治療に尽力し、帰還した美羽たちの検査を行う。
【THE BEYOND】
史彦との関係は再婚こそしていないが、自宅で共に食事をして半ば再婚状態となっていた。総士には戦う力を与えてくれたことを感謝されるが、自身は罰を受ける意志を示して、それを穏やかに拒絶する。
マリスの手引きでフェストゥムが島に乗り込んできた際に史彦を庇い、『愛している』とつげてワームスフィアに呑まれた。
彼女の死は真矢と美羽の心に影を落とすが、総士が作った食事が千鶴の味付けで、『マリスが美羽の記憶を元に再現した弓子の味』＝『千鶴から引き継がれていたもの』を自分も持っていると二人の心を救った。
遠見 弓子（とおみ ゆみこ）→日野 弓子（ひの ゆみこ）
声 - ゆかな
- 誕生日：2121年5月14日 / 星座：牡牛座 / 血液型：B型 / 家族構成：夫・日野道生、第1子・日野美羽

【1期】
真矢の姉で、アルヴィス管制オペレーター。母・千鶴の研究助手も兼務している、フェストゥム因子移植第1世代の生き残りである。平時の職業は、中学校の養護教諭。普段は真矢をからかうなど、お茶目な性格をしているが、同時に妹への愛情も強い。パイロットたちの引率者も務めている。中学生時代の夢は「東京でアイドルになる」だった。
一騎はさておき、後に続くパイロットたちの投入には断固反対していた。翔子の出撃にも反対し、甲洋と咲良が選抜された際にも猛反対する。
真矢のパイロット適性が極めて高いことを知りながらも、その身を案じ隠蔽するが、そのことを父ミツヒロ・バートランドに知られ、遠見一家の追放という事態（ミツヒロにとっては島から妻子を連れ出す良い口実になった）になりかかるが、島民の厚意により事実上不問となる。
千鶴との大喧嘩の末、ずっと想いを寄せ竜宮島に帰ってきた道生と同棲し、後に彼の子供を身篭る。
【劇場版】
日野道生の死後に生まれた2人の子供である美羽と共に暮らし、育児に専念するため第一種、第二種任務共に休業している。しかし、フェストゥムの絵を描く娘のことを理解できずにいる。美羽に対する愛情はとても深く、美羽を作戦に利用しようとする史彦に道生の形見である拳銃を向けた。
第二次蒼穹作戦では作戦への参加に同意した美羽と共にRボートに乗船。美羽とミールの対話を史彦と共に見届ける。
【EXODUS】
娘の美羽を育てる日々を送る。娘に同年代の友達がいないことを含めて引き続き美羽を心配しており、母親としても特殊すぎる美羽の能力を理解することが出来ず思い悩むこともある。
シュリーナガルへ美羽と同行するが、美羽が世界樹アショーカと対話をした日の夜に美羽の急速な成長を目の当たりにする。その後、フェストゥムの襲来による建造物の崩落に巻き込まれて死亡するが、アショーカが美羽を守るため一時的に存在を永らえさせる形で蘇生し、美羽と共に真矢たちと合流する。以降はミールの情報を得たことから思考に変化が起こり、以前と違い美羽の能力を理解するに至り、期限付きながらも蘇生については感謝している。その一方で、飲食が不必要になる、拳銃を使用する知識や夫である日野道生についての記憶の欠落などの変化も起きており、「今の自分には使えないから」と、護身用に持ってきた道生の形見の拳銃を真矢に託す。最終的にエメリー達エスペラントやナレインと共に、命をアショーカに返還する形で消滅する。
羽佐間 容子（はざま ようこ）
声 - 葛城七穂
【1期】
翔子の養母にして、アルヴィスのファフナー整備担当者で非常時にはオペレーターも担当。平時の職業は中学校の理科教師。結婚もしておらず、人工子宮でも子供が作れないほど受胎能力がなくなっていたが、母親としての才能をアルベリヒド機関に認められ、機関の保管遺伝子から生まれた翔子を生まれてすぐに引き取り、愛情をかけて育てた。「空を羽ばたいてほしい」という願いから、娘に翔子と名付けている。
翔子を思うあまり、才能が認められてファフナー搭乗者に選ばれることを望まなかった。翔子がマークゼクスで出撃しようとしたとき、彼女の身を案じて止める。翔子の意志は強く「あなたの子供じゃない」と突き放されて呆然と見送る。翔子の死後、甲洋から愛犬ショコラを引き取る。娘を失った心の傷は深く、自殺未遂を起こし史彦に止められる。頑なに新たな里子を引き取ることを拒むが、後にカノンを新たな家族として迎えることで生きる気力を取り戻す。
マークニヒトの襲撃時、手塚によってファフナーのカプセルに押し込まれたためにかろうじて同化を免れ、蒼穹作戦前にカノンから母と呼ばれるまでに至る。
【劇場版】
カノンを正式に養女としており、彼女の専用のファフナーを開発したものの、やはり内心ではカノンが戦う事を望んではいない。
戦争を経験した世代であるために、コアの成長期によりブルク内で倒れてしまう。
【EXODUS】
カノンと共に、アルヴィスで引き続きエンジニアを担当している。かつて翔子が乗り、そして命を落としたマークゼクスを再び組み立てたことに複雑な思いを抱いている。やがてカノンも新同化現象の末消滅し、再び娘を喪うことになるも、彼女の意志を継ぐべくウォーカー群襲来に伴う後遺症発症に苦しむ身で、島内ファフナー全機改修を成し遂げる。剣司と咲良の結婚式には翔子の遺影を手に参列する。
【THE BEYOND】
操を養子として引き取り、親子として良好だったがいずれ死んでしまうが慣れていると不用意な発言をしたことで関係に歪みが生じるが、真矢が『覚えていて欲しい』とフォローしている。
第六次蒼穹作戦で操はボレアリオスや仲間のエウロス型と共に戦死するが、コア部分は無事に生き延びて竜宮島で定着。コア同士の共食いの危険もなく、息子が新たに生まれ変わるのを待ち続ける。
翔子、カノンに続き操にも先立たれるが、子供たちが自らの命を賭した行動を見届け、伝えていく史彦とは違う形で親としての務めを果たし続けている。
要 澄美（かなめ きよみ）
声 - 石川静
- 誕生日：2105年5月14日 / 星座：牡牛座 / 血液型：B型  / 家族構成：夫：要誠一郎、第一子・要咲良

【1期】
咲良の母。アルヴィス研究員でオペレーターも担当。平時の職業は中学校の体育教師。彩乃とは親友であり、ライバルでもある。
夫が戦死して間もなく、咲良がパイロット候補であると告げられる。その後、ファフナーに搭乗した咲良の身体に変化が生じた際、島のためとはいえ子供たちを犠牲にすることに苦言する。さらに咲良が同化現象で倒れた際には治療を諦め、そのまま「楽にさせて欲しい（事実上の安楽死）」と望むが、剣司のおかげで立ち直る。彩乃が同化された後は彼女の意志を継ぎ、剣司を引き取ることを決意する。
自宅に要流柔術の道場を構えており、彼女が師範をしている。夫の誠一郎よりも強いらしい。
【劇場版】
咲良が再びファフナーに搭乗することになった際、かつての不安を味わうことに苦悩し、史彦同様、瀬戸内海ミール機能低下に伴い後遺症の発症で体調を崩す。
【EXODUS】
引き続き、アルヴィスでオペレーターなどを担当している。またかつての戦争では最前線にいたため、核による放射能汚染の影響が史彦以上に強いことが明かされる。ウォーカー群の襲来により島が侵食されたことにより後遺症を発症、島を奪還できなければ余命1か月、生きられても健康体ではいられなくなってしまう。剣司と咲良の結婚式の際には、夫・誠一郎と剣司の母・彩乃の写真を手に参列する。以後、療養に専念すべくCDCを佐喜に譲る形で現場を退く。その後は入院生活を送るも、第四次蒼穹作戦において竜宮島封印のためプランデルタが発令されたことから復帰、プランデルタを独りCDCにて進行した末、咲良に別れを告げた上で島と運命を共にする。
要 誠一郎（かなめ せいいちろう）
声 - 小山力也
【1期】
澄美の夫で駐在所勤務。自宅では和装で書道を嗜んでおり、柔術にも優れる。
アルヴィスでの任務は戦闘機ブルギリム隊のパイロットで隊長。牽制と迎撃のため出撃するもフェストゥムに捕らえられ、ヴェルシールドに叩き付けられて戦死する。誠一郎の死は咲良に多大な影響を遺す。
近藤 彩乃（こんどう あやの）
声 - 玉川紗己子
【1期】
剣司の母でアルヴィスの開発担当者にして研究員。「アーカディアン・プロジェクト」における島の開発者で、生物工学の第一人者。平時の職業は中学校の数学教師。家でも数台のパソコンを保有し、フェストゥムの解析に勤しんでいる。軽はずみな言動の多い剣司を「馬鹿息子」と呼び呆れることも多い。
剣司が咲良の同化や衛の死に耐えきれず引き篭もった際には、彼を庇い、母親の愛情を示す。しかし、その直後のフェストゥム襲来で一騎への指示を優先し、同化されて死亡する。彼女の死によって剣司は再び立ち上がり、ファフナーに乗ることを決意する。
小楯 保（こだて たもつ）
声 - 高瀬右光
【1期】
衛の父親にしてアルヴィスのチーフメカニック。平時の職業は銭湯「竜宮城」を経営。息子・衛のため、文化を残すために島で唯一の漫画家となり、「大粒あんこ」のペンネームで『機動侍ゴウバイン』を執筆している。
マークゼクス出撃の際にエンジントラブルが発覚。帰還して修理させるよう申し入れるが総士に拒否される。このとき「子供が大人に命令するんじゃない」と怒りを露わにしている。
衛を失い落ち込んでいた矢先、妻の千沙都や部下の手塚までも失い、自暴自棄に陥るが、島の未来のため再び立ち上がる。
【劇場版】
2年前の戦いで妻子を失いながらもファフナー全機の修復を終えた後、活力を失い飲んだくれている。
しかし、島の危機に際して再び立ち上がり、行美からは息子や妻を失いながらもファフナーから目を背けなかった姿勢を賞賛されている。また、祭りの提灯についてイアンら元人類軍の面々に指導もしている。
【EXODUS】
家族の遺影に見守られながら、『真・機動侍ゴウバイン』を描いている。メカニックとしてはカノンの上達と寄る年波もあり、引退を口にすることもある。現実世界における作画のデジタル化時代を反映し、『ゴウバイン』の作画環境も大型タブレットに直接原稿を描く形になり、イアンがアシスタントをしている。剣司と咲良の結婚式には衛にも見せるべく家族3人で写った写真を手に参列する。
容子やイアンと共にエインヘリアル・モデルへの改修を行った後に海神島の偽装鏡面を除く防衛システムを復活させ、溝口と共に海神島で子供たちのバックアップを行う。
小楯 千沙都（こだて ちさと）
声 - さとうあい
【1期】
衛の母で、夫の保同様にアルヴィスのメカニック。小柄な女性だが、仕事と漫画家の二重（銭湯経営も加えれば三重）生活を続ける夫を支える気丈さを持つ。
息子の死後も夫の保とは違って気丈に仕事を続けていたがマークニヒト襲来時、逃げられないことを悟って自らを犠牲にして、里奈たちをエレベーターで避難させて死亡した。
春日井 正浩（かすがい まさひろ）/ 諒子（りょうこ）
声 - 河相智哉（正浩） / 津田匠子（諒子）
【1期】
甲洋の育ての両親。普段は喫茶「楽園」を営業している。一応はシナジェティック・コードの高いパイロットの候補生の育成というプロジェクトの中枢を担う人物であるが、他のパイロットの親たちと比べるとアルヴィスにおいては明らかに閑職に追いやられており、「自分たちばかりで物事を決定する」と司令部に不平を漏らしている。
実は新国連のスパイとして情報を流していた。この事は、少なくともアルヴィス司令だった公蔵には最初から気づかれていたらしく、由紀恵同様に泳がされていた模様。ただしスパイをしていたのは、由紀恵のように本人なりの思想や目的があったのではなく、あくまでも自分たちの保身のためである。また由紀恵と違って彼ら自身のアルヴィス内での立場からも、それほど重要な情報や実益を新国連にもたらせていたわけではなかった模様である。
アルベリヒド機関より依頼されて、機関の保管遺伝子から生まれた甲洋を生まれてすぐに引き取り里親になるも、甲洋のことは自分たちの保身のための道具としか考えていない。非常に自己中心的な性格で、アルヴィスの召集令状により甲洋がパイロット候補になるとわかると、不安や悲しみを隠せない他のパイロットたちの両親と違って嬉々とした態度を見せている。しかし、諒子の方は一応はわずかな情があったのか、模擬戦で好成績を出せなかった甲洋に同情も見せていた。
甲洋が同化されたのを受けて、新しい里子を授かろうとするも、甲洋が生存していることが理由で機関から拒否される。業を煮やし、甲洋の生命維持装置を切ろうとしたところを千鶴に見つかり、そのあまりに身勝手な態度に、激怒した史彦に正浩は胸ぐらを掴まれる。この時点で竜宮島の情報を新国連に横流ししていた件の証拠は既に固まっており、その上で正式に島から追放処分にされた。その後の消息は不明であるが、島の住民からは島の外の世界にまともに生きていける場所などないだろうと噂されている。
漫画版では若干展開が異なっており、史彦たちに拘束されたところまではほぼ同じだが、拘束中に自分達の持っている情報をアルヴィスに売り渡して延命しようとしたために、追放ではなく由紀恵によって密かに連れ出され、彼女に唆されてノートゥング・モデルを持ち出した一騎が運ぶ小型潜水艇に詰め込まれて共に島を脱出する（一騎自身は潜水艇の中身は何も知らなかった）。そして人類軍との合流ポイントの手前の海上でそのまま捨てられた。
ショコラ
声 - 白石涼子
【1期】
甲洋の愛犬で、性別は雌。鈴村神社の境内の下でうずくまっていたところを翔子に拾われるが、クーがいるために飼えない翔子の代わりに、甲洋が両親に内緒で飼うことにした。
両親にばれてしまい、捨ててくるようにと家から追い出された後、甲洋が引き取り手を捜し、最終的には翔子の母の容子に引き取られ、カノンとも仲良くなる。また、翔子の危惧に反して猫のクーとも仲良くしている。
昏睡状態の甲洋が目覚めた際には彼を探し回り、再会を果たす。
【劇場版】
喫茶「楽園」だけでなく、アルヴィス内でもカノンの相棒になると共に、戦闘中は目が見えない一騎の側でボディガード的な役割を担い、最初に操と対面した際には威嚇して、操を怯ませる。
【EXODUS】
劇場版と同様、相棒としてカノンに常に付き従っている。やがて自らの死を悟ったカノンに別れを告げられ、彼女の消滅を悟った際は遠吠えを上げている。第三次蒼穹作戦での甲洋の復活後、コクピットから降りた彼を真っ先に出迎えて、甲洋が本物であることを保に確信させる。以後はかつてと同じく甲洋と行動している。
【THE BEYOND】
老いても尚、甲洋と共に楽園で暮らしていた。
第六次蒼穹作戦終了後に羽佐間家の墓を訪れた際に墓前でかつてのプクと同じく老衰で息を引き取る。その場で帰ってきた甲洋を出迎えたカノンと翔子と再会。美羽とアルタイルの祝福を受け、人間以外の命の存在も記憶することを始めたミールの元へ旅立つ。
クー
声 - 白石涼子
【1期】
翔子の愛猫。活発な性格で、猫だけに自由気まま。翔子はクーがいることからショコラは飼えないことを危惧していたが、翔子の死後、ショコラは羽佐間家に引き取られ、クーとも仲良くしている。
【EXODUS】
いまだ存命であり、羽佐間家にて姿を消したカノンを悼む容子の側に佇む形で登場している。

### 里奈達の親族
西尾 行美（にしお いくみ）
声 - 京田尚子
【1期】
西尾里奈・暉姉弟の祖母。駄菓子屋「西尾商店」を経営。アーカディアン・プロジェクト（アルヴィス）研究者の最古参にして、大御所的存在。保からは「先生」と呼ばれている。
島に残されてしまった一部の人類軍残留部隊に「平和」という文化を教えるため、職業訓練を担当する。かつてはファフナープロトタイプ開発の中心人物だったが、起動実験の際に息子夫婦を失って以降、一線を退いていた。
終盤、フェストゥムの襲撃で人材不足となったアルヴィスに現場復帰する。
【劇場版】
保の姿勢に感化されたのか、自分の息子夫婦を死に追いやった機体であるゼロファフナーの再稼働に奮起する。
【EXODUS】
まだまだ元気に、店の奥の座に鎮座している。島の文化と西尾商店を孫娘・里奈に引き継がせたい意向があり、強引に店番をさせているが、当人はアルヴィス勤務を希望しており不満そうである。また、保に『ゴウバイン』の執筆を続行させているなど、保は頭が上がらない模様。さらには戦闘教材という名目で、イアンに保のアシスタントをさせている。
アルヴィスでもキールブロック担当者として最前面の活動を継続。成長を続けるゴルディアス結晶の研究を行い、里奈の言葉からゴルディアス結晶の秘密に気づく。
その後、孫の暉をゼロファフナーによって失ってしまうも、自身よりも弟を失った里奈に家族を誰も守れなかったことを詫びる。
立上 昌幸（たてがみ まさゆき）
声 - 木村雅史
芹の父親。鈴村神社の神主で、芹を通じて新任のファフナーパイロットにお守りを渡す。L計画のファフナーパイロットも同じお守りを持っており、恐らく全てのパイロットに渡している模様。神社内にはそれまでの島内の戦死者の遺影が祀られている。
アルヴィスではキールブロック担当者で、織姫とも技術的な会話をしている。
立上 鈴奈（たてがみ すずな）
声 - 小林さやか
芹の母親。アルヴィスの制服をデザインしたとのことで、第二種任務は服飾店経営。織姫を家に迎え入れた時は、店の服を持ち出して織姫に着せるなど、妙にはしゃいでおり、芹を呆れさせる。アルヴィスでは同じくキールブロック担当者。
堂馬 量平（どうま りょうへい）
声 - 鈴木清信
【1期】
第二種任務で、食堂を営んでいる。アルヴィスでの任務は不明。
堂馬広登の父親であり、息子には第二種任務としては食堂の跡継ぎ、アルヴィスでの任務は危険のない仕事をと願っていたが、広登はその両方とも父親の意志に反することとなった。そのことに関しての確執のようなものは、作中では描かれていない。
【EXODUS】
広登が派遣部隊へと選ばれ、立派になったと喜ぶ。堂馬家が営む「堂馬食堂」は、『EXODUS』で初めて描写された。溝口の部下の戦闘部隊員は量平の食堂の常連客になっている模様。広登の遺体の確認をした後、息子を涙ながらにねぎらい、ゆっくり休むように語りかける。アルヴィスでの制服姿も写っているが、第一種任務は不明のままである。
堂馬 舞（どうま まい）
声 - 世戸さおり
堂馬広登の姉。平時は家業の食堂を手伝う。陣内貢とは父親公認の恋人どうしで、早く結婚するように催促されている。「どんまい」が口ぐせで、名前と絡めて“どんまいさん”の綽名でも知られる。食堂の常連客は一日一回これを聞くのが楽しみらしい。
アルヴィスの任務はCDCオペレーターで、島外派遣の際にオルガが随行して欠員が生じた時に、代理としてはじめてその任務に就く。戦闘終了後、前線で戦わせているパイロットたちへの罪悪感や、弟たち派遣部隊の生命を案じるあまり、佐喜の腕で泣き崩れる。やがて弟の死という現実に直面するも、それを乗り越えて第四次蒼穹作戦の任務に励む。

### 零央達の親族
御門 昌和（みかど まさかず）
声 - 最上嗣生
零央の父。第二種任務は菓子店「御門や」の主人。店舗は和風だが、洋菓子和菓子双方の職人で、喫茶「楽園」にケーキを卸している。かつてベルギーで工学を学んでおり、留学時に菓子づくりをしていた妻と出会った。
ファフナーの搭乗者になった息子に涙しながらも激励のケーキを作り、彼に名前の由来を話すと共に祖父の刀を託す。剣司と咲良の結婚式の時には、工学の腕前を発揮して指輪を製作する。
水鏡 有子（みかがみ ゆうこ）
声 - 鷄冠井美智子
美三香の母。夫は既に故人。漁港で働き、漁師たちのまとめ役でもある模様。最近の漁獲量の減少を気にかけており、後にこれはウォーカーの正体に関わる伏線であることが判明する。
ファフナーの搭乗者になった娘に豪勢な料理を振る舞って激励するが、パイロットへの正式決定が伝えられた際には子供たちに島を守らせる行為に涙を浮かべながら異議を唱える。零央が美三香に想いを寄せていることに気づいた時は、応援する態度を取る。
アルヴィス内部でも制服を着用していないことから、アルヴィスでの任務は帯びていない様子。
鏑木 充（かぶらぎ みつる）
声 - 藤原貴弘
早苗・彗の父親。第二種任務は警察官。かつて早苗をL計画で亡くしている。アルヴィスでは戦闘機ブルギリム隊のパイロットで、彗がパイロットに選ばれた時は、通常兵器でフェストゥムに対抗できないことの無念さを口にする。
妻同様に彼も早苗の死を引きずっているが、慧を蔑ろにしているわけではなく、むしろ傷心の香奈恵を気遣うあまり、彗にまで気が回らなくなっている。後に彗が引き寄せた早苗のお守りを発見しており、これをきっかけに家族の関係が修復される。
第三次蒼穹作戦では航空戦力として出撃し、息子たちと共に島を守り抜く。
鏑木 香奈恵（かぶらぎ かなえ）
声 - 竹内順子
早苗・彗の母親。第二種任務で美容室を営んでいる。L計画に参加するつもりであったようだが、参加することなく娘が帰らぬ人となってしまう。それ以来、彗を放置してパイロットに選ばれた時も無感情であった。食事の準備や家族の団欒もおざなりにして、第2次L計画を上申すべく立案を行っており、早苗の後を追いたがっている。
しかし、息子と第二次L計画を巡る口論の末、充から娘のお守りを受け取ったことでようやく吹っ切れる。第二次L計画の計画書を海へと放棄し、彗との関係も修復された後に家族と共に早苗の灯籠を流した際、ふと口にした「潮の流れ」という単語から、探査にかからないウォーカーの正体が海と関係していることに気付き、息子たちの戦いを大きく後押しする。

### L計画関係者および親族
生駒 正幸（いこま まさゆき）
声 - 永井誠
生駒祐未の父親でL計画の発案者。病に蝕まれ、寝たきり状態になっており、機器を通さない限りは会話すら不可能な状態。L計画には自身も参加するつもりでいたが、実行前に亡くなる。
死の直前には自分の足で立とうと試みており、何らかの重大事を報告に向かおうとしていた様子。L計画は全員の生還を目論んだものであったが、実際には全員が死亡している。
早乙女 柄鎖（さおとめ つかさ）
声 - 大川透
L計画の責任者。彼も他の参加者同様、L計画の全容は知らされていなかった。最後は脱出艇で生き残り8人のスタッフと脱出を試みるが、海中に適応したフェストゥムの攻撃に遭い、脱出艇ごと消滅する。
将陵 佐喜（まさおか さき）
声 - 浅倉杏美
溝口の戦闘部隊に所属する女性情報官・参謀長。荒事が多い戦闘部隊に所属するだけあり、強気な性格。時に上官である溝口にも臆することなく苦言を呈するなど、部隊内でも一目置かれる。怒った迫力は、溝口たちが思わず怯むほど怖い。
『RIGHT OF LEFT』に登場した将陵僚は彼女の甥にあたる。空家になった僚の家の管理をしており、『EXODUS』でのパイロットの合宿所として貸し出す。
澄美が40年前の症状で倒れると、余命幾ばくもない彼女に代わりCDCに就く。

### 戦闘部隊およびサポートクルー
狩谷 由紀恵（かりや ゆきえ）
声 - 沢海陽子
【1期】
アルヴィスの指令補佐で、システム関連にも精通する。平時の職業は中学校の現代国語教諭（生徒の母親ないし親世代が多い教師陣の中では、養護教諭の遠見弓子と共に最年少である）。フェストゥム因子移植第1世代の生き残りで、元同級生にして幼馴染みの弓子と道生からは「ゆきっぺ」の愛称で呼ばれている。自分や同級生たちが事実上実験台にされたことに対して憤りを抱いており、それゆえか冷徹な性格をしている。そのことと、ミツヒロを深く敬愛していたことから、新国連のスパイとして寝返った。
アルヴィスではパイロット候補生に上官として厳しく接する。教師としては生徒である彼らからの質問に何でもよく答え、慕われていたようであり、雰囲気の違いで彼らを戸惑わせている。
その行動は正に毒婦で、情報収集のため公蔵の愛人になることも厭わなかった。互いの不信感を煽るような言動で一騎たちを混乱もさせる。アルヴィス内の反主流派を扇動して部下とし、廃棄された施設内でミールの情報を入手させるが、フェストゥムの襲撃で危険とみるやあっさり切り捨てようと図る。混乱に乗じて史彦の盟友・溝口と人質がわりに指名した真矢を謀殺するためフェンリルによる自爆を提唱する。生還した溝口から事実が発覚し、また同じくスパイだった春日井夫婦の追放から、雲行きが怪しいとみるや、一騎を唆して竜宮島を脱出、マークエルフと一騎の身柄を手土産に新国連に合流する。ところが、新国連からは公蔵と近づき過ぎたことから二重スパイを疑われ、拘束される。
新国連軍が竜宮島を占領した際には、島に意気揚々と乗り込んでくる。その際は二重スパイの汚名返上のための働きを期待される。
一方で、道生にカノンが竜宮島でフェンリルを発動するよう命じられていることを教え、自身も道生の脱走に協力するなど、弓子と道生には心を許している。自身のアルヴィスに対する裏切り行為、また二重スパイ容疑で拘束された際に道生にも銃を向けられる、といったいきさつにもかかわらず、3人で会って思い出話ができる程度の関係は保っている。
最終局面ではマークニヒトのパイロットとなり、ヘヴンズドア作戦に参加するかと思われたが、起動実験中にマスター型フェストゥム・イドゥンによる同化で身体の自由を奪われ、マークニヒト＝自分の手で愛するミツヒロを殺害させられた事で彼女が発した「憎しみ」はイドゥンによって彼女の命ごと同化され、マークニヒトを虚無と憎しみの器へと変容させ、フェストゥムに「憎しみ」を理解させる要因となる。
溝口 恭介（みぞぐち きょうすけ）
声 - 土師孝也
- 誕生日：2104年2月17日 / 星座：水瓶座/ 血液型：O型

【1期】
喫茶「楽園」の常連客にしてアルヴィスの特殊工作員。釣り好きで飄々とした性格の男。昼行灯の飲んだくれを装っており、スキットルを愛用している（中身は水）。春日井夫婦追放後は、「楽園」のマスターを引き継ぐ。
大型ライフルで小型フェストゥムを撃退、また、同化された部下を躊躇なく撃ち殺すなど、非情に徹する強固な意志も持ち合わせる。由紀恵の裏切りはすでに看破しており、史彦に命じられて内偵しており、フェンリルによる自爆を仕掛けられた際はあらかじめ指定時間を15分遅らせて脱出時間を稼ぐなど、生き馬の目を抜く立ち回りを演じる。喫茶「楽園」に出入りしていたのも、新国連側のスパイたちの動きを探る目的だった模様。
史彦、紅音とは戦友。紅音がフェストゥムに同化してしまった現場にも居合わせていた。アルヴィス司令に昇格した史彦を補佐し、汚れ仕事を一手に引き受ける。
真矢以外のファフナーパイロットの子供たちへも深い思いやりを持っており、特に戦友の史彦と紅音の息子である一騎には強い愛着がある。蒼穹作戦のためのデータが得られる前は北極の決戦への参加よりも徹底防衛を主張し、残り少ない命を戦いに使おうとする一騎を行かせようとする史彦に詰め寄る一幕もあった。
航空機パイロットとしての実力も高く、一騎救出のため輸送機に搭乗し真矢と共にモルドヴァに駆け付け、マークザインのザルヴァートル化を目の当たりにする。対北極ミール決戦であり、皆城総士救出作戦でもある蒼穹作戦ではファフナー輸送機のパイロットを務め、装備の更新ポイントへ的確に追加武装を投下し一騎たちをサポート、見事作戦を成功させた彼らを涙ぐみながら迎える。
真矢とは同行する機会が多いためか、いつも「お嬢ちゃん」と呼んでしまう癖があり、彼なりに愛情を感じている。蒼穹作戦でピンチのところを真矢に助けられた時は、自分が助けられる側になるほどの成長を喜んでいる。
【劇場版】
一期に引き続き、普段は春日井家が不在となった喫茶「楽園」のマスターとして一騎らと働いているが、調理は出来ないため給仕や出前に活躍している。第二次蒼穹作戦ではRボートの指揮を行う真壁史彦に代わり、竜宮島防衛司令官を任される。
【EXODUS】
真矢に戦闘機操縦の技術教官として彼女を鍛えている。島外派遣にも統率役として同行、アザゼル型襲来時にも危機を乗り越えて生存し、悪運の強さを証明する。
第二次脱出行でも苦しい状況を生き抜くが、そのさなかに、ただ命令されるがままに現実に同化されていない人間を撃つ人類軍に怒りを露わにする。オルガを初め多くの犠牲者を出してしまった結果に苦しみながらも生還し、真矢拉致後のヘスターとの交渉にも臨み、真矢および広登の遺体の奪還を成し遂げる。
第四次蒼穹作戦では海神島のCDCへ向かい、陣内やペルセウス中隊の隊員と共に指揮を執る。最終的には真矢への復讐を遂げようとしたビリーを射殺する。
【THE BEYOND】
人員不足も相まって現役を張り続けており、第五次蒼穹作戦でペルセウス中隊の生き残りと共にファフナー部隊の指揮を執る他にも、海神島の防衛指揮を任されている。なお第2種任務では「楽園 海神島店」の店長の座は甲洋に譲り、釣り道具屋店主と副校長を兼任している。
陣内 貢（じんない みつぐ）
声 - 鈴木達央
溝口の戦闘部隊に所属する男性。戦闘機ブルギリム隊のパイロットもこなす。舞とは恋人関係にある。
手塚 一平（てづか いっぺい）
声 - 新垣樽助
【1期】
眼鏡に書生頭で瓜実顔の好青年。アルヴィスのメカニックサブチーフで、保の補佐をしている。第二種任務はテレビアナウンサー。
衛の死のショックのあまり保が自宅に引きこもった時は、彼が陣頭指揮を取ってブルクの士気と仕事の質を保っていた。実は容子に密かに憧れていた様子。フェストゥムの襲来時、彼女をとっさにコクピットブロックに突き飛ばしてかくまうが、自身はそのまま同化されてしまい死亡する。
日野 恵（ひの めぐみ）
声 - 小宮和枝
【1期】
アルヴィスのスタッフ。日野道生の母、日野洋治の妻である。第1話で、蔵前果林に付き添ってヴァーンツベックで移動中に攻撃を受け、果林と共にフェストゥムの犠牲となってしまう。
【RIGHT OF LEFT】
L計画に参加するパイロットたちの訓練教育を担当する。

### 元人類軍
陳晶晶（チン・シャオシャオ）→貴志 シャオ（きし シャオ） / ベラ・デルニョーニ / オルガ・カティーナ・ベトレンコ
声 - 雪野五月（晶晶・1期）→小松美智子（晶晶・劇場版以降） / 東野里加（ベラ）→相川奈都姫（ベラ・EXODUS以降） / 沢井美優（オルガ）
【1期】
竜宮島を占領した人類軍がノートゥングモデルのパイロットとして選抜した3人。劇中では名前は明かされず喋らなかったが、設定のみされていた。
人類軍の精鋭パイロットだったが、ノートゥングモデルには適応できずに降りてしまう。その後、バーンズに見捨てられて道生やカノンと同様アルヴィスの一員となり、蒼穹作戦でもメカニックとしてサポートに回る。
【劇場版】
物語冒頭、島民が灯籠流しに出かける中、ジェレミーたちとともにCDCの留守を預かる晶晶とベラの姿が確認できる。その後、3人はイアン、ジェレミーと共に第二次蒼穹作戦ではRボートに搭乗して遊撃部隊に随行する。
【EXODUS】
3人とも、アルヴィスでCDCオペレーターの任に就いている。第6話以降はオルガが島外派遣メンバーとして島を離れることで、堂馬舞が臨時のCDCオペレーターに就くきっかけとなる。なお、晶晶は島民たちから晶（シャオ）という愛称で呼ばれ、最近アルヴィスで知り合った男性と結婚している。
脱出行の途中、人類軍の攻撃を受ける中で攻撃の中止を訴えたオルガは負傷した後、報告と治療を兼ねて高速機で帰還を試みる。しかし、島に到達する直前でベイグラントの誘導を受けたウォーカーの襲撃を受け、結果的に高速機は全て撃墜される。オルガは激しい戦闘機動によって傷口が開いて大量出血してしまい、報告のデータを送信し終えて島への感謝を告げた直後に彗の能力でファフナーのコクピット内に引き寄せられるが、既に手遅れであり、彗のすぐ側で血まみれになったまま息を引き取る。遺体が戻った後、犠牲になったもう一人の帰還者が発見され、翌日に合同で葬儀で行われる。この一件がきっかけで、彗は血の臭いと人の死を強く意識するようになり、第二次L計画に固執する母に逆らうこととなる。
その後、晶晶とベラは広登の死後に悲嘆に暮れる舞を気遣い、溝口と陣内への見送りの言葉をかけさせる。
【THE BEYOND】
晶晶は陣内の部下である貴志承平と結婚、正式に「貴志シャオ」と改名し娘のフェイを儲けている。シャオはマリスの手引きでCDCに強襲してきたべノン群グレンデルH型の襲撃を受け死亡、承平もその直後に戦死してしまう。
イアン・カンプ
声 - てらそままさき
【劇場版】
元人類軍兵士。メカニックを担当。島への恩義を感じており、島を守るためにL計画を模倣したプランを提案するが、生還を意図していなかったため、即座に却下される。
【EXODUS】
平時は千沙都に代わり、保が執筆している『ゴウバイン』のアシスタントを引き受けている。熱心な読者の美三香が実戦で実力を示したことから、パイロットの育成教材という行美の方便を真に受けている。また、保と共に一騎カレーを目当てに喫茶「楽園」の常連となっている。
オルガの遺体が戻った際には、彼女の遺体が島で葬られることに感謝する。
【THE BEYOND】
海神島移住後も引き続き保を支えており、第2種任務として漫画家アシスタントに加え、教師及び入浴剤研究家を兼任している。
ジェレミー・リー・マーシー
声 - 遠藤綾
【劇場版】
イアンと同じく、元人類軍兵士。オペレーターを担当。CDCで灯籠が流れる様子を聞き、いつか自分たちの名前が刻まれる時が来るかと感慨深げに眺めている。
【EXODUS】
引き続き、CDCでオペレーターを担当。冷淡な織姫の意志には困惑するが、自身の役目を全うし、第四次蒼穹作戦まで生き抜く。劇場版での独白は、オルガの灯籠が流されたことで現実のものとなる。
イアンと共に島の生活には馴染んでおり、浴衣や振り袖も着こなしている。
【THE BEYOND】
海神島移住後にはイアン同様、教師の第2種任務を帯びている。

## 新国連

### 首脳部
ヘスター・ギャロップ
声 - 藤田淑子（1期）→鳳芳野（EXODUS以降）
【1期】
新国連事務総長を務める壮年女性。好戦的な性格で、マークエルフが新国連に渡った際に、アルヴィスによるフェストゥムとの戦闘映像を新国連が行ったものとして全人類の士気向上のプロパガンダにするなど、政治家としての能力は高いが、反面、戦略においては無知なところがあり、ミツヒロが付け入る隙を与えてしまっている。漫画版ではミツヒロと一緒にフェストゥムに殺害されている。
【EXODUS】
ミツヒロの死後も新国連のトップとして活動している。ミツヒロの研究を引き継いでおり、ベイグラントとプロメテウスの岩戸による衛星通信およびフェストゥムの誘導、そしてザルヴァートル・モデル開発やパペットの生産・利用といった技術を、新国連本部とは別に拠点としているダーウィン基地にて独占・活用している。
人類救済という方便のもと「トリプルプラン」を提唱・主導しているが、本当の目的は地上からのフェストゥム因子消滅と、フェストゥム因子に侵食されない特異体質者の選別。やがては選ばれた特異体質者5万人を除いた現存人類20億をフェストゥムもろとも殲滅・排除することで、残ったわずかな人類による「本当の平和」を実現するという第四プラン「赤い靴作戦」を遂行しており、それ故にミールとの対話・共存を唱えるナレインらエスペラントを敵視している。かつては合衆国大統領の令嬢であったが、父が人類軍創設に尽力したことでテロに遭い殺害されるという過去を経て、その意志を継いでの好戦的な姿勢と選民意識をもって新国連創設に貢献した過去が明かされている。
たび重なる交戦規定アルファ発令による犠牲者の増大や人類生存圏縮小といった、トリプルプランの表向きの破綻を招いているものの、それらを全く意に介さない独裁的方針から、バーンズやナレインといった人類軍将校から反感を買っている。しかしそれらの動きは敏感に察知しており、敵対勢力にジョナサンやディランといった内通を悟られる心配のないパペットを潜入させ、妨害工作員や2重スパイとして活用することで無力化するといった冷徹さ・狡猾さをもって対処している。
その野望からシュリーナガルおよびペルセウス中隊といったエスペラントが、竜宮島との協力のもと宇宙からの飛来が予期されるアルタイルとの対話・協力を提唱したことを軽蔑、ジョナサンを中継したベイグラントによって誘導したアザゼル型や、交戦規定アルファ発令のもと行動する私兵・アルゴス小隊を利用して、執拗に排除を画策する。
アルゴス小隊がマークフュンフを鹵獲したことで、機体とそれに搭載されているフェストゥムのコアを利用してマークレゾンを完成させるが、新国連の技術では同化に耐えうるフェストゥム因子を持つパイロットが確保できないことからかつてのザルヴァートル計画であるマークザインとマークニヒトの時と同様に竜宮島パイロットの拉致を計画し、それにより確保したパイロットがミツヒロの娘・真矢であったことから、彼女をミツヒロの後継者として育て上げることを目論み、新国連中枢部が独占してきたプロメテウスのコアの存在やパペットの情報を開示する。その後、マークニヒトの引き渡しを対話のカードに真矢を取り戻しにダーウィン基地を訪れた溝口との会談の場を設けるが、その最中にプロメテウスのコアが蜂起、アザゼル型フェストゥム・クローラー群を呼び寄せたことから基地やプロメテウスの岩戸の放棄・撤退を余儀なくされる。後始末のためダーウィン基地を含めた都市全域に交戦規定アルファを発令しタイラント(核ミサイル)発射を命令するが、そのカウントダウン中に自分が搭乗している潜水艦ごと真矢のマークジーベンに捕らえられ、ジーベンのフェンリルによる自爆か交戦規定の停止かを迫られ、自己保身に加えて真矢の覚悟と行動にかつての自分を重ね合わせたことにより、交戦規定アルファを撤回し、脱出する。
第四次蒼穹作戦では状況を察知し、竜宮島ファフナー部隊との交戦にタイミングを合わせてベイグラントへの核ミサイル攻撃を指示する。その際に竜宮島への攻撃の可否を問われた際は「彼らには利用価値がある」と却下するが、自らの行動を「甘いかしら」とも独白している。
アレクサンドラ・ギャロップ
声 - 根谷美智子
【THE BEYOND】
へスター・ギャロップの孫娘であり、新国連事務次官を務める。先鋭的保守派である祖母とは異なり前進的かつ柔軟な考えを持つ。穏やかな性格で、第六次蒼穹作戦後に祖母に代わって竜宮島アルヴィスへ直接来訪した際は出迎えた真矢に対して笑顔で対面し、竜宮島・海神島両アルヴィス陣営の生存と健闘を称え、新たに生まれる空のコアに対しては必要ない限りは攻撃を行わないという真壁史彦の提言に全面的に同意。両アルヴィスと新国連と独立人類軍、4者間の和平を結ぶ大役を担った。
王 穀（ワン・イー）
声 - 高口公介
新国連の幹部。新国連事務総長であるヘスターの側近で、彼女と同じ思想を持つ。
シモン・ネタニヤフ
声 - 佐藤健輔
新国連の幹部。ヘスターに賛同的。ジョナサンの人格を消去した後に、覚醒した彼のすぐ近くにいたことで同化される。その後は亡霊のみが存在したが、総士には正体を感づかれ、完全に消滅する。

### ザルヴァートル・モデル開発者
日野 洋治（ひの ようじ）
声 - 小杉十郎太
【1期】
日野道生の父にして人類軍ファフナーの開発者。本編開始の5年前に道生を連れて島を出て新国連に参加するが、ミツヒロとは対照的にフェストゥムとの共存を望んでおり、彼にも黙ってミョルニアをかくまっていた。ミツヒロと逆に「一人でも多くの兵士を生き延びさせる」という設計思想を持ち、共同開発したザルヴァートル・モデル「マークザイン」は彼の設計思想に基づいて開発されている。
モルドヴァへのフェストゥム来襲時、ミョルニアにマークザインを、そのデータと道生への謝罪を真矢に託し、フェストゥムが情報という概念を理解したことを喜び、自爆する。
その後、ミョルニアを通じて洋治の設計思想に基づく機体改修のデータが蒼穹作戦前にアルヴィスへ送られる。フェストゥムの攻撃から機体を守る方法を見た保は、それが洋治の設計思想であることに気づき、これらのデータからアルヴィスでは蒼穹作戦の実行が適う。劇場版以降のアルヴィス製ファフナーには、洋治の設計思想が反映された改良が重ねられる。
ミツヒロ・バートランド
声 - 森功至
【1期】
千鶴の元夫で、アルヴィスにいた頃はファフナーの開発スタッフに在籍していた。紳士的な振る舞いをするが傲慢さを感じさせる性格。フェストゥムを憎み、フェストゥムに勝つために竜宮島を捨て新国連に参加した。
竜宮島に戻り、弓子が真矢のファフナー適性データを改竄していたのを口実に竜宮島から遠見一家を追放させ、真矢を新国連に連れ出そうと画策するも、島民の温情と自身の失言により失敗し、真矢にも「お父さんはフェストゥムとどう違うの？」と完全に拒絶されてしまう。
最終作戦「ヘヴンズドア」の立案者であり、ザルヴァートル・モデル「マークニヒト」を開発する。由紀恵をテストパイロットとして作戦前の最終実験を行っていた最中、フェストゥムに同化されたマークニヒトを目撃、ショックの余り狂ったように笑いながらマークニヒトの手にかかり死亡する。
ミツヒロの設計思想は「一体でも多くの敵を倒す」という、洋治とは正反対のものであり、島を出たのもフェストゥムに勝利する機体とパイロットを生み出すためであり、千鶴は「島で最初にファフナーに魂を同化された」と、半ば哀れんでいた。
【EXODUS】
息子のジョナサンからは「フェストゥムへの復讐だけの人生」、「実験動物のような気分にさせられた」などと回顧され、良い感情を抱かれていなかった。後にジョナサンは偽りの息子にして、正真正銘の実験動物であったことが判明する。
ザルヴァートル・モデル以外にも、海神島のコアを利用したパペットをはじめ、フェストゥムを支配する研究も行っていたことがヘスターにより明かされるなど、死後も竜宮島と人類軍に悪い意味で影響を遺している。実際に、パペットとベイグラントは最悪の形で人類軍にその代償が跳ね返る結果に終わり、マークレゾンに至ってはマークニヒトと同じ結末をたどる。

## 人類軍

### 竜宮島制圧部隊
日野 道生（ひの みちお）
声 - 堀秀行
【1期】
新国連のファフナー搭乗者。666（トリプルシックス）というコードネームを持つ優秀なパイロット。気さくな性格で兄貴分気質。ファフナー搭乗時は暴力的な性格となる。父の洋治に連れられて竜宮島を離れた後、孤児だったカノンと出会って上官になり、以後転戦を繰り返す。
弓子と由紀恵とは同級生。弓子曰く「幼少期は良いところを見せようとしては失敗を繰り返してばかりだった」らしい。いつも巻いているバンダナの下には弓子の写真が挟んである。想い人である弓子のいる島に何度も帰りたがっていたが、自分と同じ年頃の人間の兵士たちも手にかけてきた罪悪感から帰れずにいた。
竜宮島制圧作戦が失敗に終わり、島を離れる直前に由紀恵から、バーンズが潜水艦に仕掛けたフェンリルを起動させる作戦を企んでいることを聞き激昂、人類軍を脱走する形で離反し、島の消滅を阻止する。その後は竜宮島の島民に戻り、一騎たちと共に戦う傍ら、学校の用務員をしながら弓子と一緒に元の日野の家で暮らすようになる。
後に弓子から妊娠したことを告げられ、島と弓子と子供を護るために年齢から来るハンデを解消するため、同化促進剤を投与して千鶴に弓子との結婚の許しを得る。マークニヒト襲来の際に使用不能になったメガセリオンに代わり、マークアインで出撃、フェンリルを使用し自爆寸前のタイミングで脱出を図るも、マークニヒトに阻まれ戦死する。
【EXODUS】
鈴村神社の戦死者たちの写真の中に道生の写真もあり、また人類軍内で彼の名は666として一騎と同様に半ば伝説化している。竜宮島の日野家を訪れたジョナサンに美羽が道生の話をせがむ様子が描写されている。
ダッドリー・バーンズ
声 - 内田直哉
【1期】
人類軍大佐で、史彦や溝口とは顔見知り。竜宮島を占拠し陣頭指揮をするも、乙姫の意思による第1CDCの異常でフェストゥムに対抗できず、カノンほか一部兵士を残して撤退する。その際、竜宮島を潜水艦のフェンリルと戦略ミサイルで消し去る作戦を行うも、由紀恵と道生らに阻まれる。史彦から評価されている場面も見受けられ、指揮官としては有能である。最終話にて、総攻撃の指示を出したところをマークニヒトによって乗艦を破壊される。
【EXODUS】
ヘヴンズドア作戦後も生存し、失った右眼と四肢は機械で補修して、南太平洋生存圏を担った功績から将軍に昇進を果たしていた。敵対する者には非情であるが、決して冷徹な人間ではなく、「トリプルプラン」の破綻を顧みずに犠牲者と戦火を増やすだけのヘスターを「鉄の女」と非難し、ディランに内情を探らせている。また、主戦派ではありながらもナレインの影響力にも理解を示し、ヘスターの陰謀から救おうともしている。
内偵の末にヘスターの野望を看破、真矢の奪還を狙う溝口がヘスターと会談の場を設けることを知り、彼に罪を着せる形で彼女の暗殺を目論むが、その行動はパペットであったディランにより全てヘスター側に筒抜けであったため、身柄を拘束される。ジョナサンがクローラーを倒してヘスターがダーウィン基地を去った後に解放され、新国連から独立した人類軍のトップに据えられる。しかし、ディランを含む部下たちはプロメテウスに精神を支配されて発言力はあるはずもなく、「世界の王にする」という甘言に唆され、ベイグラント群フェストゥムと共に大艦隊を率いて海神島へと侵攻する。史彦からの通信にも耳を貸すことはなく攻め込ませるが、新国連から独立して日が浅いのが災いして、史彦から全ての真実を知らされた艦隊・爆撃隊は離反して竜宮島を援護、交戦規定アルファで離反部隊を攻撃しようとする前に艦を空母ボレアリオスに同化されたことで無力化される。
【THE BEYOND】
独立人類軍ダーウィン艦隊の司令として旗艦イナンナを指揮し、ハワイでプロメテウスの群れと交戦する。
陳晶晶（チン・シャオシャオ） / ベラ・デルニョーニ / オルガ・カティーナ・ベトレンコ
アルヴィスを参照。

### ペルセウス中隊
ナレイン・ワイズマン・ボース
声 - 大友龍三郎
人類軍大将。2150年にはハワイ生存圏の輸送基地の司令官、2151年にはエリア・シュリーナガルを統括する立場にある。壮年に差しかかっているが、エスペラントの能力を後天的に会得することを目的とした「部分同化実験」において自らを被験体とし、ミールの因子を移植したためファフナーの搭乗が可能となり、本人は「史上最高齢のファフナーパイロット」であることが（多少自嘲めかすが）ささやかな自慢。実験ではエスペラント能力は得られず、皆城総士と同じくフェストゥムと融合しかかった身体を有することになった。パイロットとしての技量は非常に高く、ザルヴァートル・モデルでもなければ対処もままならないディアブロ型を相手に、付け入る隙を与えず返り討ちにするほど。
2150年6月25日、基地がフェストゥムの襲撃を受け、人類が飲食によって生命をつなぐこと（すなわち兵站の概念）をフェストゥムが理解したことを悟る。迎撃と民間人の避難を行う中で、新国連本部が交戦規定アルファを発令した際にはすぐさま中止命令を出すが、受理されずにハワイは死の島と化してしまう。壊滅後に生き残った部下と共に生存者を探しに出て、朽ちたスフィンクス型の手に守られていたエメリーを保護した。
その後、部分同化実験の被検体やエスペラントの能力者、フェストゥムとの共存に賛同する者を集めて、新たにペルセウス中隊を設立した。1年後、エメリーや当時の増援部隊であったジョナサンらファフナーパイロット勢と共に竜宮島へ向かう。
階級がほぼ意味を失いながらも、多くの地域の食糧危機を救ったことで、ハワイ生存圏確立の立役者として人類軍において大きな影響力を勝ち取っている。また、長年の戦いによる疲弊と竜宮島の存在から人類軍内部で彼の思想は多くの人間から支持を得ており、ダッカ基地司令のカマルは事実上の彼の抹殺命令を下した新国連に異議を唱えている。第二次脱出行では拮抗薬の不足から自らファフナーに搭乗する機会が増え、トローンズ・モデル（サンダルフォン）で指揮を執ることが多くなる。ハワイで数万の市民を犠牲にした経験から代償を支払う覚悟を持ち、エメリーと竜宮島のコアの対話の際には自らが消える覚悟をも示す。
自分たちのミールの祝福が命のあり方を根底から覆しかねないものであり、竜宮島のミールとは異なる成長をたどっていることを承知しながら、一騎に「永遠の戦士」になる可能性を示す。しかし、前述の一騎への提案も含め、ヒトの言葉を話すコア型フェストゥムである織姫の存在に狂喜する、息子を遣わしてくれた史彦への感謝からとはいえ、昏睡状態に陥った一騎を救うためにミールの因子の移植を提案するなど、人類軍として戦った経験や間もなく到来するアルタイルへの対応への焦りから性急過ぎる部分もある。とはいえ、平和への情熱とフェストゥムとの共存への希望は史彦にも劣っておらず、ヒトとしての存在を保ったまま共存を目指す史彦と比較した場合、ナレインはエスペラントの他にミールやフェストゥムの祝福で永遠に等しい命を持つに至った者と既存の人類をも交えた形での共存で、形は違えど史彦とは互いに認め合っている。
麾下のファフナー部隊を失ったこともあり、海神島上陸作戦及び第四次蒼穹作戦では剣司の指揮の下「トローンズ1」のコードネームで竜宮島部隊の一員として戦う。最後は第四次蒼穹作戦中に止める者のなくなったベイグラントに取りつき足止めを行いつつ、他のエスペラントや弓子と共にアショーカに自らの命を同化させ、人類の希望を謳いながら結晶化・消滅する。
ジョナサン・ミツヒロ・バートランド
声 - 岡本信彦
ペルセウス中隊のファフナー隊隊長。金髪・長髪の美少年。モーガン隊ではパワーズ・モデル（オリンピア・エンジェルス）、ペルセウス中隊ではドミニオンズ・モデル（ガブリエル）を愛機としている。ミツヒロ・バートランドの息子であり、弓子・真矢の異母弟である。母親は早くに亡くしている。アイやビリーとは訓練生時代からの仲で、部隊の仲間からは父の名でもあるミドルネームで呼ばれ、一騎たちからもそちらの名で呼ばれる。ハワイにおけるフェストゥム襲来時はモーガン隊所属で増援として出撃、同化を振り払いながらも戦い続けるが、友軍の攻撃で壊滅したハワイを目の当たりにし、戦った意義を見失ってしまう。その後アイやビリーとともに後方部隊に回されるが、同化に抵抗した姿を評価したナレインの計らいでペルセウス中隊に入隊した。勇敢かつ聡明な性格で、落ち着きと思いやりをもって他者に接する好青年だが、敵フェストゥム群への憎悪は父同様に強く激情にかられる場面もある。
竜宮島にはナレインやエメリーとともに来訪、父ミツヒロから真矢と島のことを聞かされたことがあり、アイやビリーと違って島の事情や立場にある程度理解を示す。また、自分の血縁者でもあり父と違う道を進むきっかけをくれた真矢や美羽に心から感謝し、遠見家の人間とは良好な関係になるが、千鶴を（性格的長所を挙げてではあるが）若い頃のミツヒロに酷似していると戸惑わせる。
その正体は、新国連がペルセウス中隊にスパイとして送り込んだパペットMB7型。第三アルヴィス・海神島（人類軍呼称・アトランティス）のコアの分身としてミツヒロの研究によって生み出された存在であり、真矢と弓子はもちろん、ミツヒロとの血縁関係もない。シュリーナガル帰還後、新国連によってプロメテウス（ミツヒロの肉体に寄生させていたグレゴリ型）を介したクロッシングにより位置情報だけでなく現地の天候などの詳細な情報を送っており、アショーカやエメリー達エスペラントはおろかミツヒロ自身も気付かぬうちにロードランナーやアビエイターによる襲撃を誘導し、自身が信じる希望を導く存在であるエスペラント達を抹殺する手助けをさせられていた。ペルセウス隊とシュリーナガル市民達を載せた輸送機と竜宮島との合流直前で現存するすべてのアザゼル型を呼び寄せ、ミツヒロ自身もプロメテウスよって操られ輸送機の翼を破壊して海上へ落とし、異変に気付いたアイを手に掛けてしまう。その後は真矢のマークジーベンの捕獲・連行といったアルゴス小隊の援護を強制させられる。その後、真矢やビリーと共にダーウィン基地へ連行され、プロメテウスの岩戸にいた真矢の前に引っ立てられ、真矢の目の前でパペットの人格抹消の実演の材料にされてしまう。その際、「いなくなった」ミツヒロの人格が宇宙にあるベイグラントのゴルディアス結晶に還り、プロメテウスのコアとクロッシングし「憎しみの器」として選ばれた事でフェストゥムとして覚醒。溝口と会談中だったヘスターに対し蜂起したプロメテウスの導くまま、マークレゾンを奪取しパイロットとして出撃し、時を同じくしてダーウィン基地に呼び寄せられたクローラーを人類軍兵士たちの眼前で撃破する（言うまでもなくプロメテウスによる人類軍掌握のためのマッチポンプである）。僅かに残っていたミツヒロの自我は真矢をはじめとした竜宮島の人々を憎みたくないがゆえに抵抗するも、ダーウィン基地から脱出する真矢達を見送った後プロメテウスに「理由のない憎しみ」を持つよう余計な記憶は全て消され完全に支配される。人類軍掌握後はプロメテウスにベイグラントによるウォーカー同化を指示し、同じく同化したクローラーと共に第三アルヴィス・海神島へ根付いたアショーカを消し去るために差し向ける。
海神島への最初の攻撃が竜宮島ファフナー部隊に退けられた後は、バーンズと共に掌握した独立人類軍打撃艦隊群と共に、ファフナー大隊の指揮官としてマークレゾンを駆り、地上に堕とされたベイグラントを守るため竜宮島・海神島陣営の前に立ちはだかる。マークレゾンが展開するウォールは一騎のザイン・総士のニヒト・甲洋のフィアー・操のドライツェンによるクロスドッグ攻撃すら受け止める圧倒的な防御力を見せつける。戦いの中でプロメテウスが模ったアイの複製を喪ったことでさらに高まった凄まじい憎しみを原動力とし、竜宮島ファフナー部隊を一蹴。マークザイン、マークニヒトのツインドッグを相手にしてなお一歩も退かない戦いを見せニヒトを地上に堕とすが、一騎のマークザインによる同化を介した説得で、本来の記憶と正気を取り戻し、自らを消すよう一騎に懇願する。だがそれを否定したプロメテウスのコアによりマークザインもろとも虚無のフィールドに取り込まれるが、一騎とマークザインは甲洋のマークフィアーと操のマークドライツェンにより存在の側へと救出され、ミツヒロだけがマークレゾンと共にプロメテウスのゴルディアス結晶付近の宇宙空間へと放逐される。
アイシュワリア・フェイン
声 - 潘めぐみ
ペルセウス中隊のファフナー隊女性パイロット。愛称は「アイ」。高いパイロット適性と同化耐性を持ち、モーガン隊ではドミニオンズ・モデル（ガブリエル）、ペルセウス中隊入隊後は適性を認められトローンズ・モデル（ラファエル）を愛機としている。ジョナサンやビリーとは訓練生時代からの仲であり、ジョナサンには好意を寄せている。ハワイではモーガン隊所属として出撃、同化された味方を撃つという辛酸を味わい、泣き崩れてしまう。その後ジョナサンやビリーとともに後方部隊に回されるが、ナレインに素質を見出されペルセウス中隊に転属。礼儀正しいが、伝説のパイロットとされる一騎への憧れを隠せなかったり、ノリの軽いビリーに対しては口より先に手が出たりと、時折若さが露呈する。
シュリーナガルの戦闘ではディアブロ型に同化されるが、一騎の駆るマークザインの干渉で生還、その後の脱出行で一騎らと交流を築く。特に真矢とは親しくなり、自分がかつて同化された仲間を撃った過去を明かし、軍属ではない真矢に自分より辛い役回りを負わせてしまったことを詫びる。
第二次脱出行では訳も分からず人間に追われる上に来ない援軍と分からない目的地に疲弊し、ジョナサンにすがる。竜宮島との合流地点での戦闘中にジョナサンの異変を察知し救援に向かうも、強引に操作されたジョナサンの手で撃墜され戦死してしまう。その後、パペットの応用でジョナサンへの報酬たる「愛する人」として彼女のコピーが作られる。目覚めた彼女はビリーにダスティンの仇を討つよう真矢の銃を渡し、竜宮島と敵対する。最後はジョナサンを庇ってマークザインの攻撃を受け、瀕死の中で一騎を道連れにすべくフェンリルを起動し、その身を散らせる。
その後、一騎の力でジョナサンは、自分が本物のアイを殺したことを思い出す。
ビリー・モーガン
声 - 森田成一
人類軍少尉。ペルセウス中隊のファフナー隊男性パイロット。高い同化耐久値ゆえにパワーズ・モデルを愛機とし、モーガン隊時代は陸戦型のオリンピア・エンジェルス、ペルセウス中隊以降は空戦型のアリエルに搭乗している。ダスティンの実弟であり、彼に憧れて人類軍に志願した。ミツヒロやアイとは訓練生時代からの仲。ハワイでは兄ダスティン率いるモーガン隊として出撃。交戦規定アルファ発令により壊滅したハワイの惨状に泣き崩れた。その後、ダスティンの計らいでジョナサンやアイとともに後方部隊に回されるが、ジョナサンに付いていく形でペルセウス中隊に転属する。純朴かつ明るい性格で、周囲のムードメーカー的存在だが、若干短絡的なため、場の空気を読まず周りを傷つけてしまうこともしばしば。
竜宮島では、年相応に真矢に興味を示すなど無邪気に振舞うが、失言によってジョナサンにたしなめられたり、アイに鉄拳を受けたりする羽目になる。シュリーナガルおよび脱出行では同行した暉や広登と親しくなるも、純朴さと共に死地をくぐり抜けてきたシビアさをも垣間見せ、暉や広登に竜宮島の外の人類が置かれている現状をつきつけることになる。
脱出行でダスティンが追撃部隊にいることを知り、自分とダスティンの関係を知られるのを恐れる。やがて竜宮島との合流時ダスティンに保護され、「アルゴス小隊から送り込まれた工作員」という名目でアルゴス小隊に異動扱いで生還を果たす。兄の非情な行動に疑問を抱くも、真矢が辱めを受けるのを見ていることしかできないなど状況に流されていく。ダーウィン基地におけるクローラー群襲来ではマークレゾンの回収にあたっていたことで撃墜を免れるが、それにより兄が真矢に殺されるのを目撃してしまう。
その後はジョナサン同様に支配されたアイから復讐を促され、アイやキースと共に人類軍ファフナー大隊へと加入、竜宮島部隊と敵対する。兄やジョナサン、アイなど信じる人がいなくなっていく流転の状況下ゆえ、真矢を兄の仇と認識することでしか自我を保つことができず、キースと共にマークジーベンを道連れにフェンリルでの自爆戦法を図るが、真矢にコクピットを摘出され失敗する。戦闘終了後は混乱で精神が破綻寸前となり、コクピットを降りたその場で真矢へ銃を向けるが、「何が正しいのかわからない」という想いから逡巡し、その隙に溝口に射殺される最期を迎える。
同じような心境の暉も、かつて島を爆撃したウォルターを憎みながらも憎みきれずに竜宮島へ招く結論にたどり着くが、ビリーは憎みきれない真矢を強引に憎むという、暉と対照的な道を辿り、命を落とす結果になる。
ウォルター・バーゲスト
声 - 置鮎龍太郎
人類軍少尉。ドミニオンズ・モデル（ガブリエル）に搭乗し、ペルセウス中隊第4守備隊隊長として竜宮島の派遣部隊やシュリーナガル基地の護衛・警備を担当する。かつてはサジタリウス爆撃隊に所属、少佐にして爆撃機副操縦士というエリート兵士であったが、誠実な人柄ゆえに交戦規定アルファのもと生存者をも犠牲にする任務にストレスを溜めており、ハワイにて交戦規定アルファ発令による市街地への核爆弾の投下を止めようと軍の命令に逆らったため権限を剥奪・降格され、その後ペルセウス中隊の噂を聞き転属を願い出た経緯がある。
爆撃隊所属時代は第二次蒼穹作戦に乱入し、竜宮島をボレアリオスミール群とともに核ミサイルで攻撃した過去を経ていたことから、派遣部隊の面々と出会ってから謝罪したいと願い続けており、第二次脱出行で疲弊する暉にその真実を明かす。落ち着きもあり、攻撃を受けた時にはダッカ基地制圧を主張する意見を窘める。
竜宮島との合流ポイントの戦闘にて、アルゴス小隊に捕まりそうになった真矢を助け、暉に対し島を見ることが叶わないことを詫びながらフェンリルを起動し、ハインツと潜水艦1隻を道連れに自爆・戦死する。彼の生き様・行動は暉に大きな影響を与え、暉が同化によって消滅する際にも走馬灯の中で暉を労う。
アニラ・オーロビンド・ゴーシュ / マデリン・ゾーン / マルコス・プラド / アイザック・アレンスキー
声 - 櫻井智（アニラ） / 鷄冠井美智子（マデリン） / 佐藤健輔（マルコス） / 遠藤大智（アイザック）
アグラ基地のオペレーターたち。ブリゲード・コントロールでもオペレーターを務め、シュリーナガルからの長い旅路を最後まで生き延びて無事に竜宮島と合流する。第四次蒼穹作戦では溝口や陣内に随行し、海神島のCDCに就く。
【THE BEYOND】
生き延びた他の隊員と共にアルヴィスのクルーとして任務に就いている。アイザックは第五次蒼穹作戦でLボートで参加、アニラは総士救出時に溝口の指揮下で海神島で待機している。
後のべノン襲撃時にアニラはグレンデル型に襲われ、千鶴やシャオと共に命を落とす。

### アルゴス小隊
ダスティン・モーガン
声 - 中村悠一
人類軍少佐。ビリーの兄。トローンズ・モデル（ラファエル）を愛機としている。ハワイで増援のファフナー部隊を率いるモーガン隊隊長として対フェストゥム戦に赴くが、アザゼル型・ロードランナーの圧倒的な戦力の前に敗北する。
ハワイでの戦闘時にディアブロ型に味方の機体が同化され同士討ちとなった事や味方を解放できず撃たねばならなかった事が実直な軍人だった彼の心を変えてしまい、2151年には同化された人間は速やかに殺し被害を最小限に留めるという考えの下、交戦規定アルファ発令後にフェストゥムに同化された人類を殺す任務を担う「アルゴス小隊」の隊長に就任。弟・ビリーを後方任務へ付くよう根回しした上で任務に当たっていたが、ビリーがナレインによってペルセウス中隊に転属したことは知らされていなかった。交戦規定アルファを必要悪としているが、カマル司令からは事実を一切確認せず盲目的に同胞殺しの命令を遂行する姿勢を「フェストゥムと何ら変わらない新国連の狗」と非難される。
ナレインの影響力と思想に多少なりと理解を示す様子もあったものの、交戦規定アルファに従わずナレインを受け入れようとしていたダッカ基地・カマル司令を暗殺し基地の指揮権を継承、味方増援が来たと出迎えた広登を射殺し、竜宮島アルヴィス製ファフナーの鹵獲とアショーカ・ミールの庇護下にあるナレイン将軍率いるシュリーナガル市民を爆撃により殺害、およびそれを守るペルセウス中隊を（ビリーだけは保護した上で）殲滅すべく襲撃するが、総士が見せたザルヴァートル・モデルの力と真矢による爆撃機撃墜の前に撤退を余儀なくされる。その後もナレイン将軍追跡の任務に当たるがナレインの策の前に再三足止めをされ最終的には竜宮島との合流を許すことにはなったが、アザゼル型2体との戦闘およびパペットとして操られたジョナサンがもたらした混乱に乗じ、ビリーを「アルゴス小隊が送り込んだ工作員を回収した」という名目で保護する。
溝口が真矢奪還のためにヘスターとの会談にダーウィン基地を訪れた際には、警護のためビリーを加えた部隊を率いて出撃、ニヒトを載せた輸送機を包囲し警戒に当たる。クローラー群襲来時には交戦規定アルファを受命するが、その際もフェストゥムへの迎撃よりも先に竜宮島の輸送機に武装解除を要求するなどへスターの命令を優先する対応をしており、これを一蹴されている。その後は真矢のマークジーベンにキースとチェスターが撃墜されたことに激昂し彼女に襲い掛かるが、自らの痛みを厭わない真矢の機転によって返り討ちに遭い、マインブレードをコクピットへと突き立てられて乗機が爆散、戦死する。
元々は高潔な軍人だったが、ハワイ圏でのディアブロ型、アザゼル型との戦いで心に刻み付けられた無力感から、大を生かすために小を切り捨てる考え方に変化してしまった、ある意味ミツヒロ・バートランドと同じく心をフェストゥムに捕らえられてしまった人間と言える。同化された（人類に友好的なミールの庇護下にある）人間は無慈悲に排除する一方で自分の弟だけは擁護するなど、大義と私情を都合よく使い分ける中でその正義感も歪なものになっていった。彼の変化とその最期はビリーの心に昏い影を落とす結果となる。
キース・ウォーター
声 - 宇乃音亜季
アルゴス小隊の女性隊員。モーガン隊時代はパワーズ・モデル（オリンピア・エンジェルス）、アルゴス小隊以降はドミニオンズ・モデル（ガブリエル）を愛機としている。ダスティンとは概ね同格の立場で、フランクに接する。元々はジョナサンたち同様モーガン隊に所属していたが、ハワイへの増援にて核攻撃をものともしないアザゼル型を見てフェストゥムに勝てないという絶望感を抱く。
「フェストゥムを口説きかねない」と称されるほど大らかだが、汚れ役のような任務も意に介さず楽しげに殺しに臨むなど破綻した性格で、同化されていない者も同化されたと決めつけ、真矢が捕虜となった際にも侮辱的な発言・行動を嬉々として行っている。一方で仲間意識は強く、汚れ役の責任を一人で背負い込もうとするダスティンを軽いノリながらも諭すといった、性格は歪んでいるが仲間にだけなら気を遣える面も持っている。
脱出行メンバー始末の際は、命令には反するがビリーだけは保護したいというダスティンの考えを「ずるいやつが生き残る」と肯定し協力を表明する。ダーウィン基地におけるクローラー群襲来時には、真矢のマークジーベンと交戦し撃墜されるも生還、己への屈辱とダスティンを死へ追いやった真矢への身勝手な憎悪と殺意を募らせる。その後は支配されたジョナサンに復讐を促され、アイやビリーと共にファフナー大隊へと加入し、竜宮島部隊と対峙する。その頭にはもはや真矢への復讐心しかなく、ビリーと2人でマークジーベンを道連れにフェンリルでの自爆戦法を図るが、真矢にハッキングでカウントを止められる。コクピットから外へ出てケーブルを破壊しフェンリルを再起動するも、ジーベンに振り払われ落下、最後は哄笑をあげながらフェンリルの爆発に巻き込まれて戦死する。
ダスティンとは違う形で、人類軍の疲弊と腐敗の末期症状を強調する人物であったと言える。
ハインツ・ビットナー
声 - 泉大智
アルゴス小隊の男性隊員で、元メカニック。トローンズ・モデル（サンダルフォン）に搭乗する。戦場では嬉々として戦う好戦的な性格だが、生還率の高い所属を希望してアルゴス小隊入りした経緯があり、そのためには味方殺しすら厭わない卑劣さを持つ。ペルセウス中隊と竜宮島合流地点にて真矢を捕まえようとするが、ウォルターに防がれ、さらに彼のフェンリルを使った自爆に巻き込まれて戦死する。
チェスター・ゲイン
声 - 栗原吾郎
アルゴス小隊の男性隊員。ハインツの同僚の黒人系。パワーズ・モデル（エイワース）に搭乗する。同化された者の始末に対しある種の義務感を抱き、利己的なキースやハインツと比べてまだまともである。ダスティンが増援として駆けつけたハワイ基地ゴールド隊の唯一の生き残りでもある。ハインツの戦死後、彼に代わって真矢を捕える。ダーウィン基地にて、マークジーベンに乗る真矢との戦闘で撃墜され、戦死する。

### 反新国連
ディラン・バーゼル
声 - 勝杏里
太平洋艦隊総司令部に所属するバーンズの副官。36歳。彼の密命のもと新国連に幹部として潜入しており、ダーウィン基地でヘスターの側近の座に付いて動向を報告している。自身は穏健な性格で、ヘスターの冷徹さに懐疑提言をする場面も多いが、その都度一蹴されている。真矢が新国連に拉致された際には、彼女へ同情的な言葉をかけている。
正体は、ジョナサンと同じヒト型パペットN-310型であり、ヘスターの不満分子と内通し、炙り出すための二重スパイであった。ヘスターと溝口との会談の場を利用して、溝口に罪を着せた上で彼女を爆殺しようとするが、逆にそれを証拠とされてバーンズの失脚の片棒を担がされた後、人格を抹消処分される。しかし、直後にプロメテウスに乗っ取られ転移、人格を取り戻すもジョナサン同様強い憎しみに支配され、上官であるバーンズを逆に監視する立場へと収まる。
【THE BEYOND】
バーンズの元を離れ、海神島でルヴィの側近として活動している。パペットとしてのフェストゥムの転移能力は健在である。
海神島へ連れてこられた総士を、マークニヒトの元へ案内する。
カマル・デクスター
声 - 園部好德
ダッカ基地司令で、ナレインの理解者。交戦規定アルファに反発しており、それによりダスティンの手で粛清され基地を乗っ取られる。殺される直前にダスティンの非人間性を「新国連の狗」と称して非難している。

## ベノン
第四次蒼穹作戦後、マレスペロによって同化されたフェストゥムの群れ、人類軍兵士やファフナー・艦隊群等あらゆる勢力によって混成・組織された“軍隊”。マレスペロの憎悪によって世界を祝福するためあらゆる人類の生存圏に対して全面戦争を仕掛けている。人類側は新国連、独立人類軍、海神島アルヴィスがそれぞれの防衛圏を守りつつ三者間での協議を行いながらこれに対処している。
ワダツミノミコト→プロメテウス→マレスペロ
声 - 石川静（少年）、櫻井孝宏（青年）
第四次蒼穹作戦後の2年間は姿を消し、裏から自らの憎しみで染め支配下に置いた世界中のフェストゥム群を新国連軍・独立人類軍と戦わせ続け、ハワイ・太平洋地域を支配下に置いていた。海神島から離叛し、自らの下に降ったマリスと結託してマークアイン改・スペクターと皆城総士、そして2人のエスペラントの子供を略取すると共に、「絶望」を意味するマレスペロを名乗るようになる。
皆城総士奪還のために発令された第五次蒼穹作戦ではセレノアによるクロッシングを介した同化によるバックワード部隊の同士討ちや、奪取したスペクターに搭乗したレガートのSDPとフロロによるフォワード部隊への足止めが奏功し、パイロットの真壁一騎がSDPの代償である眠りに落ち無人となったマークツヴァイ改・グリムリーパーの奪取と、ハワイ宇宙港からマリス達とミールの欠片を載せたロケットの打ち上げに成功する。衛星軌道上を経由してマリス達を北極圏の偽の竜宮島へ送り届けると共に、マレスペロ自身とミールの欠片はゴルディアス結晶とマークレゾンの元へ合流し、空に「赤い月」を構築する。
EXODUSでの竜宮島攻略時には攻め手が切れてしまい敗退したことを教訓に、世界中のフェストゥムの群れと、降伏した人類軍兵士をパペットの技術を推し進めたと思われる「ソルダート(通常の同化結晶ではなく黒い泥のような物質で同化する事で肉体と精神を変容させ、フェストゥムの個体と同じように自我を持たず命令に忠実に従う人形のような状態。マリスは「もう元へは戻れないね」と評していた)」として支配下に置き、無尽蔵に近い戦力を保有する。ソルダートは人類軍から鹵獲した攻撃艦隊の操艦や爆撃機の操縦による艦砲射撃やミサイル攻撃を行い、ファフナーに搭乗して竜宮島ファフナー部隊との戦闘に参加する等、人類の攻撃手段を用いる上、フェストゥムの群れと同様に海上に発生させたフィールドから自由に転送、逐次戦線に投入できるため戦況を読み辛くしている。ファフナーのシステム上は「人間」として扱われるため必要に応じて命令されるがまま機体のフェンリルを起動して美羽のマークザインを葬ろうとした。ソルダートの起用に伴い、EXODUS本編にてファフナーの機体とパイロットを直接同化して操ったりシーモータル型フェストゥムへ変化させるディアブロ型は統廃合された模様(ディアブロ型の同化の場合、その場限りでパイロットの命は消えてしまうためあくまで即席の戦力だった)。
また、竜宮島から提供された情報をもとに強化された人類軍ファフナーをも一撃の下に葬れる攻撃力と、核ミサイルの直撃にも耐える防御力を備えた疑似アザゼル型とも言える新型フェストゥム・ギガンテス型を生み出し人類に対し互角以上の戦いを繰り広げる。
第五次蒼穹作戦を退けた後に衛星軌道上に構築した「ベノンの赤い月」から人類全体を見渡し戦いを有利に進めつつ、自らが統率する群れに人間の感情を学ばせるため、美羽とマリスの記憶を元に北極圏に築いた偽の竜宮島で、総士と共に過ごさせる。
皆城総士奪還作戦にて総士が奪還され、偽の竜宮島とフロロが失われた後はマリス、レガート、セレノアらと共にベノン軍旗艦オリンポスにて捕らえた人間の捕虜をソルダートへ変え自らの戦力に加えつつ、自らも青年の姿で肉体を作り、来るべき竜宮島・海神島陣営との戦いに備えていた。
セレノアの力で肉体から引きはがした西尾里奈の精神を、マリスと共に離反したエスペラントのメイ・アーナンドとノエル・グランデの力でオリンポスの同化結晶に封じ込めており、彼女の精神と肉体のリンクを介して海神島の場所や、彗が里奈に語り掛けた作戦内容を知り、常にその一手先で動きマリスやレガートを尖兵として再三海神島を攻略するが、一騎によるマークアレスの覚醒、そして総士によるマークニヒトの再ザルヴァートル化等で攻勢を撥ね退けられる。
最終的な目標は竜宮島に眠るアルタイルにケイオスを同化させることで憎しみで染め、その後自らをアルタイルのコアとしその力ですべての人類を滅ぼすことであった。これには美羽が先にアルタイルと対話し、彼女が同化される事も前提として組み込まれた作戦であったが、美羽がアルタイルと同化せずに共存を選んだことでその作戦は瓦解し、アルタイルを奪われた怒りで美羽のマークザインに襲い掛かる。しかし武装を解除され、ザインと美羽の能力で心に触れられた際には「僕は対話さえ許されなかった!」と本心の一端を吐露しフェンリルの自爆でザインを葬ろうとするが、総士のマークニヒトに阻まれる。
肉体を失った後も赤い月から怒りと憎悪を降り注がせるが、ケイオスのマークレゾンが敗退し、ザインとニヒトの一撃で赤い月も崩壊する。その後、美羽の祝福によってアルタイルの力を分け与えられたすべてのフェストゥムの群れが赤い月を覆い尽くし、彼らの介在によって再度美羽の心との対話を行い、自ら憎しみを鎮め、全てのフェストゥムと共に存在を消し、共に新たな存在へと生まれ変わる道を選択した。
マリス・エクセルシア
声 - 斉藤壮馬
　・誕生日：7月18日 / 身長：172cm
美羽とエメリーに匹敵する高い能力を持つエスペラントの少年。最初にアショーカ・ミールが根差したシュリーナガル出身。両親は故人で、EXODUSでの脱出行の中で喪った模様。海神島で次世代のファフナーパイロット候補かつエスペラントの一人として暮らす中で「ある未来」を幻視しアルヴィス陣営に深い絶望を抱き、「その未来を消す」ことと「誰かが生きるために誰かが犠牲になる世界を捨てて平和に生きる道」を選択。海神島アルヴィスからマークアイン改・スペクターを奪取し、まだ幼い総士とパイロット候補だった2人のエスペラントの子供も略取。本来は敵であるマレスペロの元へ降り（マレスペロ自身も彼の叛意は承知しつつ看過している）、マレスペロが築いた偽の竜宮島の中で生徒会の副会長として総士と暮らす。
ベノン結成後は、第五次蒼穹作戦で奪ったグリムリーパーのパイロットとなり、海神島アルヴィスによる総士奪還作戦で島が襲撃された際は敵の能力やあらゆるエネルギーを無効化するSDPで偽竜宮島を防衛するが、一騎によって総士を奪還され、その後戦力差で押し切られ島は沈められる。その後はベノン軍艦隊旗艦オリンポスでマレスペロの庇護下に入る。
同じエスペラントである美羽と、親友として共に生活した総士に対しては特別な感情を抱いており、それがマリスの行動の原点になっている。袂を分かった後も美羽と総士を気にかけて続けており、自らの陣営に引き込むためレガート、セレノアと共に独自の判断で行動している。
総士を再度連れていくためセレノアとレガートと共に海神島に潜入した時は総士に拒絶され、ベノンの来襲を告げ降伏を勧告して去り、海神島攻略戦でマークアレスによって撃退された後にも再び海神島へ特使として訪れ（島の位置がなぜ追跡出来るのかを看破されていないか確認するためでもあった）、多数の人的被害が生じた島民の憎しみを煽る言動をとりマレスペロの祝福を受けるよう提示するが、真壁史彦に降伏も、憎しみに憎しみで相対する事もないと退けられる。
最高のエスペラントとされる美羽や総士すら強制的に眠らせる程の強い干渉力と高いファフナーパイロット適正、強力なSDPを持つが、御門零央曰く「一つの事に気を取られると周りが見えなくなる」故に「スキが多い」と評されている。また戦闘経験の面から大局観に欠けており、常に圧倒的戦力差を以て戦ってきたことからくる驕りも祟り、竜宮島陣営の作戦を読み切れず大損害を被る。
第二次L計画では自らのSDPでスサノオとツクヨミ、アマテラスのSDPを無効化してスサノオとツクヨミをLボートのシールド圏内から分断するがSDPなしのスサノオにフェストゥム群を全滅させられ純粋な白兵戦で圧倒されるが、撃破される寸前に零央に同化現象の末期症状が訪れ間一髪で生還する。その後総士がセレノアのクロッシングを撥ね退けマークニヒトを再ザルヴァートル化するのを目の当たりにし、もはや総士の奪還は叶わない事を痛感する。
第二次L計画に続き発令された第六次蒼穹作戦では航空母艦・ポセイドンを旗艦とした艦隊群とペルセウス隊を与えられ海神島を圧倒的有利な状況で包囲するが、西尾里奈の精神から作戦を読んでいた事を逆手に取られ、フェンリルを満載したRボートの自爆によりポセイドン艦隊とペルセウス隊を共に喪失してしまう。その後マレスペロから残ったフェストゥム群と共に海神島を追撃し滅ぼすよう命令されるが、その命令に背き、竜宮島に到達した総士と美羽の前にリミッターをすべて外したグリムリーパーで立ちはだかり、ニヒトのルガーランスの射撃をしのぎ切り、逆にSDPでザインとニヒトの機体を機能不全に追い込み総士を気絶させエスペラントとしての力で美羽を眠らせるが、竜宮島のコアの導きでアーキタイプ・ゼロの機体を同化したニヒトと、総士の呼びかけで目を覚ました美羽のザインによって機体を破壊され敗れる。
未来を変えられなかった事を悲嘆しつつ、総士に自分が見た「未来」のビジョンを伝えたが、マリスの行動の真意を悟った総士に機体ごと思い切り殴り飛ばされ「早く言え、バカ！」と言い捨てられ美羽の元へ向かう総士を泣きながら見送る。
竜宮島から総士と美羽が導いた未来を目にし「こんな未来があったなんて」と再び涙を流す。アルタイルの祝福を受け復活したグリムリーパーとレガートのスペクターと共にオリンポスへ帰還。セレノア、ケイオス（ジョナサン）と共に身を隠しつつ自分たちのように世界から弾き出された人を受け入れ、自分たちなりの平和を新たに築いていく事を誓い合う。
ケイオス・バートランド
声 - 岡本信彦
べノン総帥であり、母艦オリンポスの玉座に君臨し指揮をとる。パペットMB7型＝ジョナサンから進化したマイスター型フェストゥムで、ジョナサン時代と外見は同一だが記憶は保持していない。
第六次蒼穹作戦ではオリンポスの甲板に立ち戦況を見守っていたが、ボレアリオスと共に現れた一騎・甲洋・来主の3人に対処するため宇宙空間の赤い月まで転送され、ゴルディアス結晶の中に取り込まれていたマークレゾンに搭乗、機体周囲のゴルディアス結晶を溶解し同化し完全なザルヴァートル化を遂げたレゾンで大気圏に再突入し、その自由落下の位置エネルギーをそのままぶつける事でボレアリオス艦とそのミールを文字通り粉砕した。
その後動揺した来主のクロノスを同化し自爆へ追い込み、アレスとアバドンの攻撃をも退け「憎しみの器」としてマレスペロの祝福を与えるために海神島アルヴィス陣営の前に立ち塞がる。
美羽がアルタイルとの対話を行い、その存在を消さず、共存する道を選んだ際はマレスペロにザインを破壊しアルタイルを奪うよう命令され襲い掛かるが、ザインとニヒトの連携の前に撃退される。
満身創痍のレゾンでオリンポスへ着艦、美羽とアルタイルの祝福を受け、マレスペロが消えた事で憎しみから解放され、ジョナサンだった時の記憶をも取り戻す。帰還したマリス、レガート、セレノアと共にこれからは身を隠しつつ、全員で話し合いながら新たな平和を築いていく事を誓い合う。オリンポス艦のケイオスの玉座の背後の空間には、マレスペロのものとは別の新たなゴルディアス結晶が成長し始めていた。
セレノア
声 - ゆかな
アザゼル型・クローラーの姿を本体に持ち、美羽の記憶から母・弓子の姿を模倣したフェストゥム。群れの統率や、ジークフリード・システムのクロッシングを通してファフナーパイロットとシステム搭乗者と同時に同化し、「つながる」能力を持つ。システムによって意識を共有するファフナーにおいてこの能力は天敵であり、第五次蒼穹作戦時には里奈のイザナミのコントロールを奪い同士討ちさせスサノオとアマテラスが中破に追い込まれ、ジークフリードシステム担当者だった剣司を重度の同化現象に陥らせた。アルヴィス陣営にとっては完全に未知の攻撃だったため、対処法がクロッシングの強制解除しかなく、その後はパイロットたちが独自の判断で動くしかなかった。特に直接クロッシング侵入の基点にされたイザナミの里奈はクロッシングを解除しても「つながり」は解かれず、里奈は味方への攻撃を止めるためフェンリルによる自爆を選択する他なかった。
第五次蒼穹作戦ではこの能力を駆使して、同化で真矢の右目の視力とSDPを奪いイザナミを同化して同士討ちを行わせるが、里奈がフェンリルで自爆（自らの存在を消そうとする行為）を敢行したことには動揺している。その際に里奈の肉体は彗のSDPでコックピットから引き寄せられ救助されたが精神はセレノアの「つながり」により肉体から引き離され、以降は里奈の肉体と精神を介して島の位置と作戦を読み、終盤まで海神島陣営に気付かれずにベノンによる追撃が行われ続けた。
つながりの力以外に特筆すべき能力として人間態時の非常に強固な個体防壁が挙げられる。アズライールの砲弾やスサノオの全力の斬撃を受けても小揺るぎもせず、マークザインのルガーランス射撃すら意に介さなかった。必要となればクロウラーの姿で戦うことも可能で、マレスペロ配下の群れを多数呼び出して統率し、海一面を氷に変える凍結能力も発動可能になる。ただしクロウラーの巨体では防壁は薄くなり、真矢のアズライールが側面下方に回り込んで撃ち込んだ射撃は胴体に命中している。
第五次蒼穹作戦で竜宮島部隊を退けた後、マレスペロによって北極圏に築かれた偽の竜宮島で総士と乙姫（フロロ）の“母親”、そして道生（レガート）の妻として、島の医師を務める。3年間の母親役を通じて人間の心を学び、レガートやフロロ同様に総士やマリスを家族として心から大切に思うようになる。竜宮島部隊によって偽の島が破壊され総士が奪還された後はレガート、マリスと共にオリンポス艦へ移りベノンの尖兵として戦いに身を投じる。
マリスと共に海神島を訪れた際は甲洋と操と対峙し、海神島を島民ごと沈めマレスペロの元に降れば海神島と同じ島を作って平和に暮らせる、と誘うが甲洋からは「どんなに強大な力でも同じ命は作れない」と拒否され、来主からは逆に「マレスペロから自由になりたくなったら呼べ」と諭される。総士の奪還が叶わなかった時には「寂しさ」を感じていた。
美羽と総士を「つながり」で自らの側に引き込もうとするがミールに匹敵する美羽の力は制御できず、マークニヒトを再ザルヴァートル化させた総士も取り戻せない事を悟る。第六次蒼穹作戦では里奈を通して伝えられた偽の作戦によりマリスに与えられたファフナー部隊と艦隊を失ってしまうが、単独行動を取ることを決めたマリスと共に行く事を選び、フェストゥムの摂理であるミールへの従属＝マレスペロの命令に「可能な限り逆らおう」とした。それをマレスペロに咎められ消されそうになるが「最後のチャンス」を得て新たに呼んだ群れと共に竜宮島部隊と交戦。レガートが一騎のマークアレスに敗れたことを悟り、クローラーの姿で戦う。ケイオスのマークレゾンの参戦もあり海上の戦況を有利に進めるが、アルタイルと一体化したマークザインの突撃によって胴体を貫通され海中に没する。
美羽の祝福によってアルタイルを分け与えられたことでコアであるマレスペロが消えても存在を保つことが出来るようになり、同じく復活したレガート、マリス、ケイオス（ジョナサン）と共にオリンポス艦で新たな平和を築く事を誓い合う。
レガート
声 - 最上嗣生
セレノアやフロロと同様、美羽の記憶から父・道夫の姿を模倣したフェストゥム。セレノア、フロロとは異なりアザゼル型がベースではない。第五次蒼穹作戦でマリスが奪ったスペクターのパイロットとして、相手のファフナーの姿や加えてSDPさえ模倣するSDPで一騎たちを翻弄し、マリスたちが宇宙へ出るまでの時間を稼ぐ。
その後、偽の竜宮島で総士と乙姫（フロロ）の“父親”、弓子（セレノア）の夫として表向きは漁師を務める傍らでベノンの予備役軍人という平和な暮らしを送る。総士が外の世界へ興味を持つことを止められないと感じながらも、家族として総士とマリス、セレノアとフロロを心から大切に思っている。
総士の無線通信によって偽の竜宮島の位置を察知した一騎によって総士を奪還された際はマリスのグリムリーパーと共に再びスペクターで出撃し一騎を追走するが、第五次蒼穹作戦の時とは逆に甲洋のアバドンによって足止めをくらうこととなり、総士の再奪取に失敗。島は崩壊、フロロも無に還された後はべノン旗艦オリンポスのマレスペロの下に身を寄せ、マリスと共にべノンの尖兵として前線に立つことになる。
マリスと共に海神島を訪れた際は一騎と対面し、フロロを消した一騎は許せないが、同時に一騎を殺したくはないという相反する感情を抱いている事を吐露する。一騎がマークアレスを覚醒させた際はその強大な力とそれを写し取れない事に恐怖を覚えるが、その恐怖をアルヴィス陣営と海神島島民すべてに味わわせる事を切望する。
第六次蒼穹作戦での最終決戦では“家族”であるマリスとセレノアを守るために命を捨てる覚悟でリミッターを全て外したスペクターで一騎とマークアレスへ戦いを挑む。限界を超えて機体の力を引き出した結果、マークアレスの力を写し取ることに成功するが、その姿は歪かつ肥大化しており、さらにザルヴァートル・モデルに匹敵する力の代償としてレガートの命と肉体は刻一刻と機体に食われ続け、腕が半ばソルダートを構成する黒い泥状に変化していった。レガートを消すことを厭うた一騎によってマークアレスに敢えて攻撃を受けられ、その虚を突いて機体ごと抱きかかえられ、一騎とマークアレスの強力な同化能力によって強化状態を解除され、レガートはその反動を受け肉体の泥化が全身に進み崩壊。セレノアに詫びながら同じく崩壊するスペクターと共に海底に沈んでいった。
無に還ったと思われたが、美羽とアルタイルの祝福を受けたスペクターのコアを起点に再生。竜宮島で同じく再生を遂げたマリスのグリムリーパーの元へ駆け付け、マリスを庇って逃げるように告げ一騎のマークアレスの前に立つが、マリスに一騎は戦わないと諭され2人で竜宮島を後にする。その後オリンポスへの帰還を果たし、記憶を取り戻したケイオス（ジョナサン）とマリス、セレノアと共に方針を話し合いで決めながら自分たちなりの平和を築いていくことを誓い合う。
フロロ
声 - 仲西環
かつてプロメテウスミールに同化されたウォーカーの欠片から作られた個体。美羽の記憶から乙姫の姿を模倣したフェストゥム。
3年にわたり、本物の乙姫のように総士の妹役を担う。当初こそマレスペロの命令であったが、島で共に生きる中で総士とマリスから人の心を学び、総士たちのことを本当の家族と思うまでに至る。しかし、一騎のマークツェン改・アキレスによってウォーカーの身体を破壊され、さらに自身も一騎の能力によって総士の目の前で無に還される。
総士にとっては正真正銘の“妹・乙姫”であったため、総士が一騎たちに敵意を向ける一因となる。